# Список аквариумных рыб
Нижеприведённый список содержит названия наиболее популярных групп аквариумных рыб. Эти названия часто происходят от названий биологического вида, рода или семейства. При этом не всегда есть чёткое соответствие между биологическими группами и названиями, используемыми аквариумистами.
Главный критерий для выделения группы — наличие любителей, занимающихся представителями именно этой группы.

## Группы рыб
Здесь приведены группы аквариумных рыб, ранга отряда-семейства
- Цихлиды
- Карповые
- Пецилиевые
- Харациновые
- Атериновые
- Помацентровые
- Карпозубые
- Лабиринтовые
- Сомовые
- Осетровые
- Живородящие

## Цихлиды
Относительно крупные американские цихлиды. Сюда же можно отнести популярных хромиса-красавца, геофагусов и прочих «терроров»
Астронотусы:

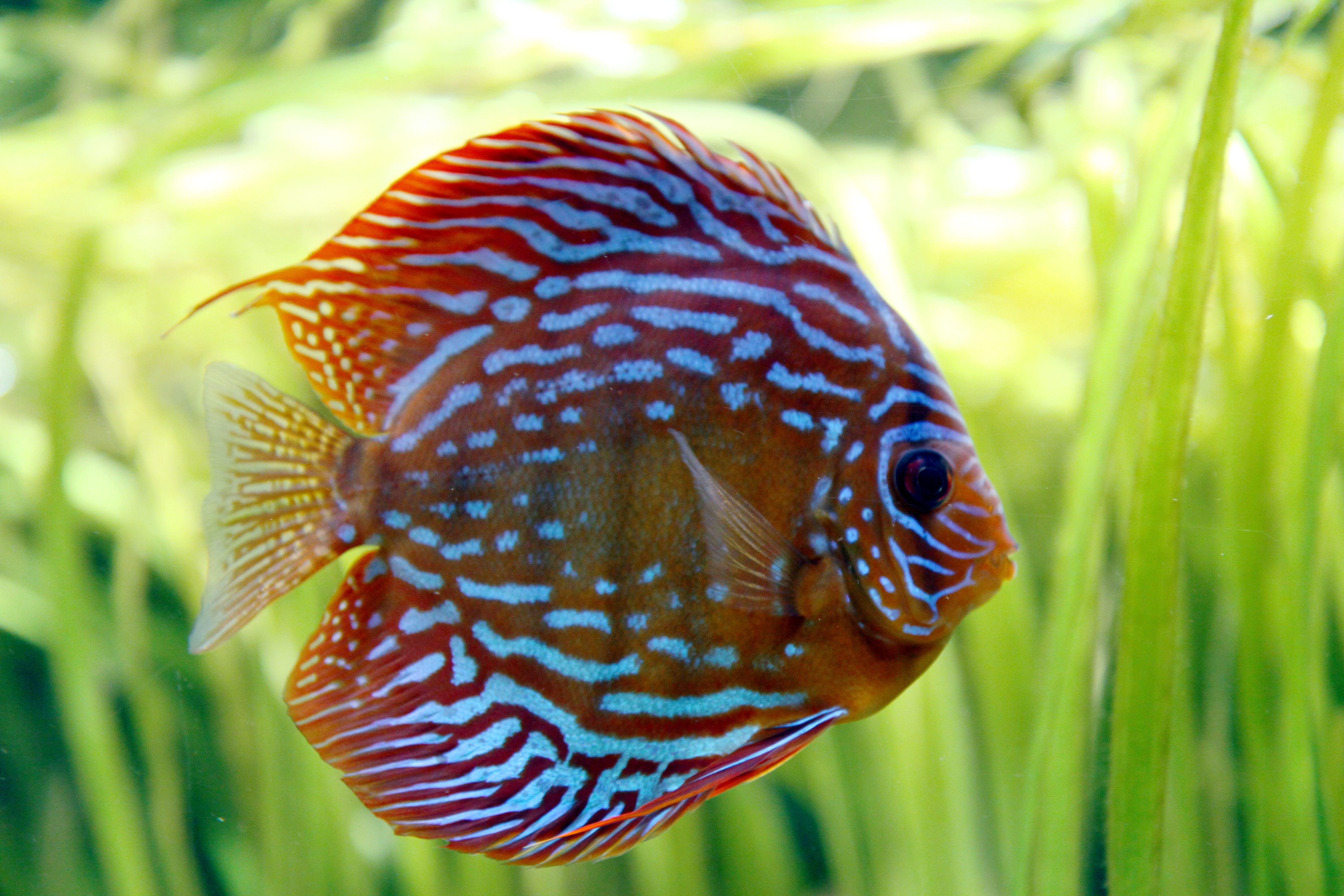
Дискус (Symphysodon spp.)
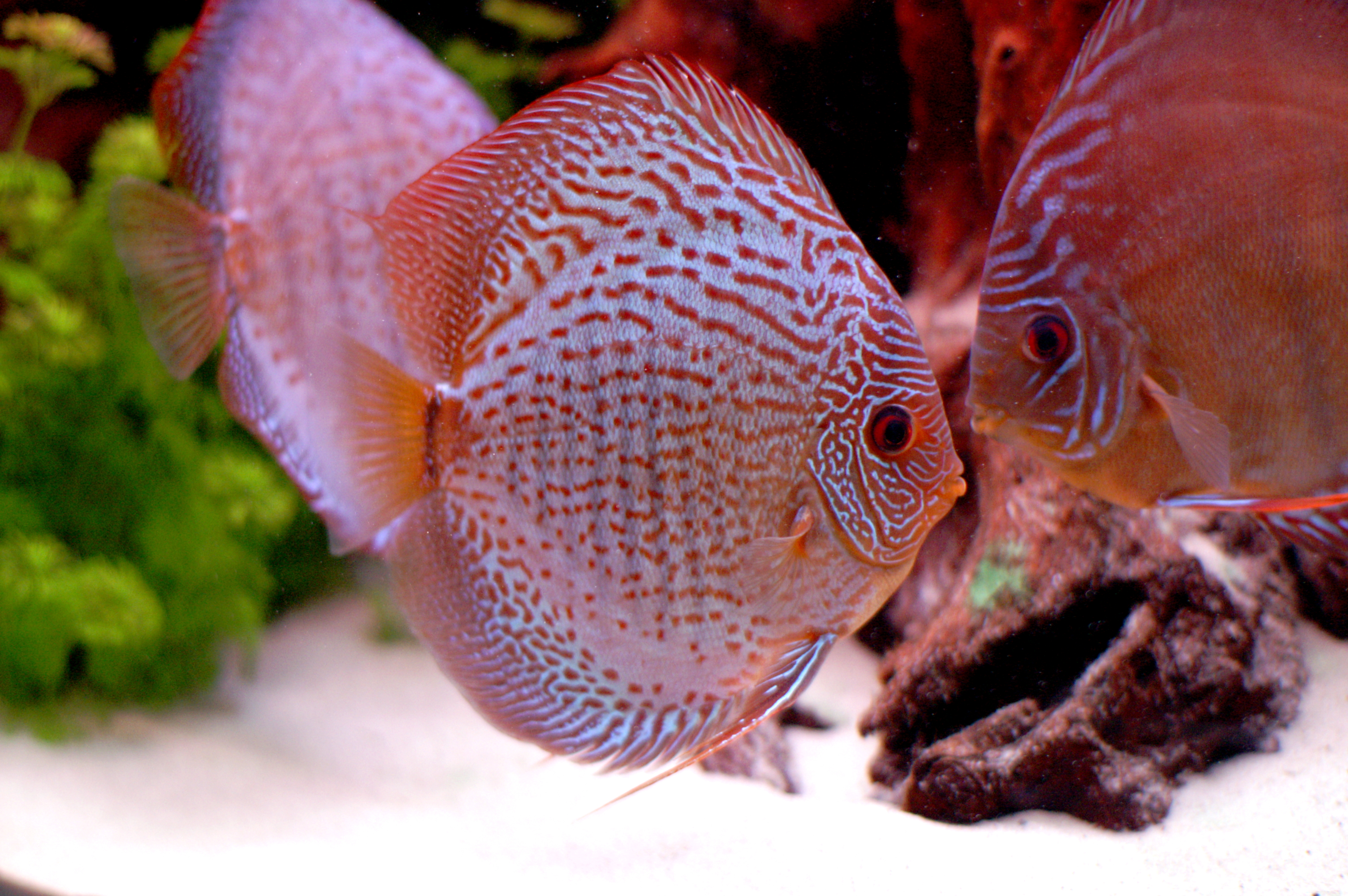
Дискус (Symphysodon spp.)
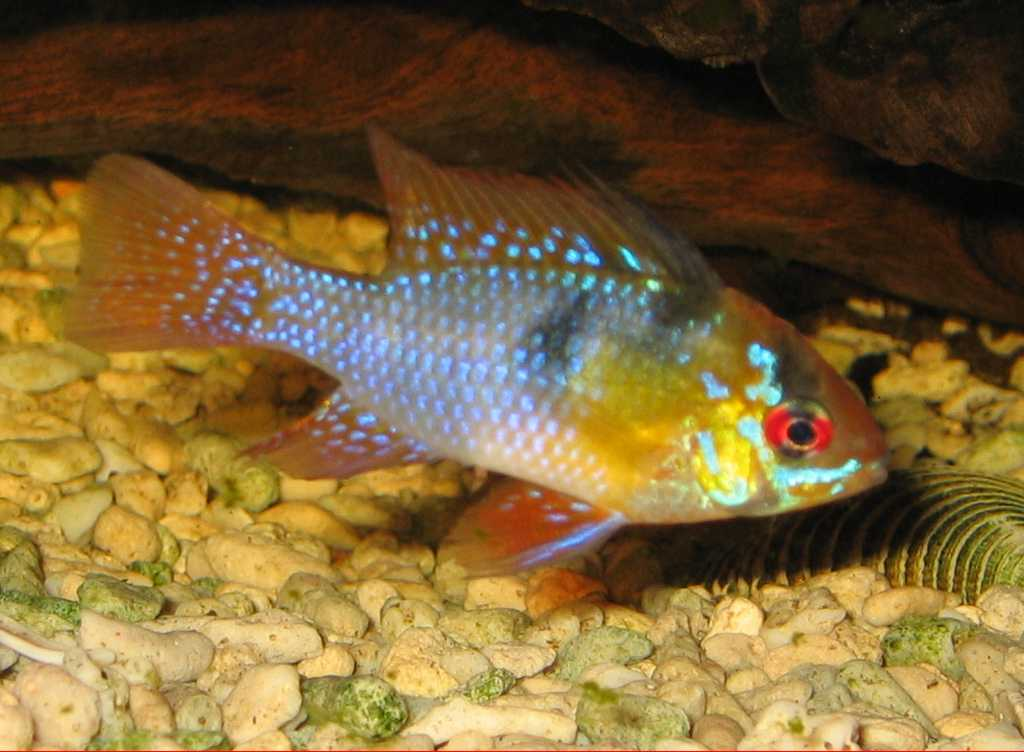
Апистограмма Рамиреса (Apistogramma Ramirezi)
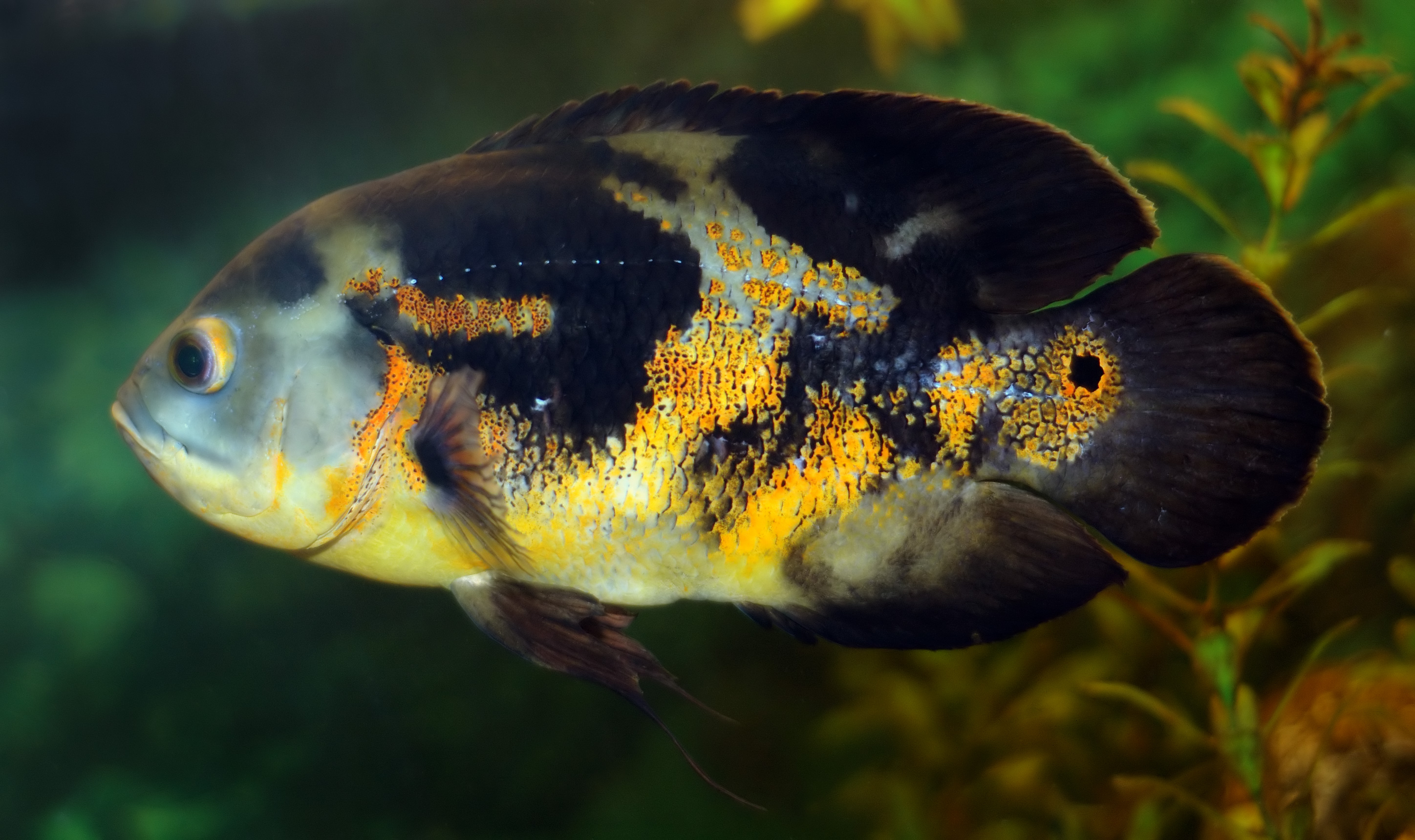
Глазчатый астронотус (Astronotus ocellatus)
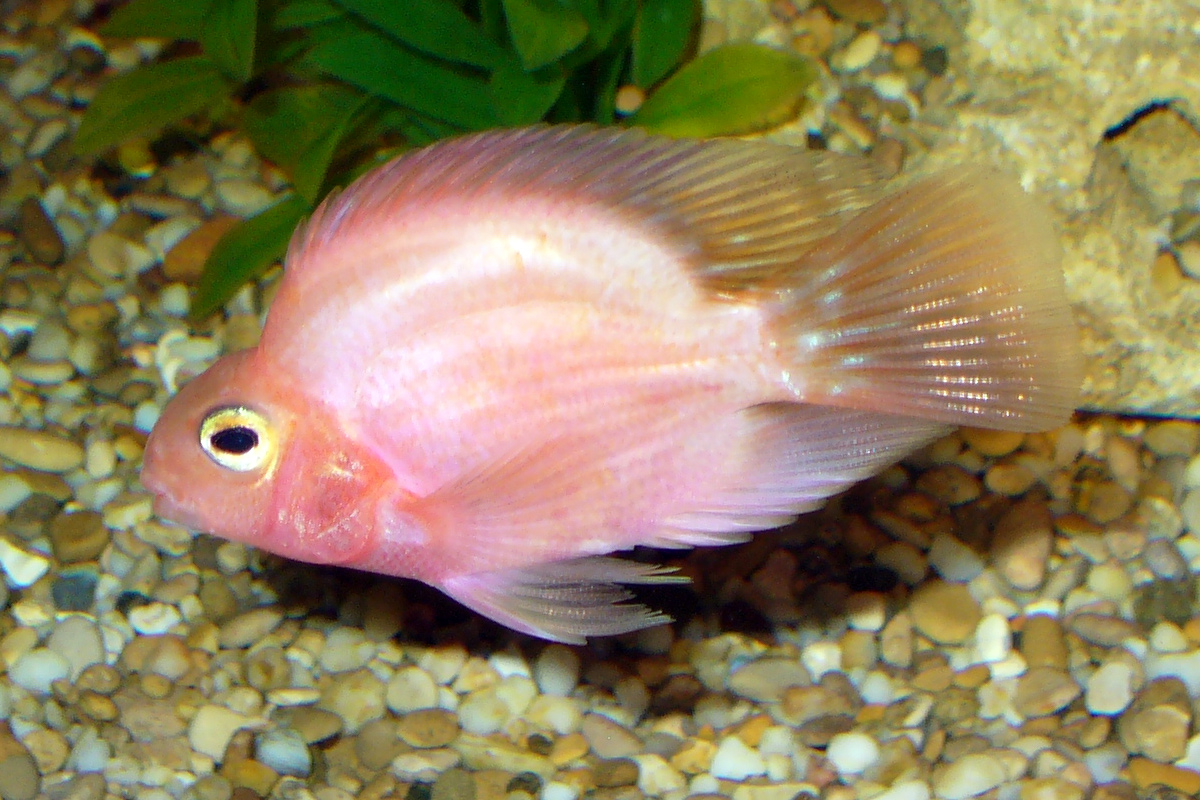
Красный попугай искусственно созданный гибрид
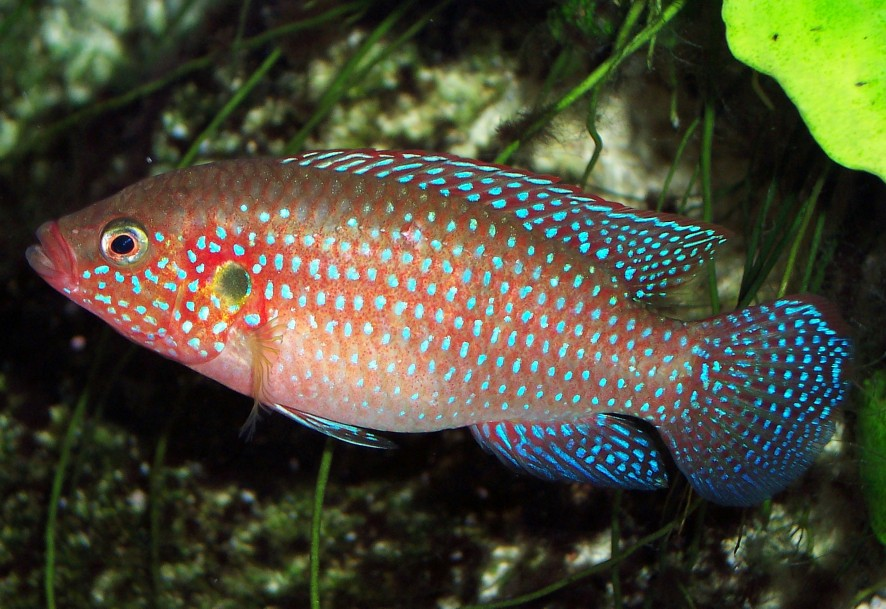
Хемихромис-красавец (Hemichromis bimaculatus)
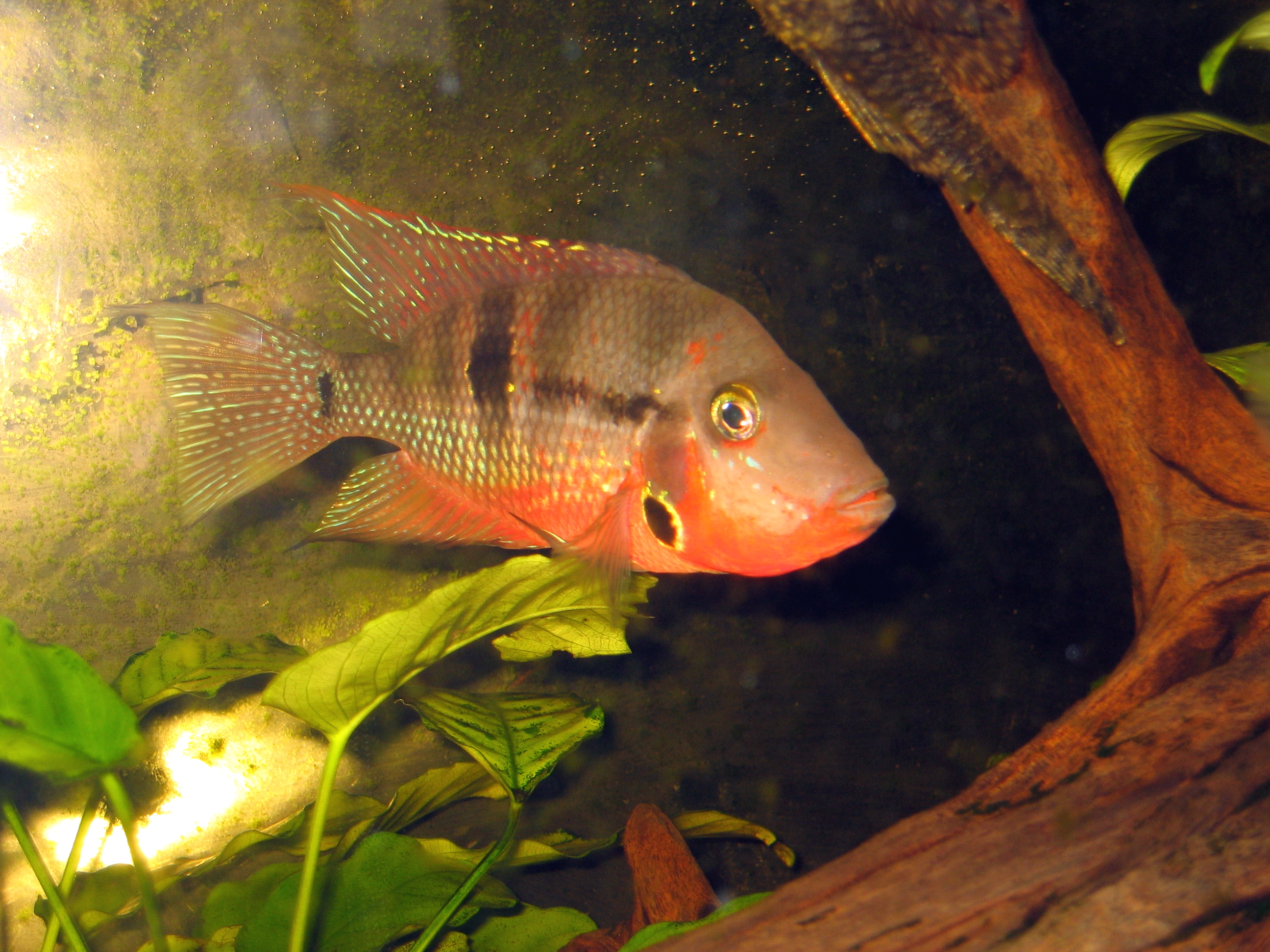
Цихлазома Меека (Cichlasoma meeki)
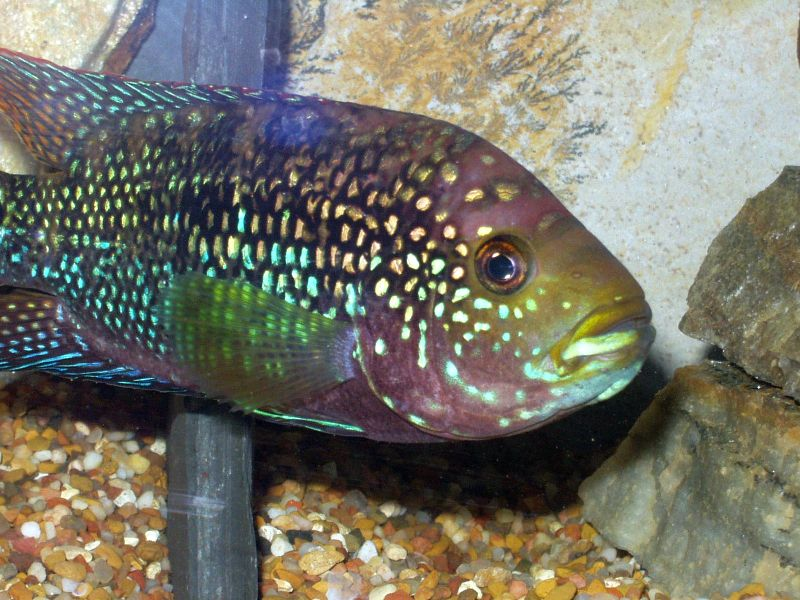
Глазчатая цихлазома (Cichlasoma octofasciata)
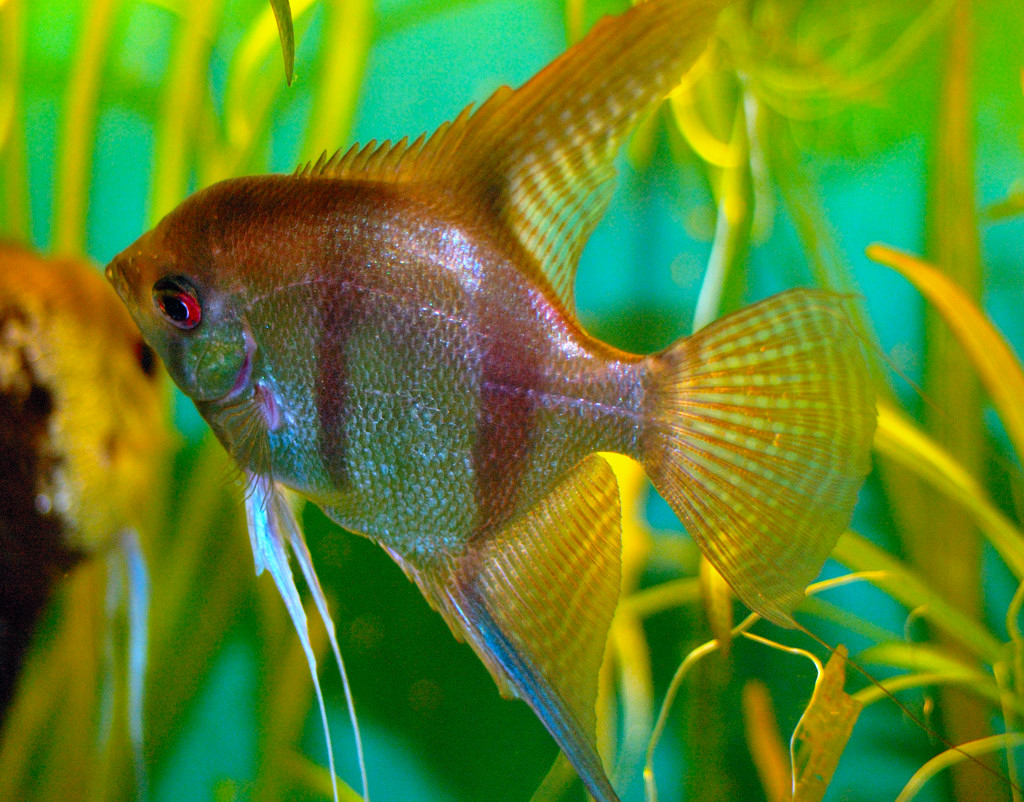
Скалярия (Pterophyllum spp.)
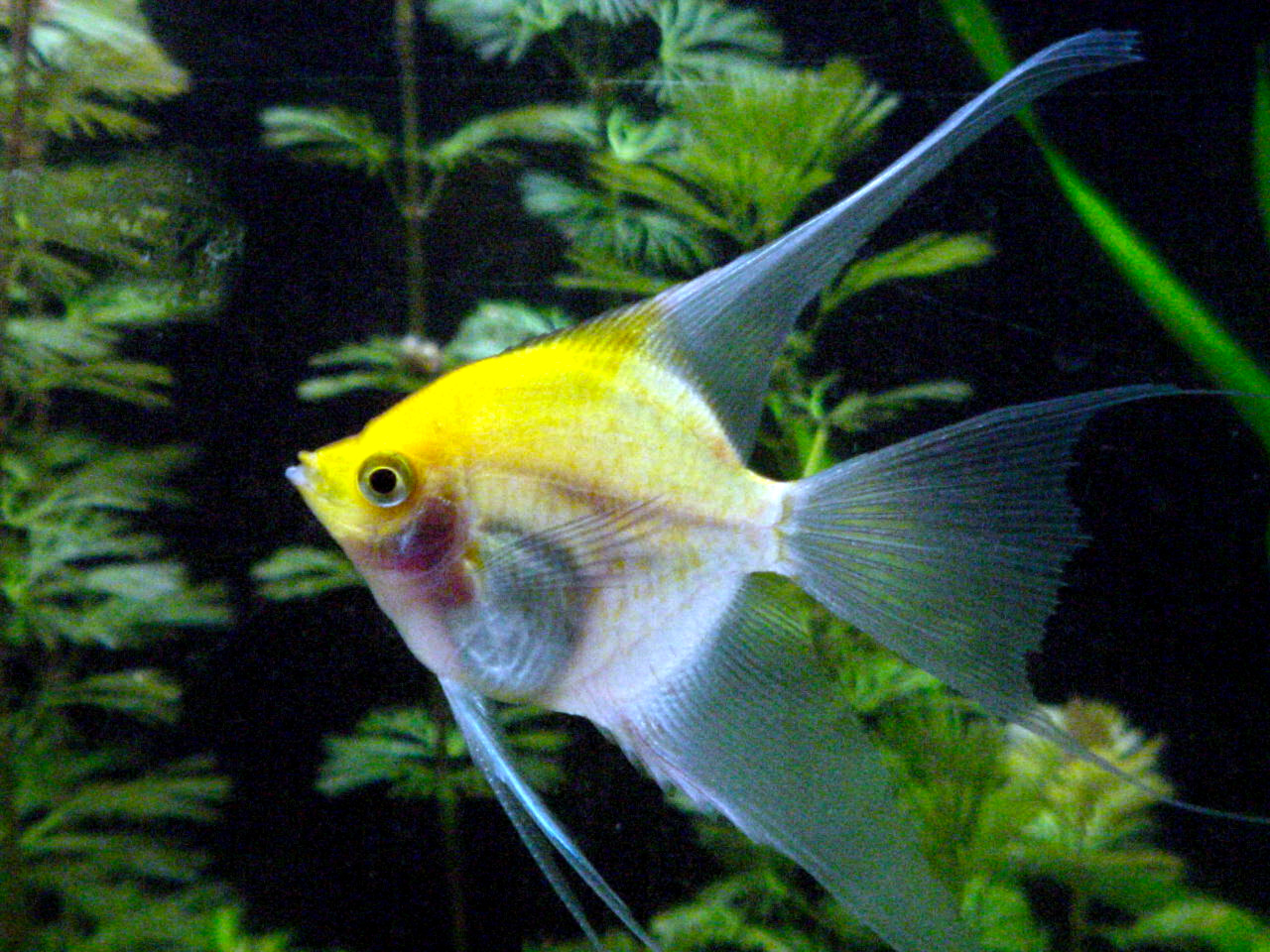
Скалярия (Pterophyllum spp.)

### Дискусы
Дискусы — рыбы, сплющенные с боков. Взрослые особи достигают 20 см в длину.

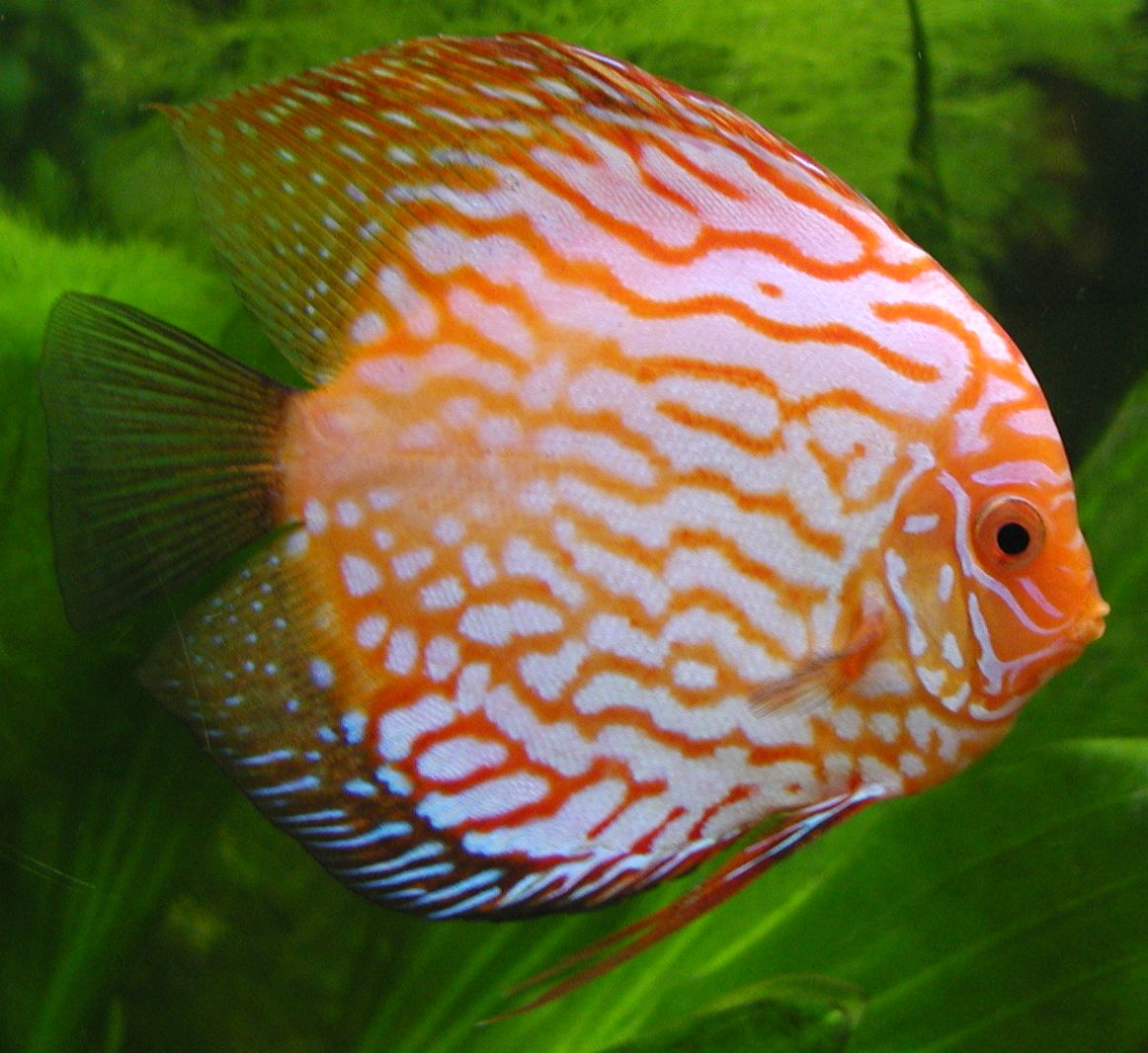
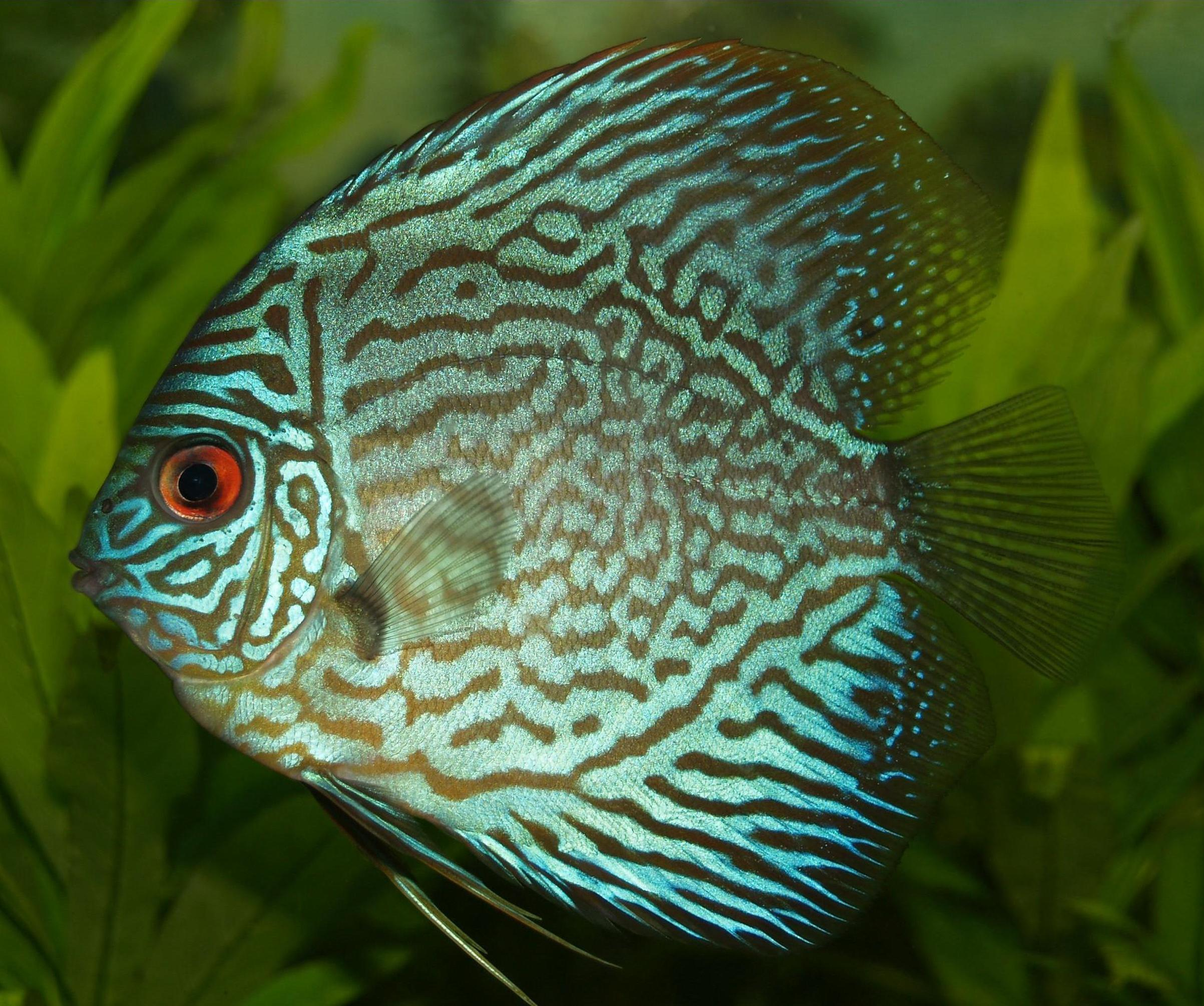
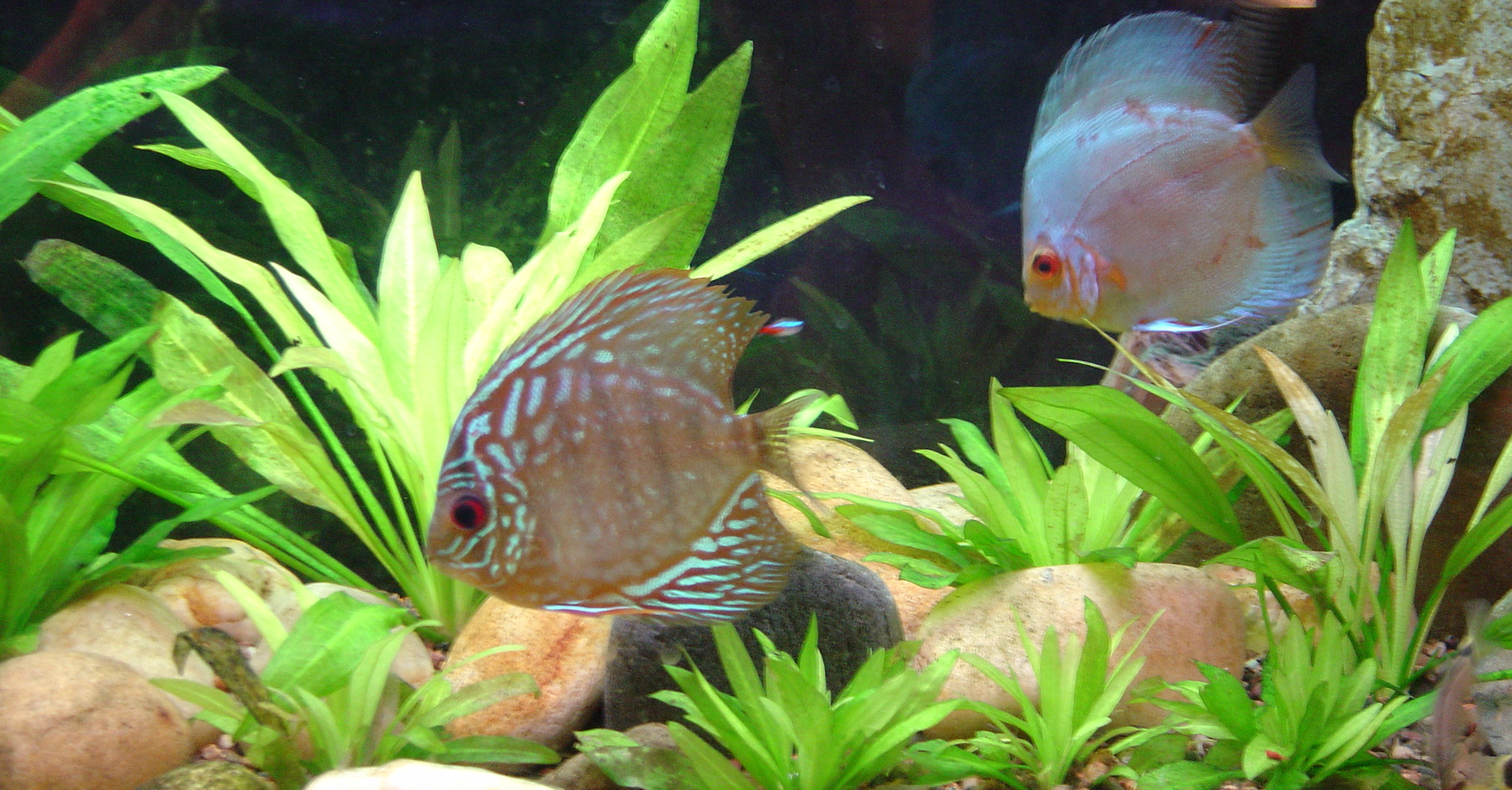
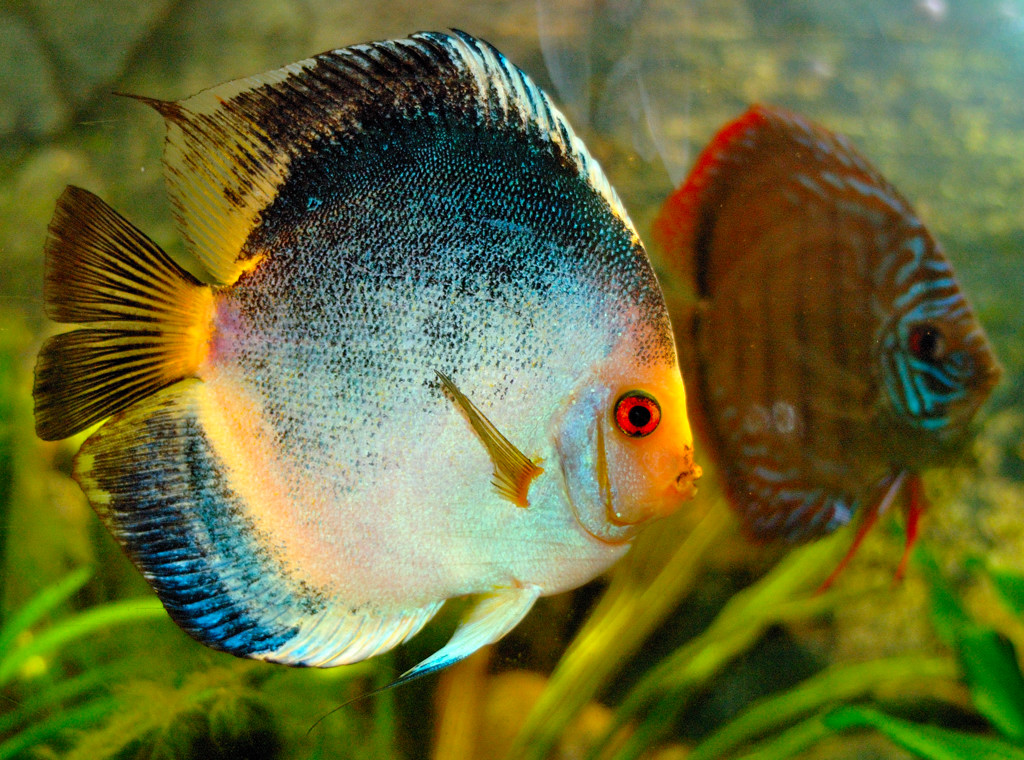
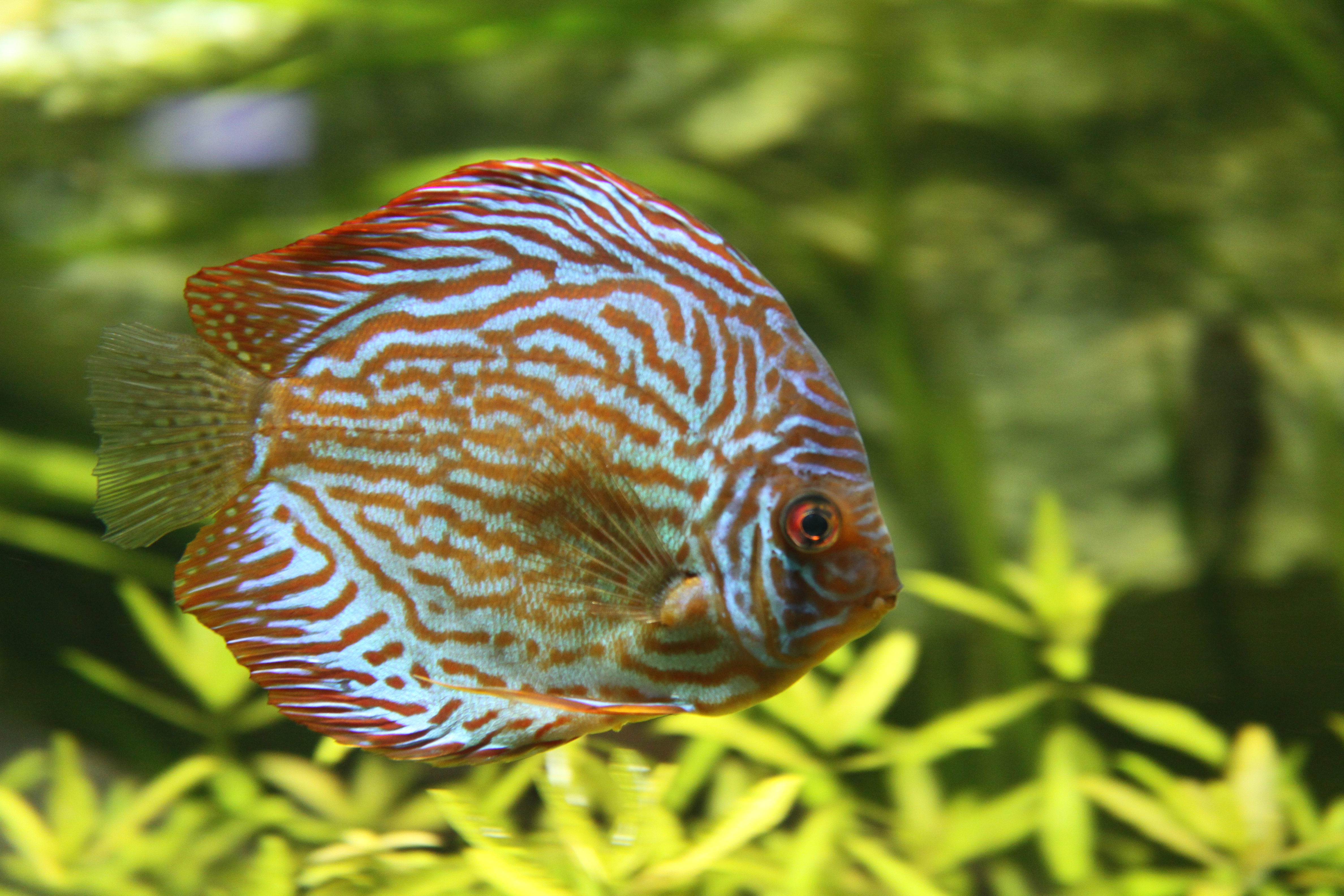
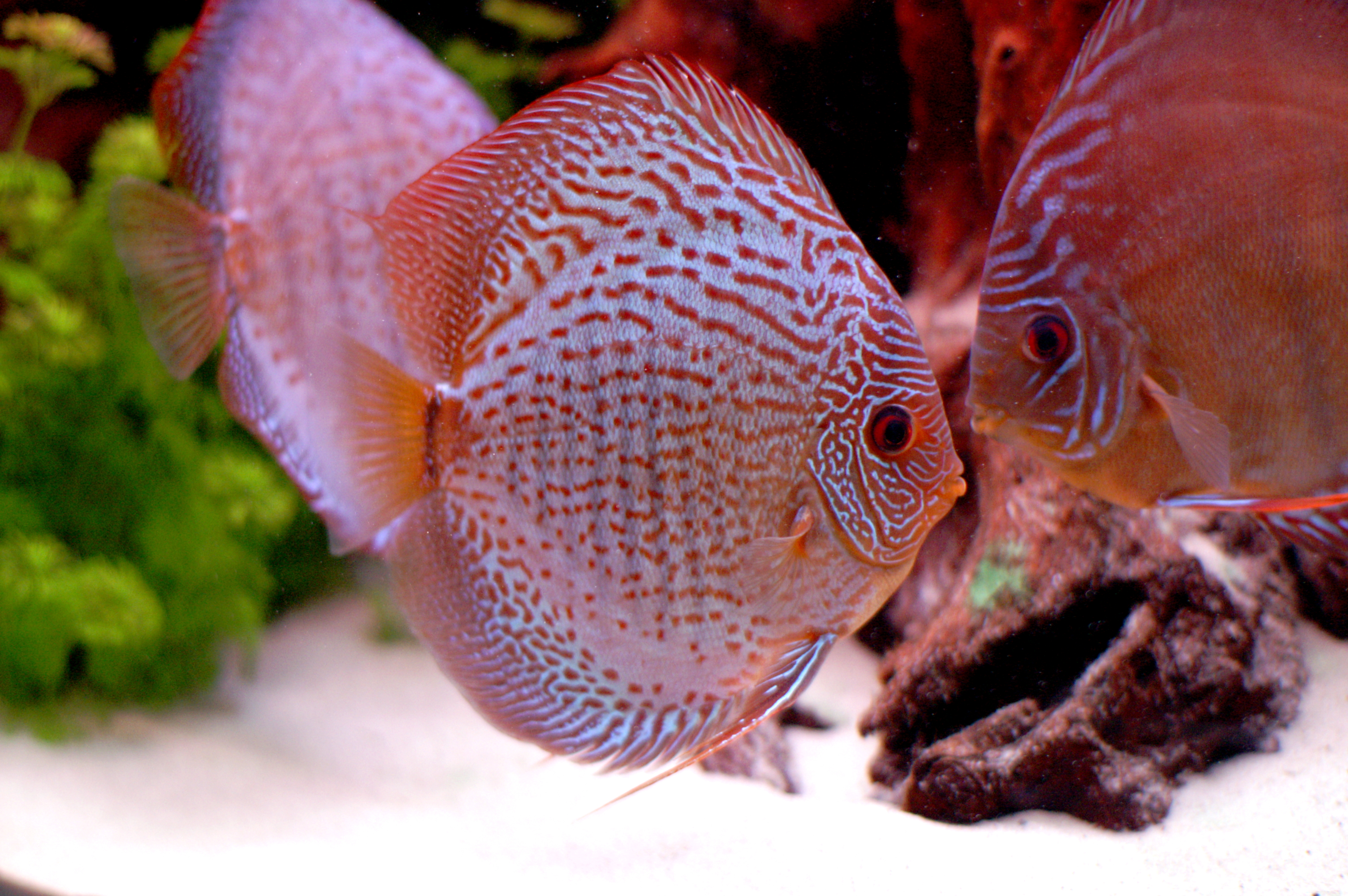
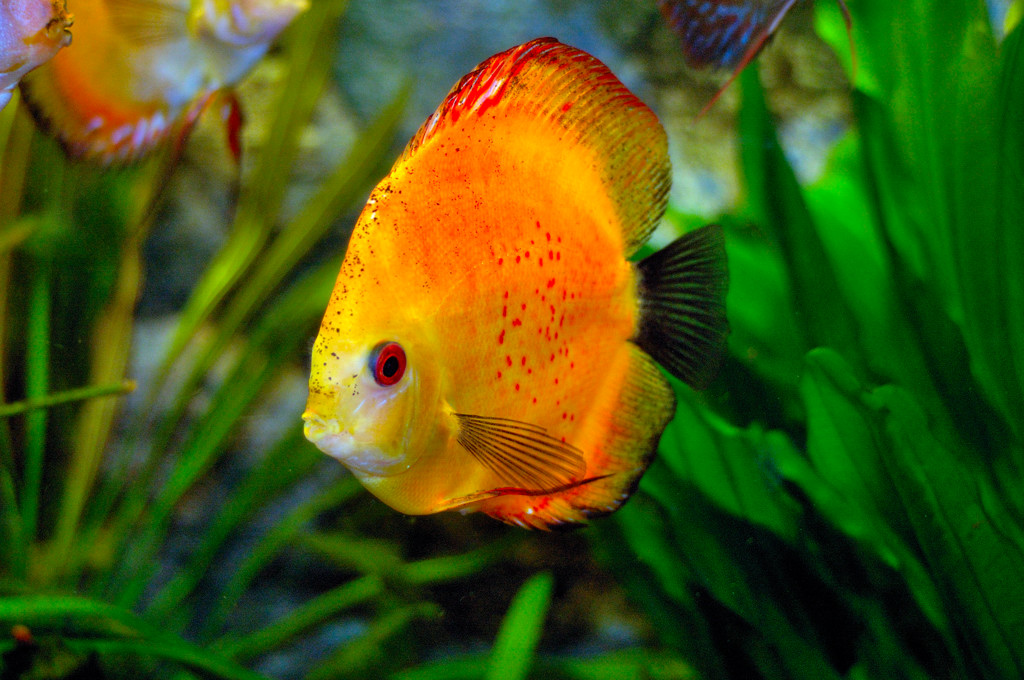
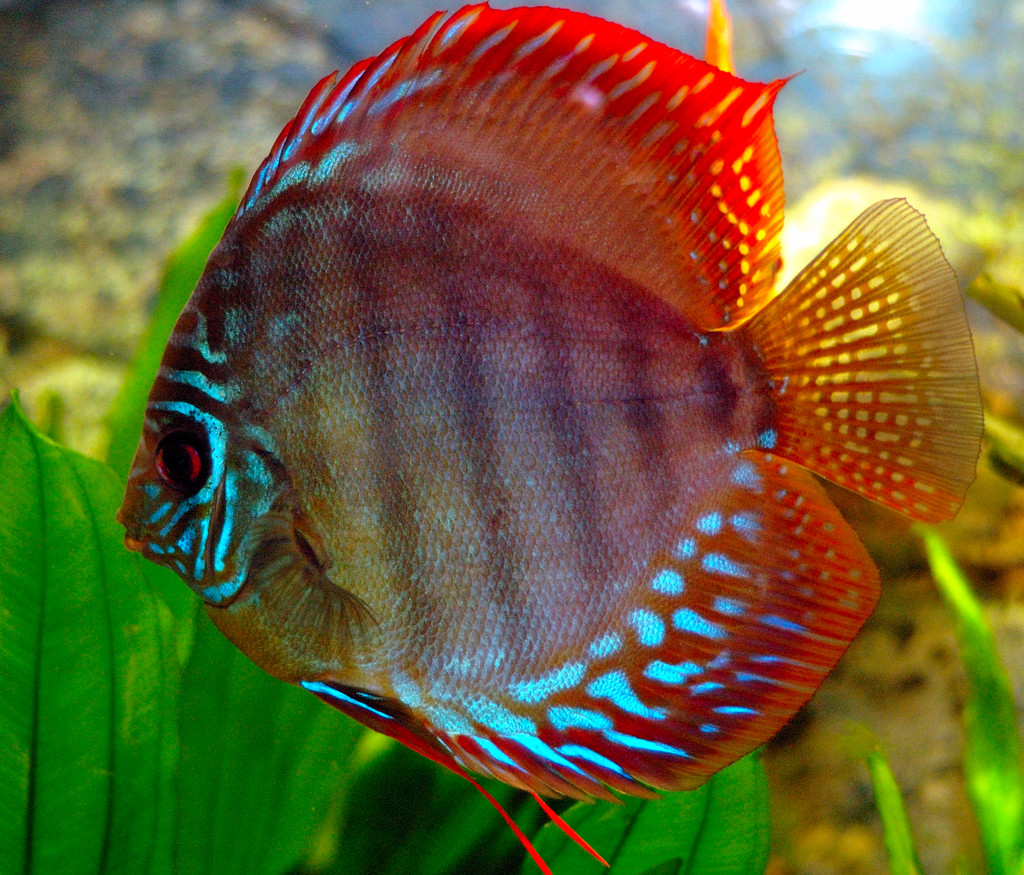

## Золотые рыбки
(Carassius auratus). Популярны в прудовом хозяйстве.

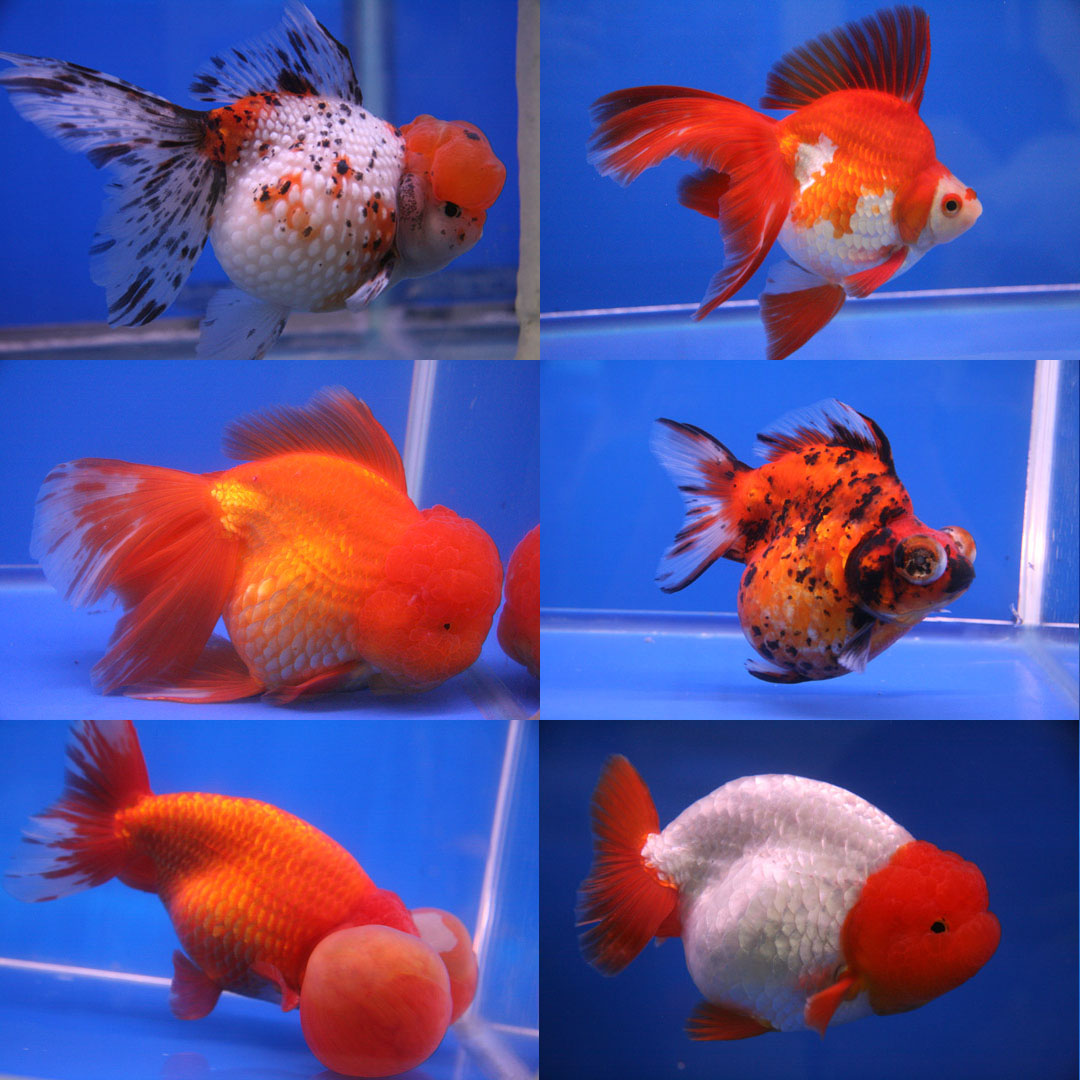
Разновидности золотых рыбок
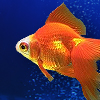
Рюкин
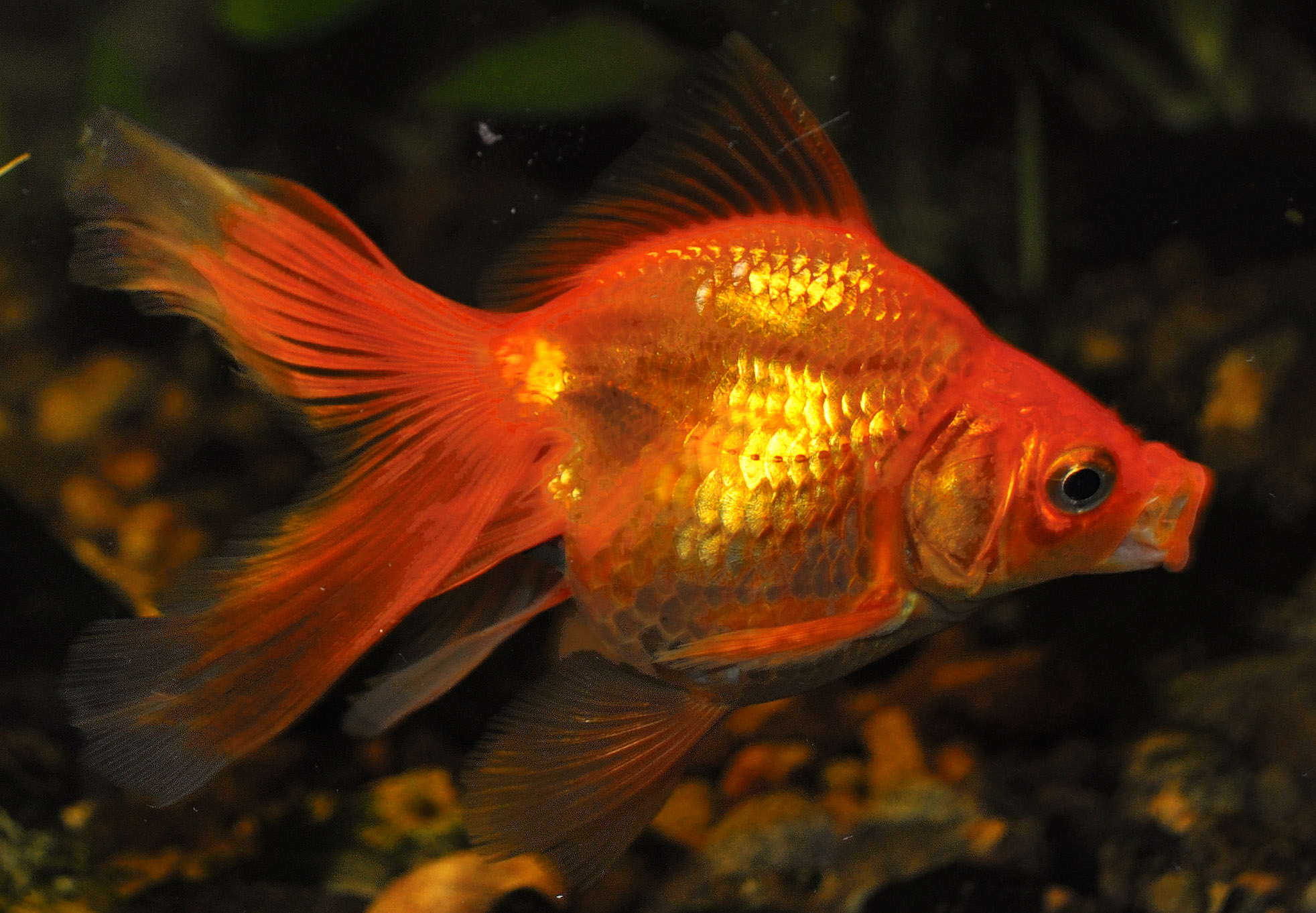
Рюкин
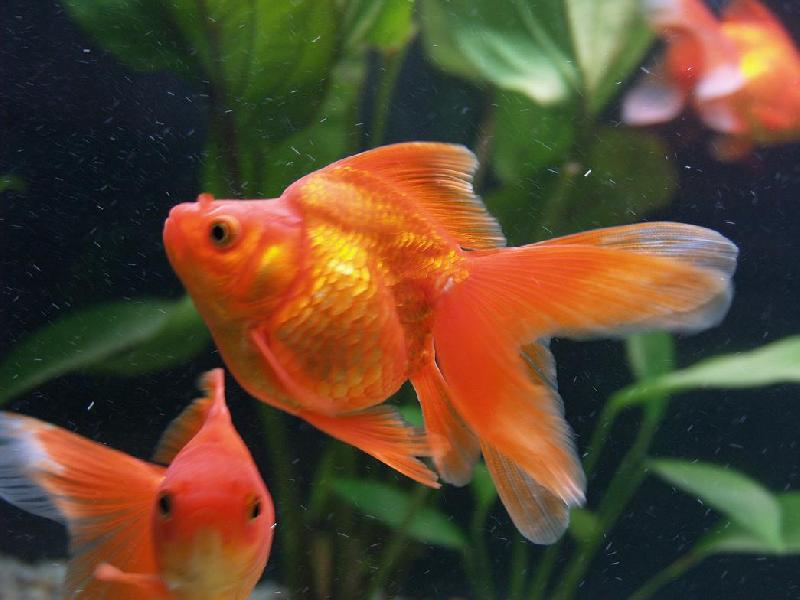
Рюкин
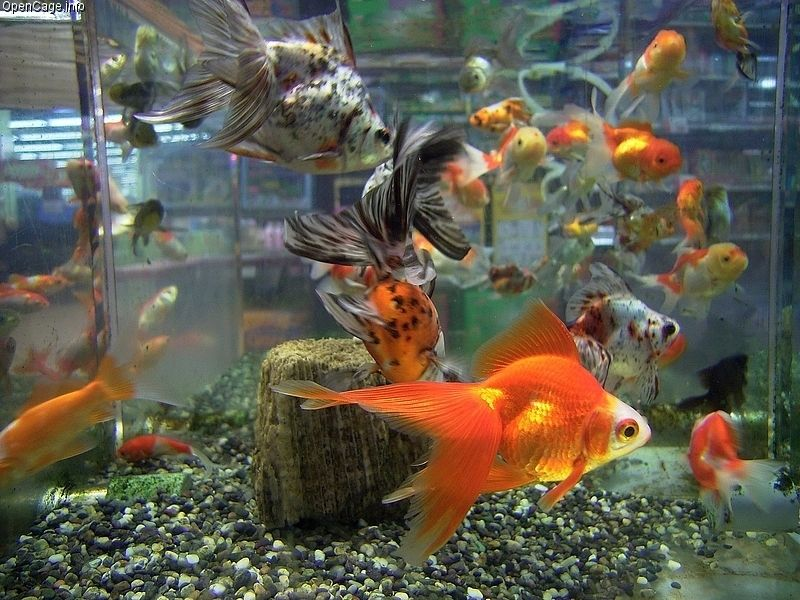
Рюкин
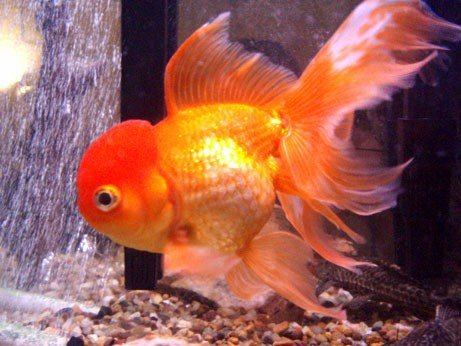
Оранда
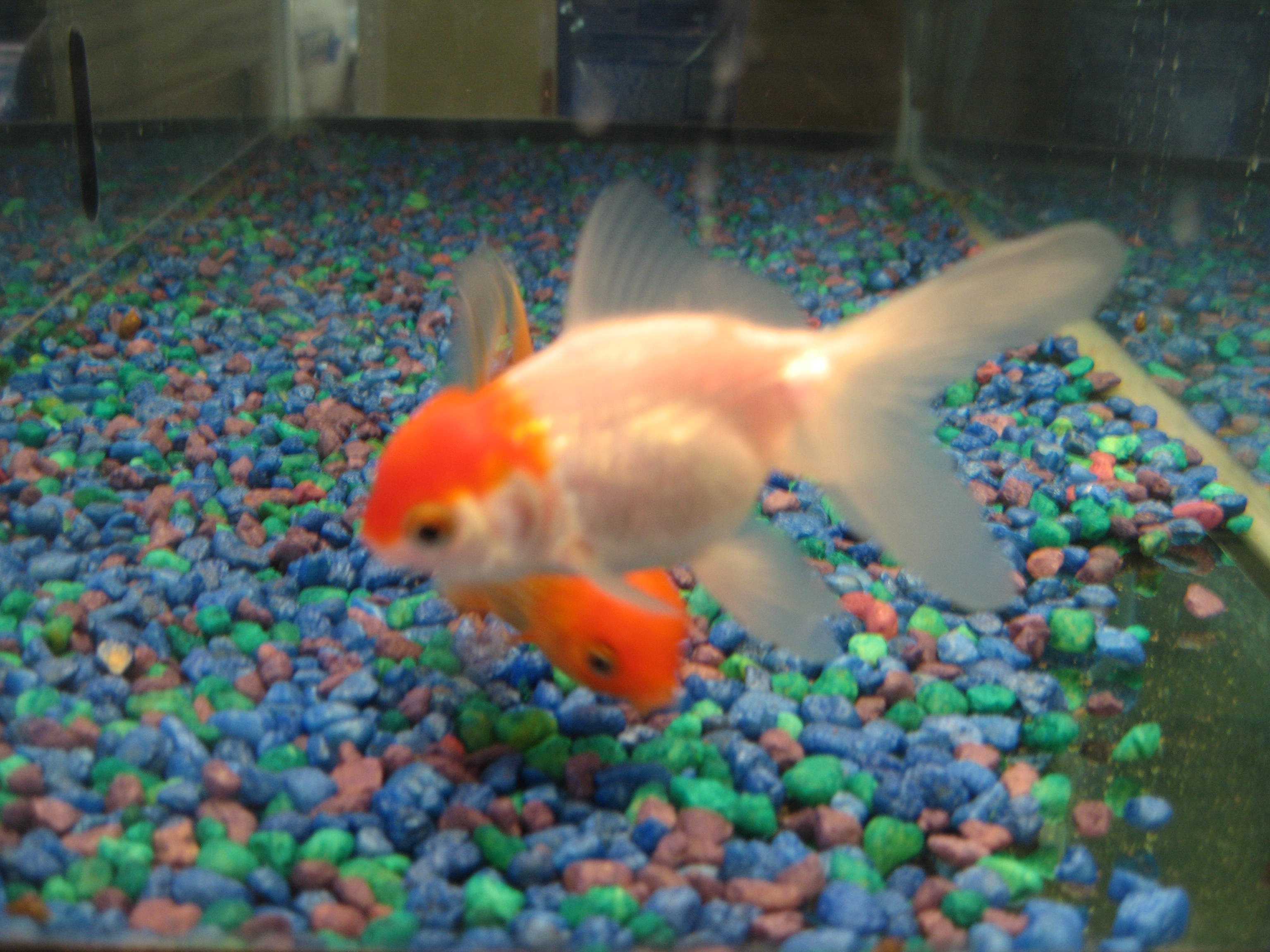
Красная шапочка
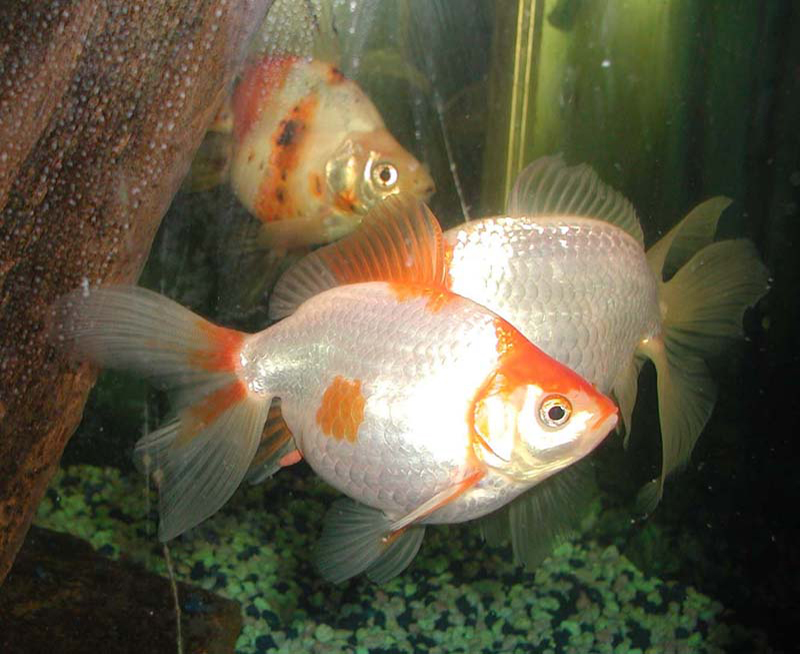
Жемчужинка

## Харациновые
Подотряд отряда Карпообразные (Cypriniformes).
Наиболее популярны:

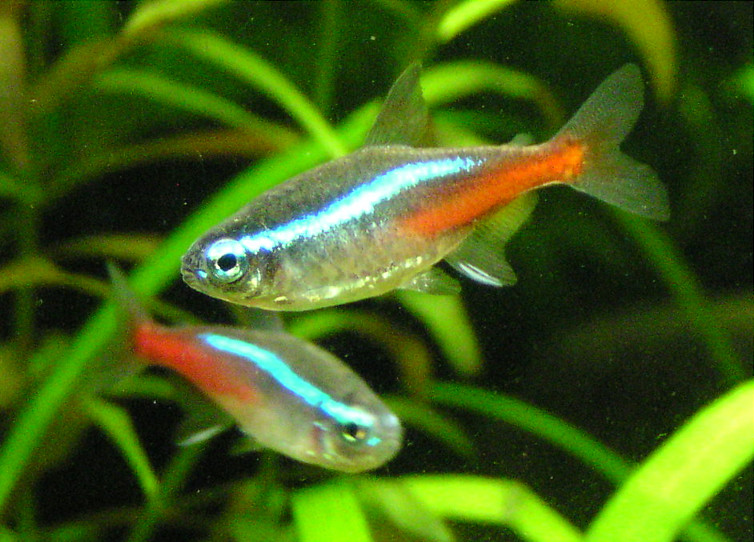
Неон обыкновенный (Paracheirodon innesi)
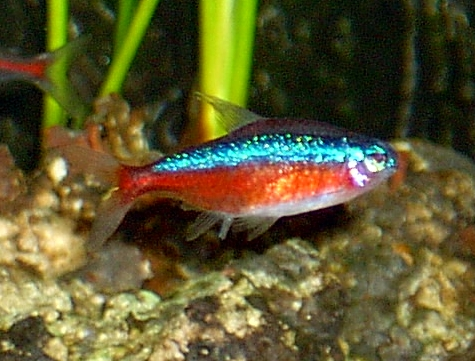
Неон красный (Paracheirodon axelrodi)
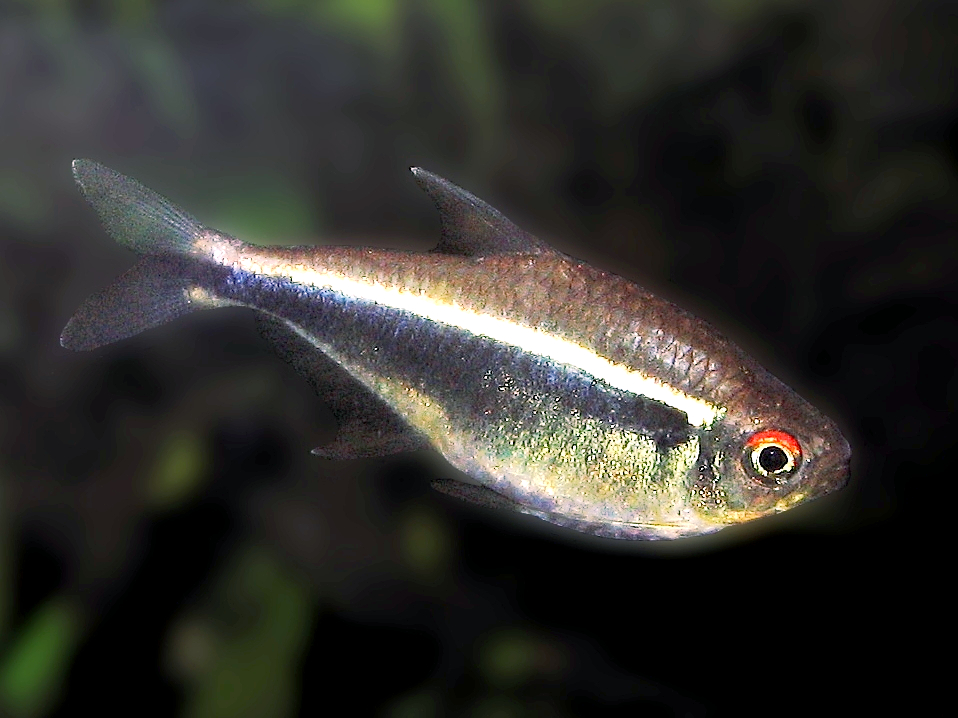
Неон чёрный (Hyphessobrycon herbertaxelrodi)
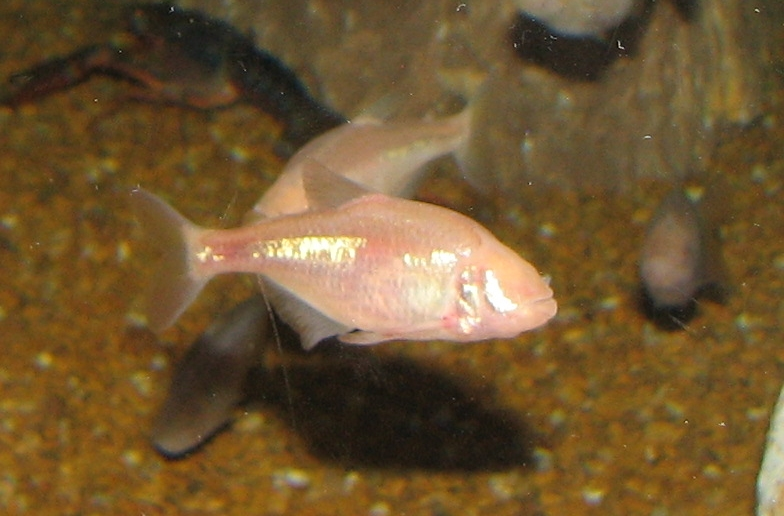
Слепая рыбка (Astyanax mexicanus)
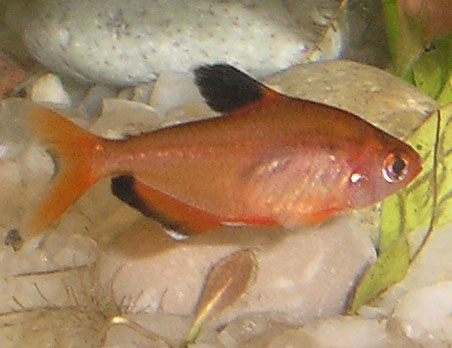
Минор (Hyphessobrycon minor)
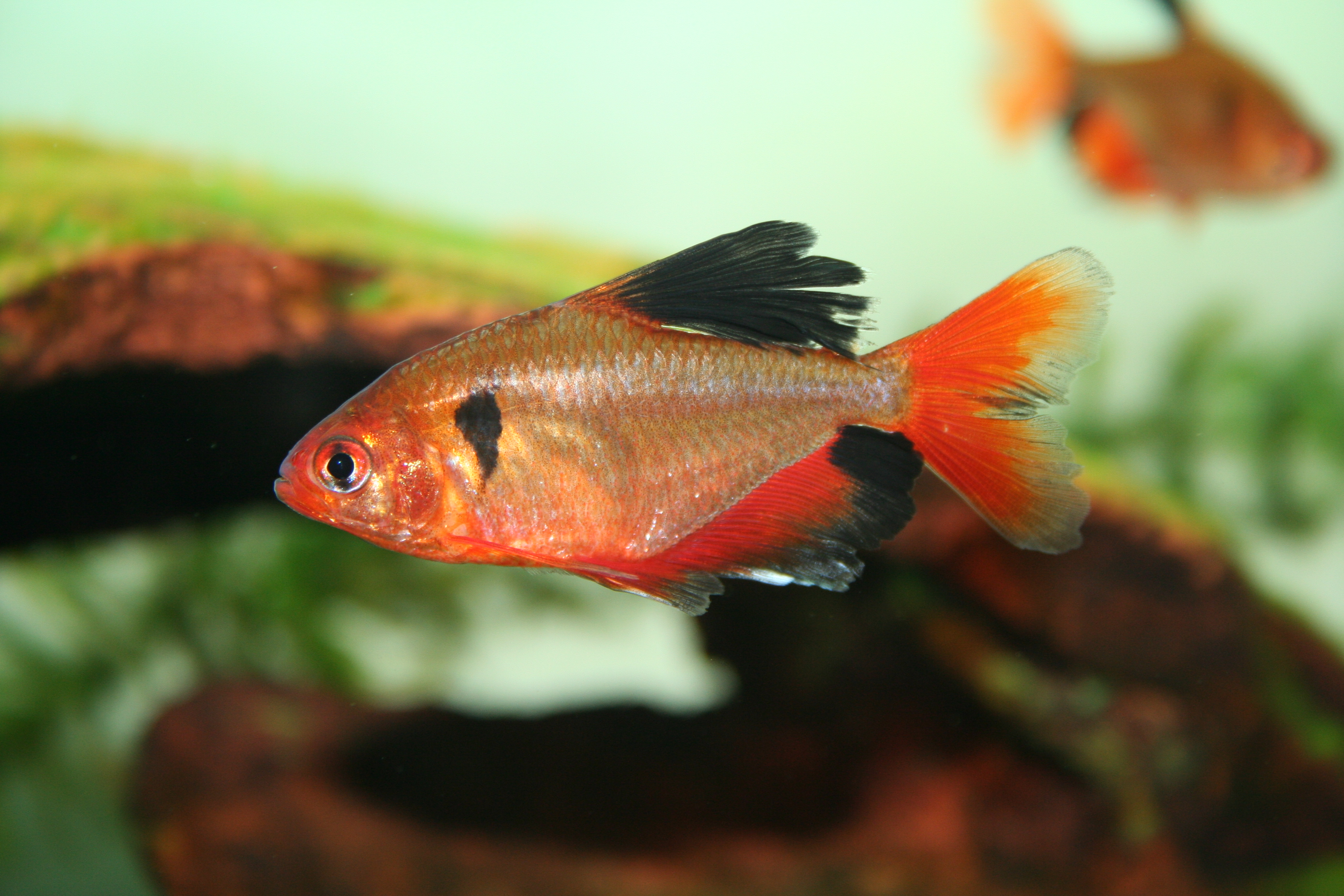
Серпас (Hyphessobrycon eques)
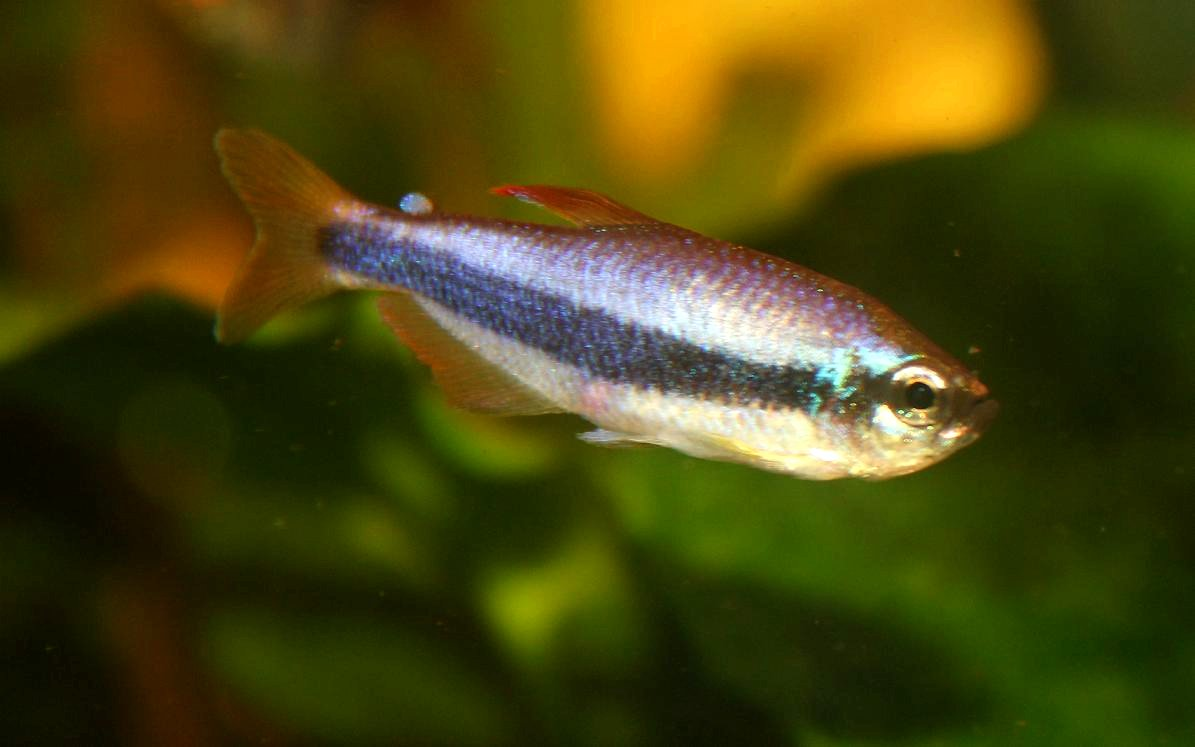
Тетра керри (Inpaichthys kerri)
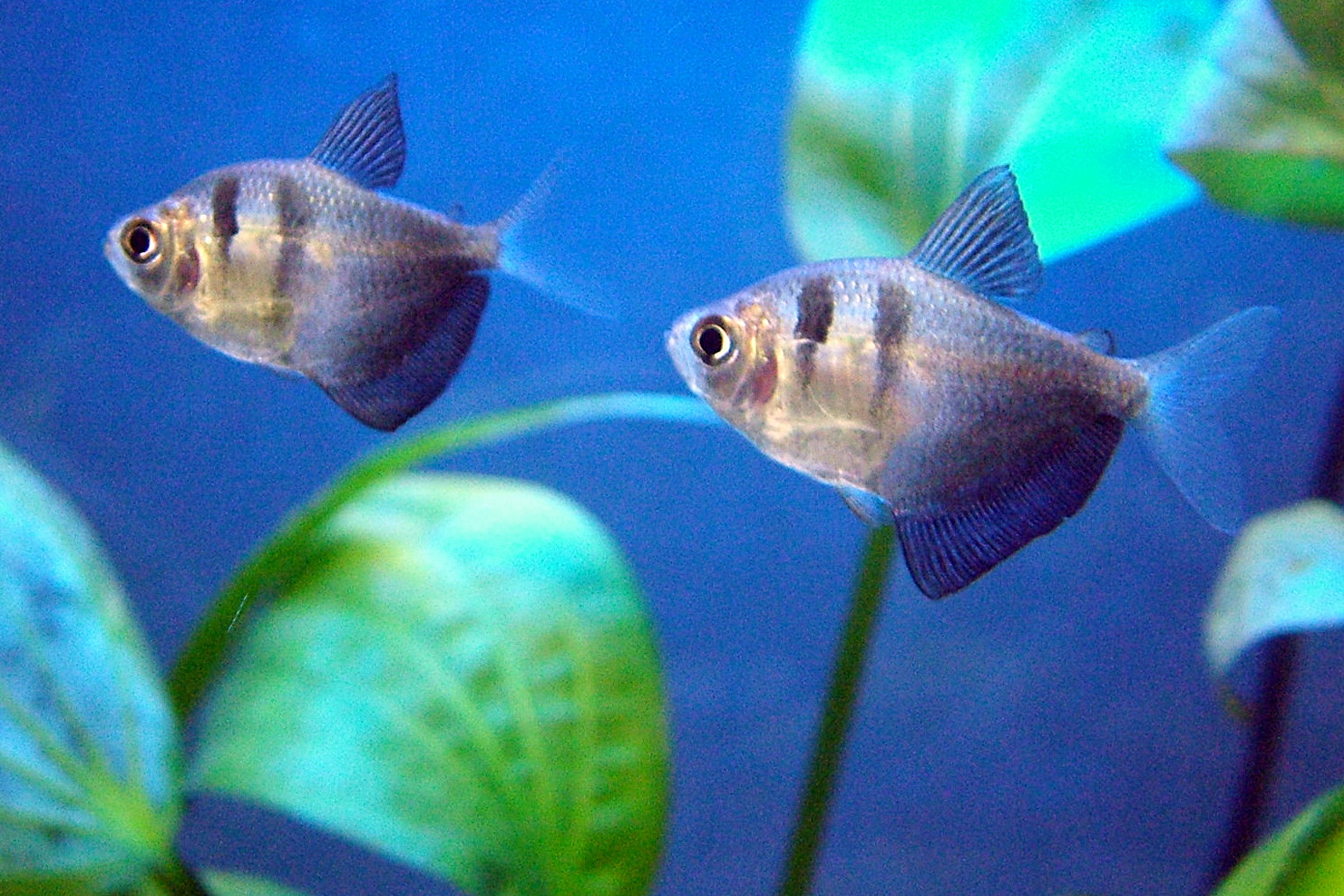
Тернеция (Gymnocorymbus ternetzi)
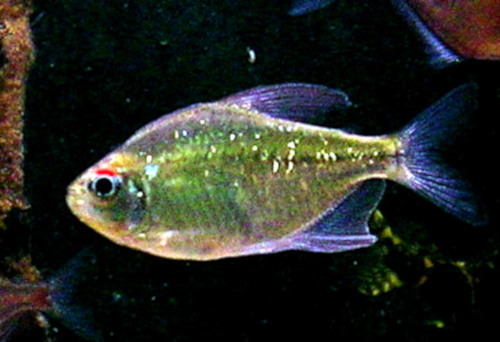
Бриллиантовая тетра (Moenkhausia pittieri)
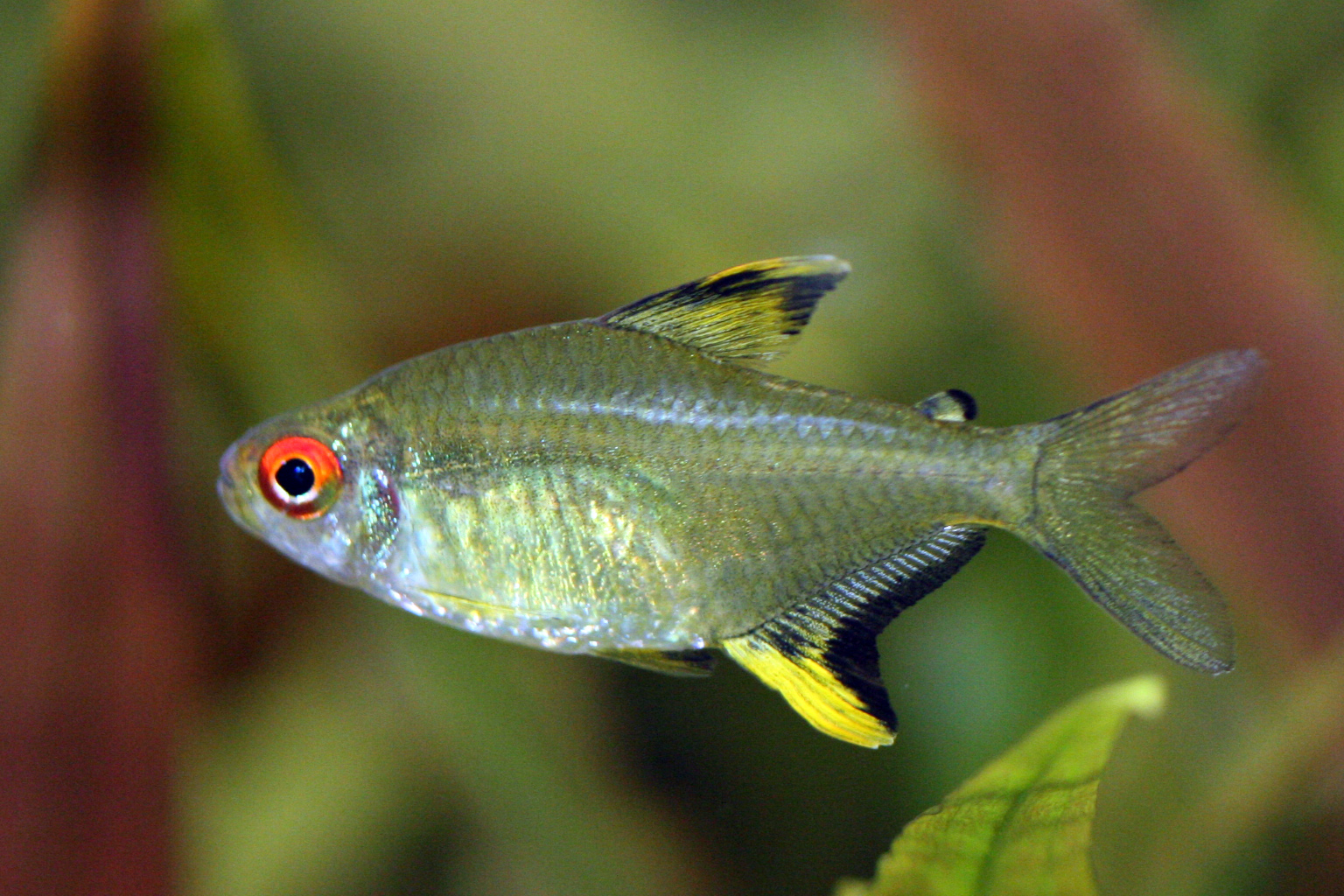
Лимонная тетра (Hyphessobrycon pulchripinnis)
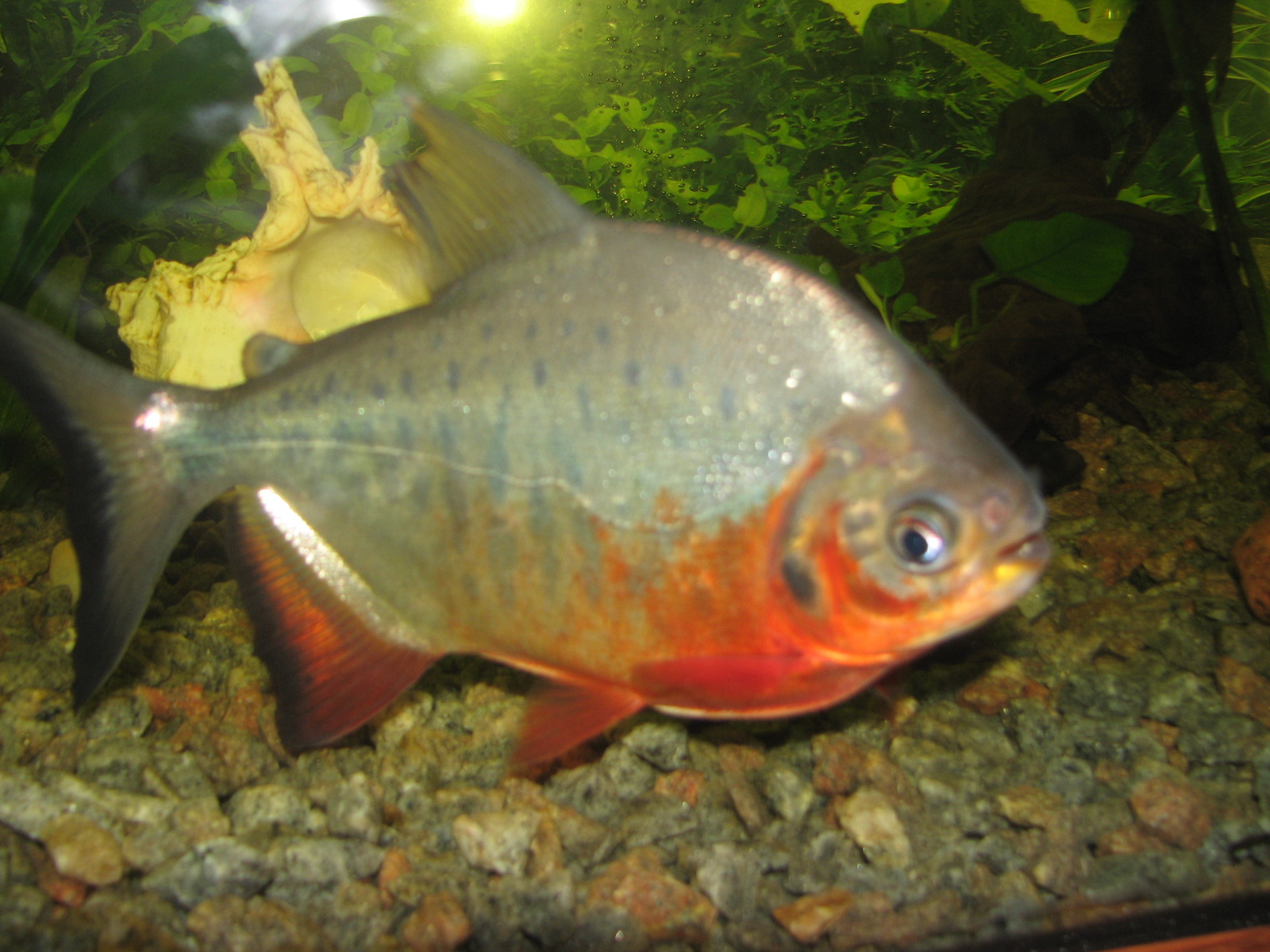
Красный паку (Colossoma bidens)

## Карповые
Очень популярны. Имеют ряд народных названий.

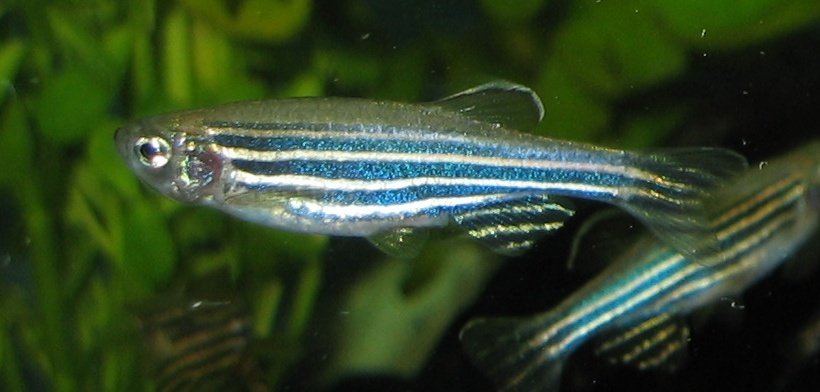
Данио-рерио (Danio rerio)
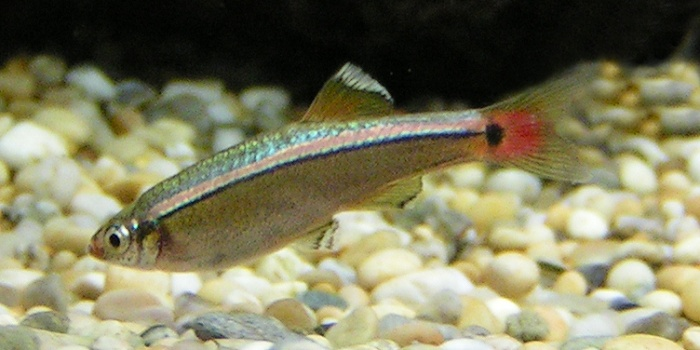
Кардинал (Tanichthys albonubes)
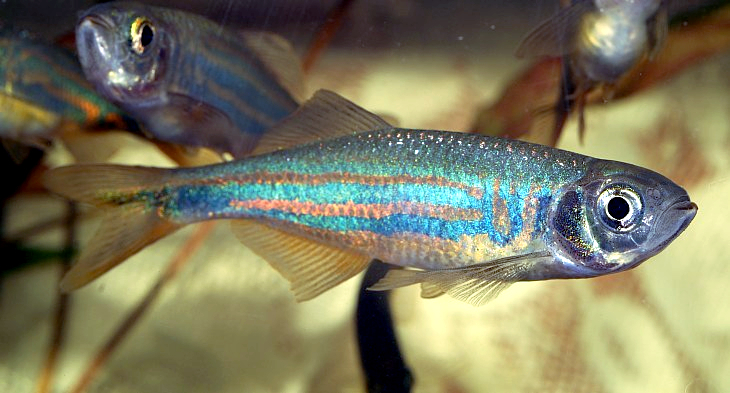
Малабарский данио (Devario malabaricus)
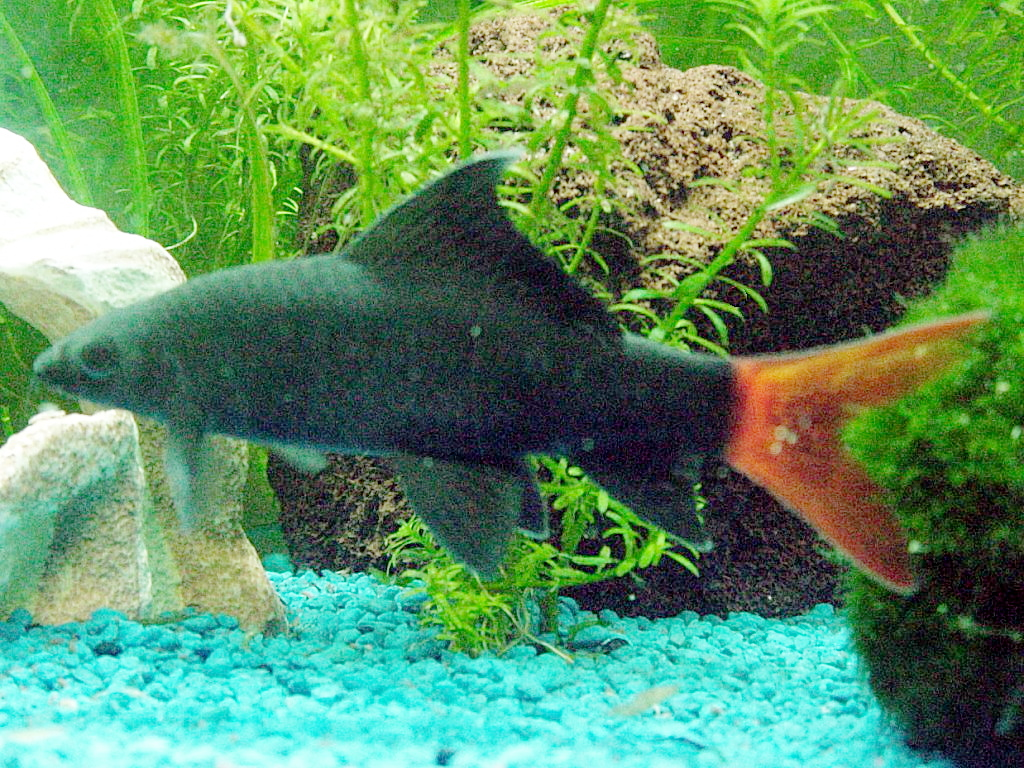
Двухцветный лабео (Epalzeorhynchos bicolor)
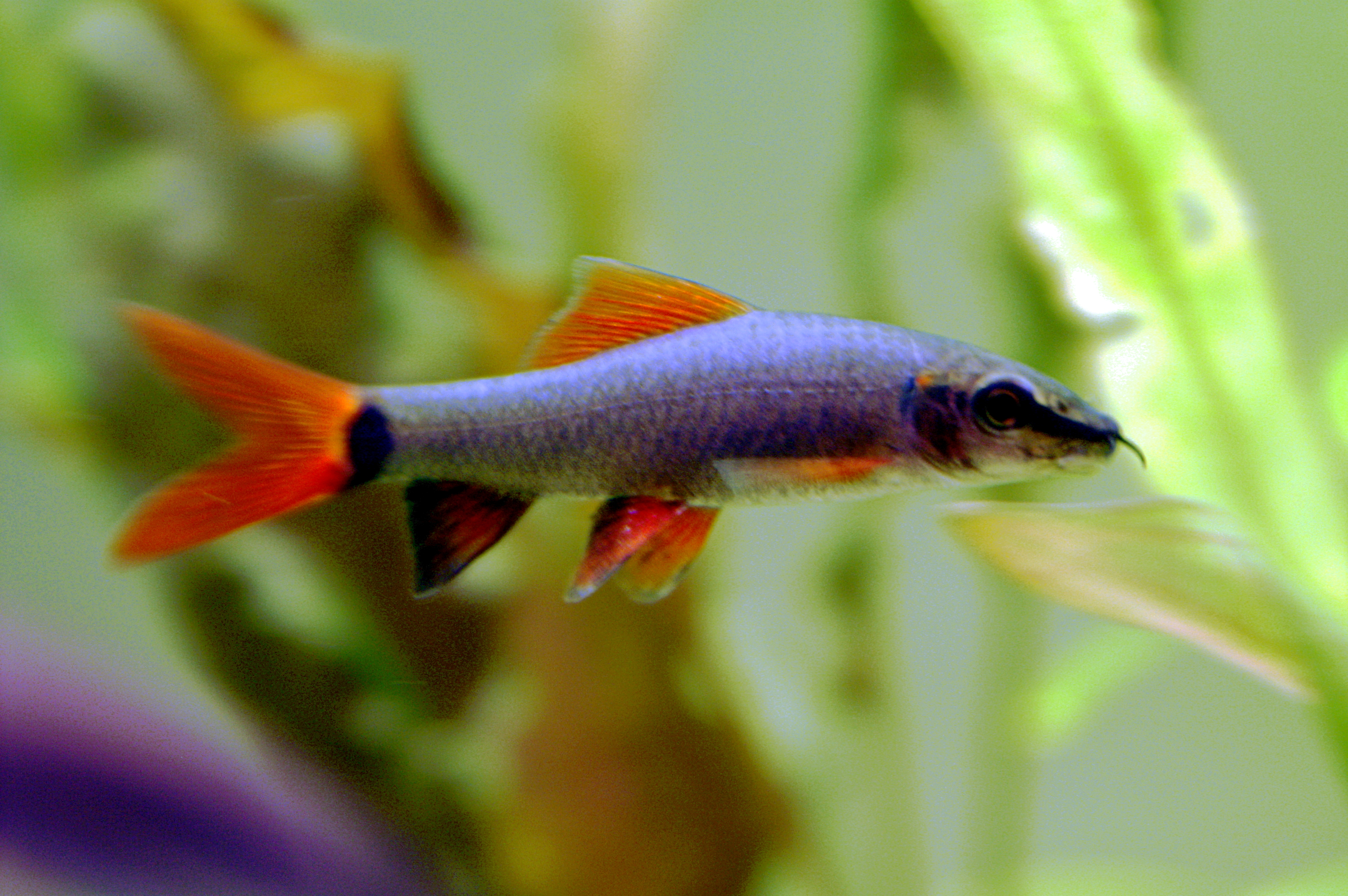
Таиландский лабео (Epalzeorhynchos frenatum)
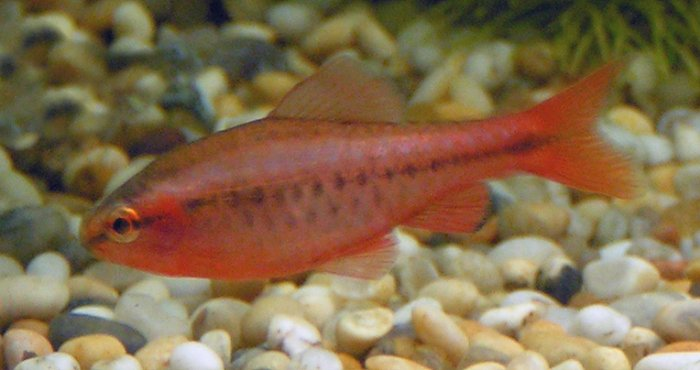
Вишнёвый барбус (Barbus titteya)
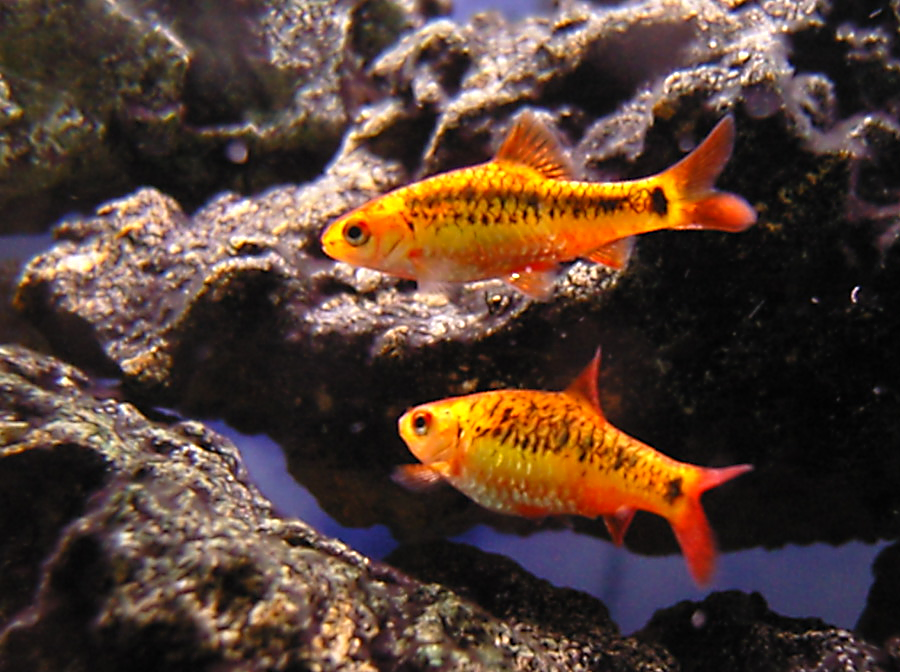
Барбус Шуберта (Barbus schuberti)
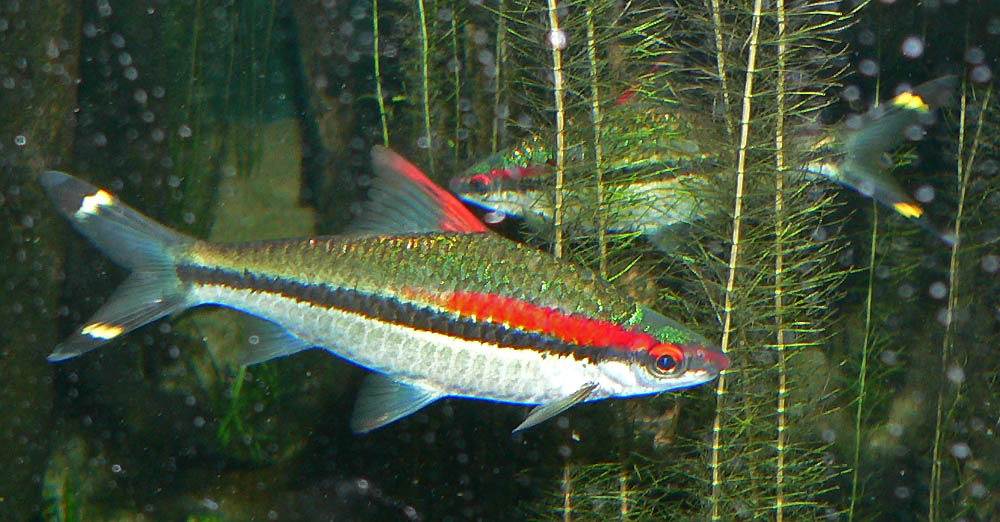
Барбус Денисони (Barbus denisonii)
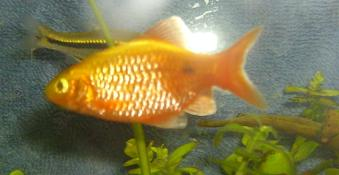
Огненный барбус (Barbus conchonius)
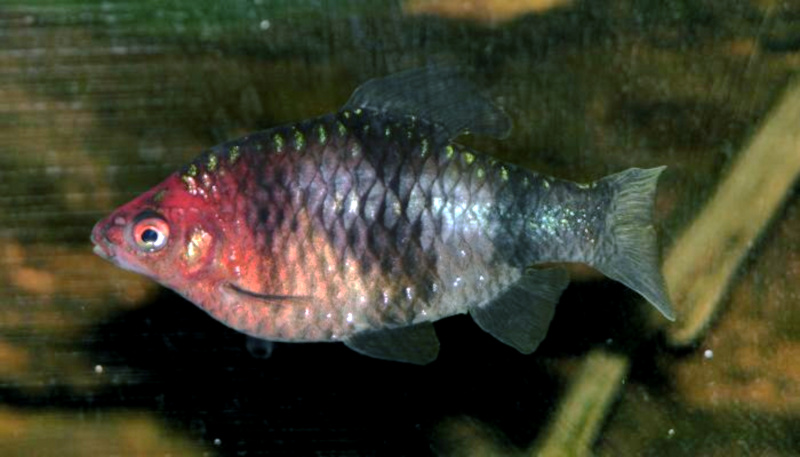
Чёрный барбус (Barbus nigrofasciatus)
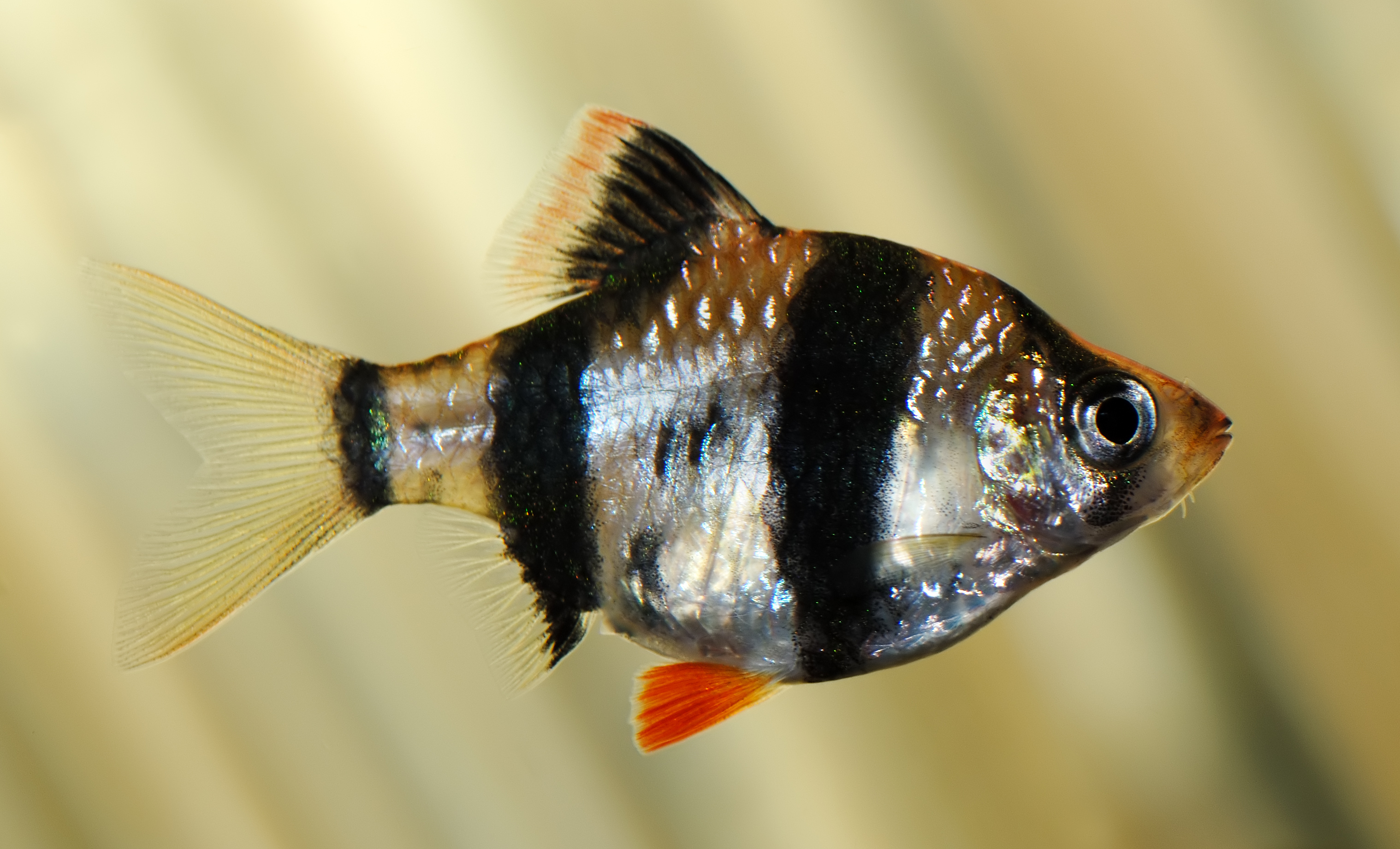
Суматранский барбус (Puntius tetrazona)

### Карпозубообразные
Существует много очень красивых видов этих недолго живущих рыбок.

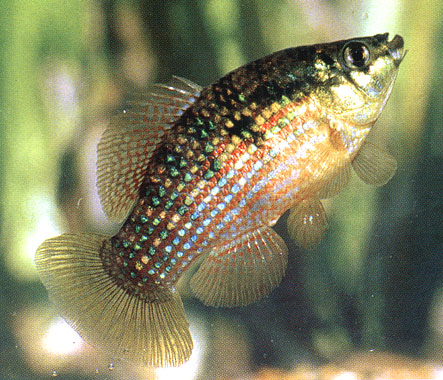
Флоридская джорданелла (Jordanella floridae)
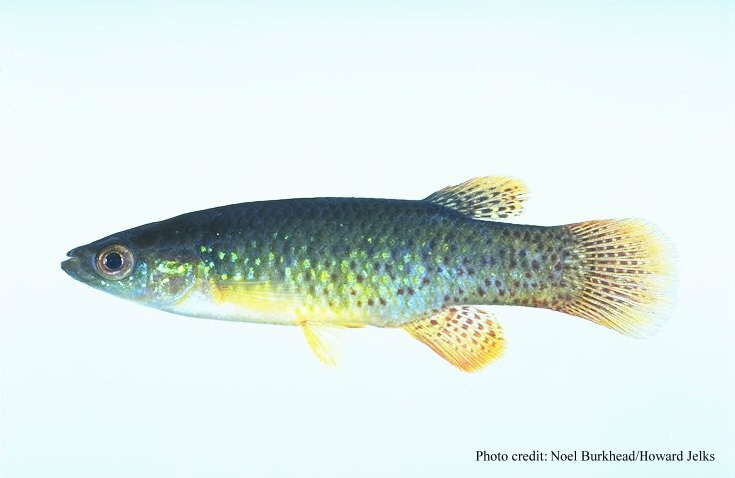
Золотистый фундулюс (Fundulus chrysotus)
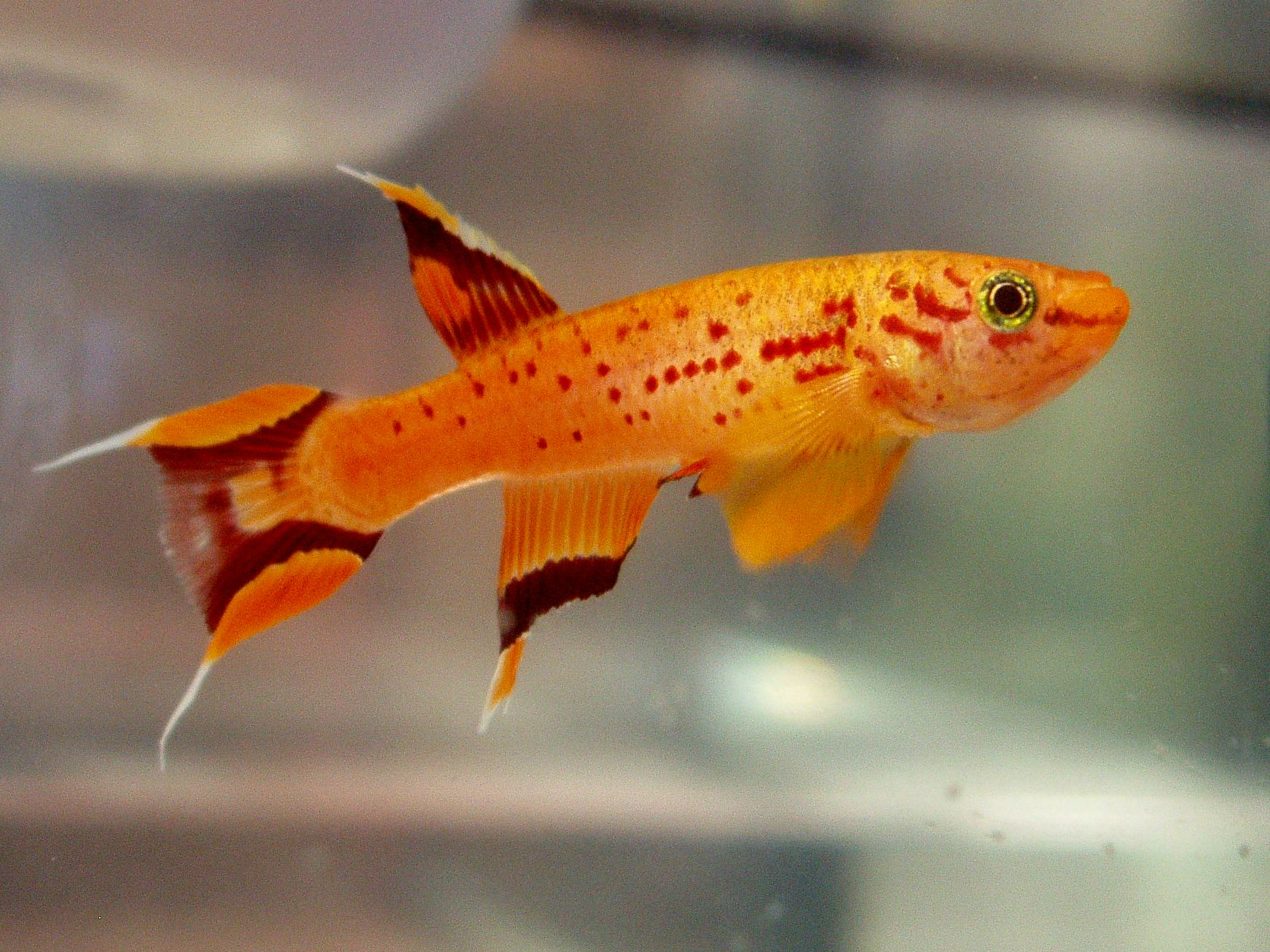
Южный афиосемион
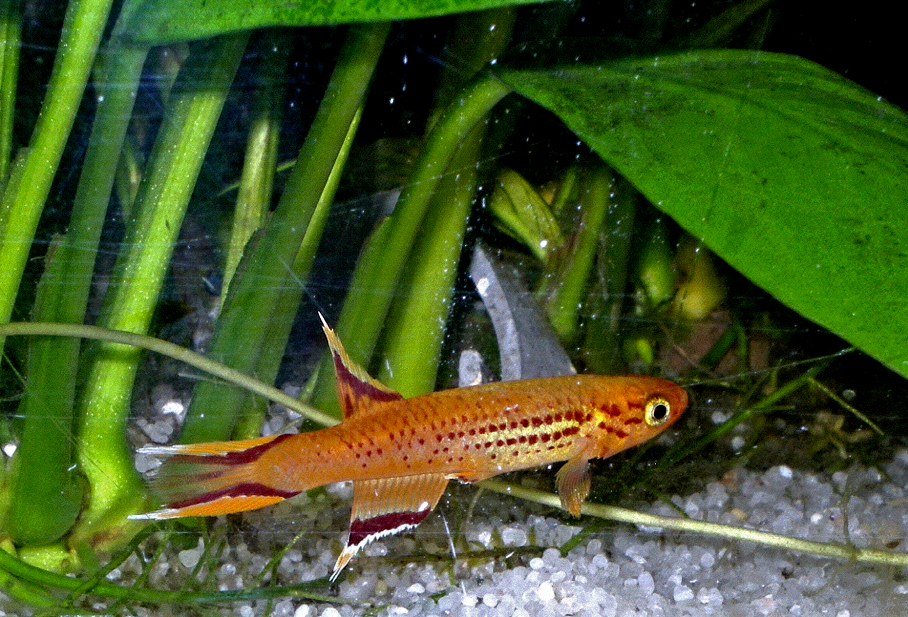
Южный афиосемион (Aphyosemion australe)
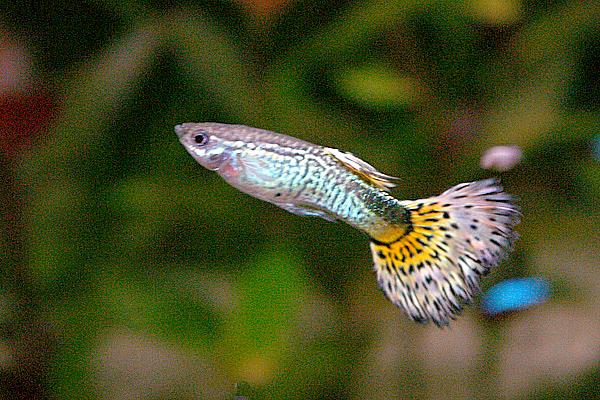
Гуппи

## Сомообразные
Сомы-присоски:

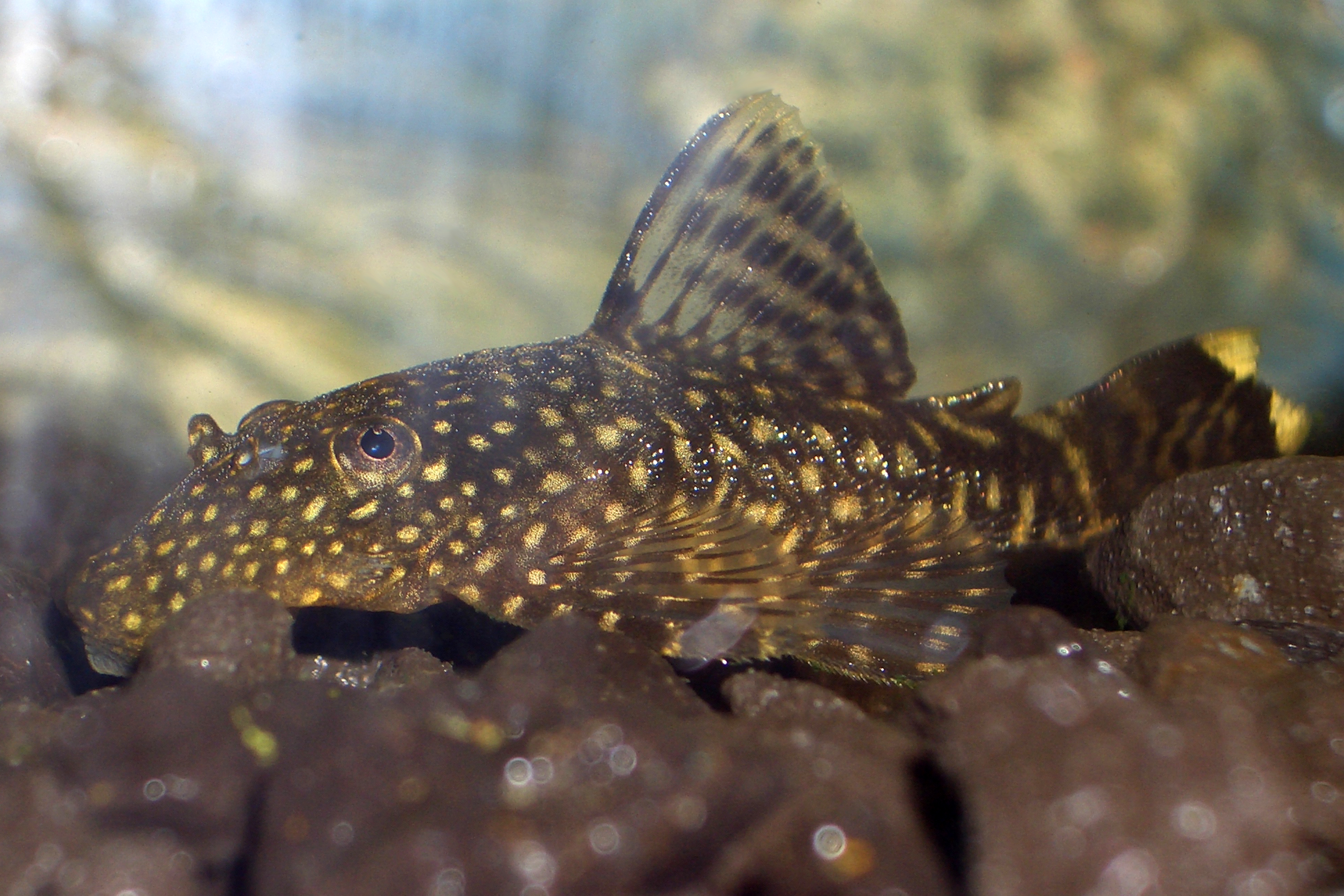
Анциструс обыкновенный (Ancistrus dolichopterus)
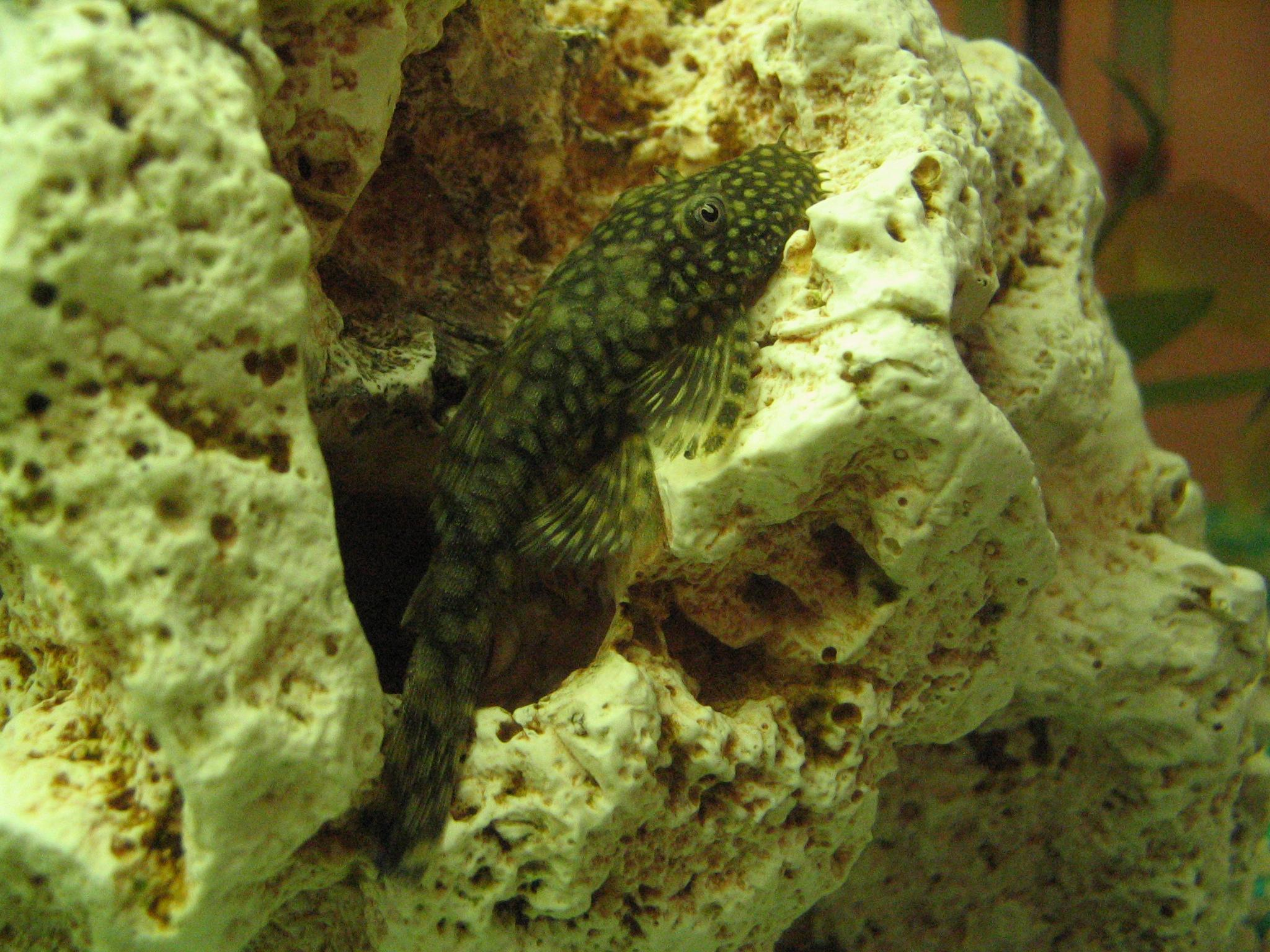
Анциструс (Ancistrus)
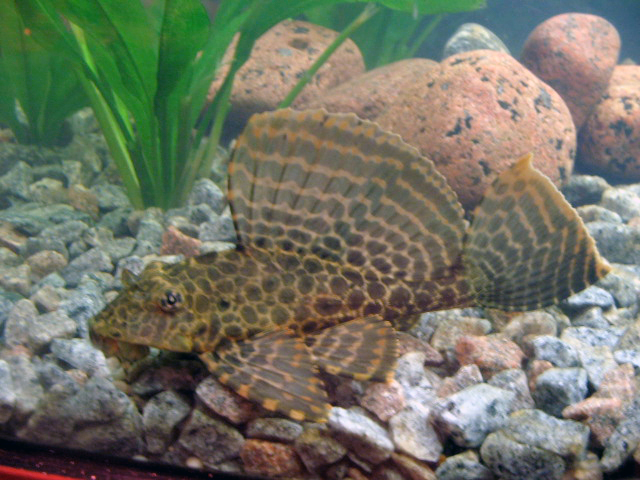
Птеригоплихт парчовый (Glyptoperichthys gibbiceps)
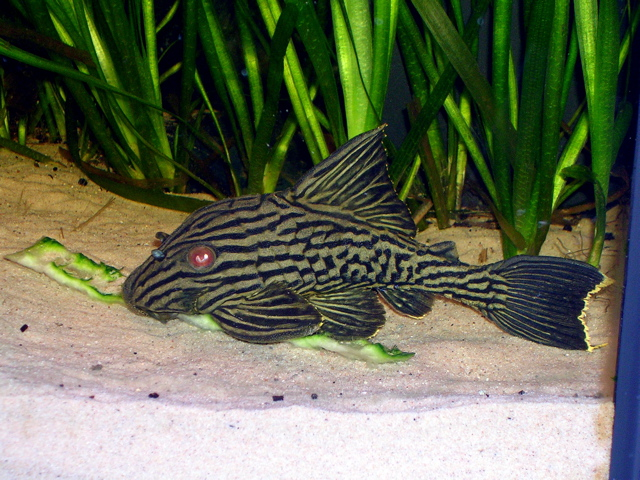
Панак
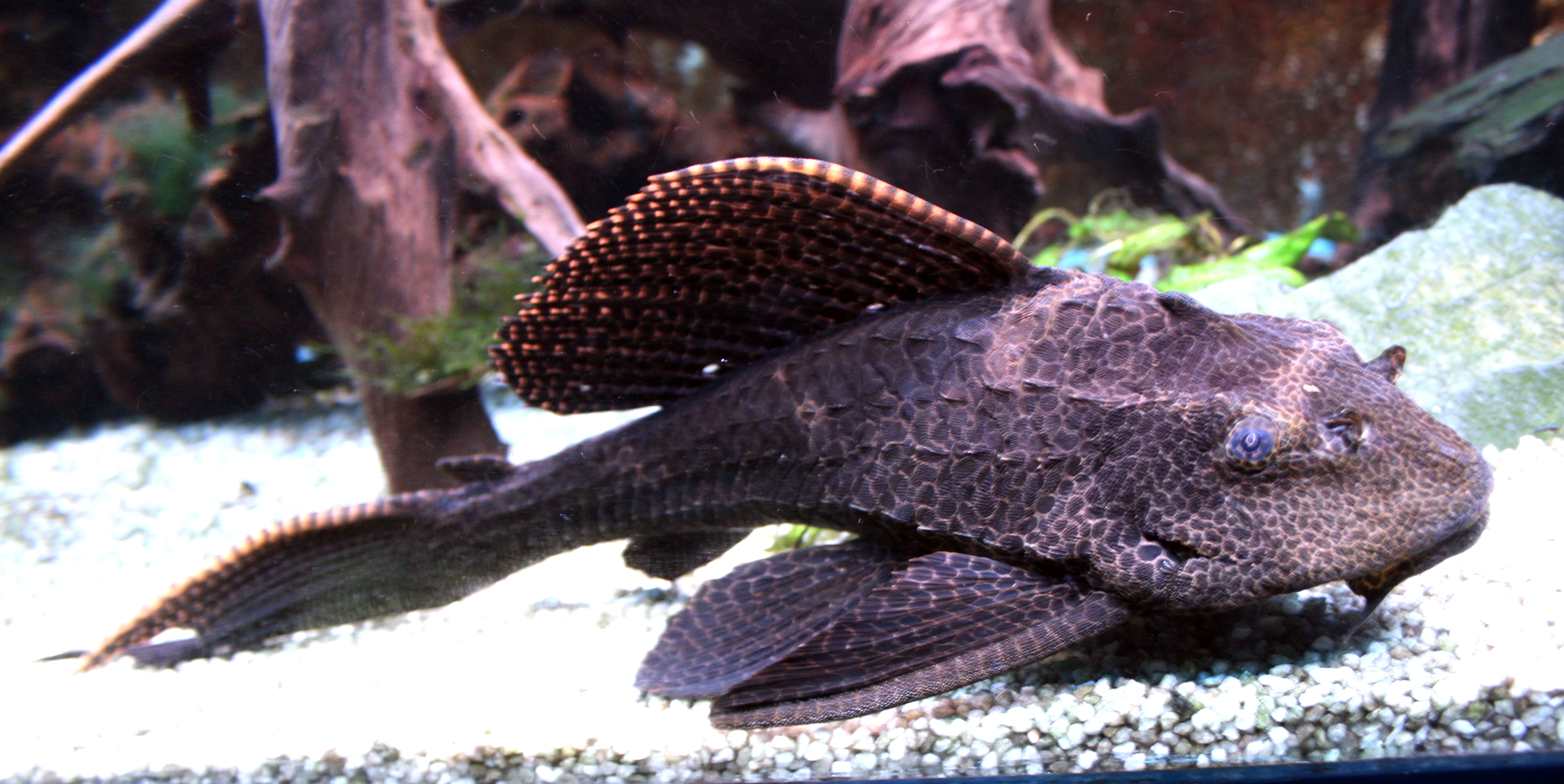
Плекостомус
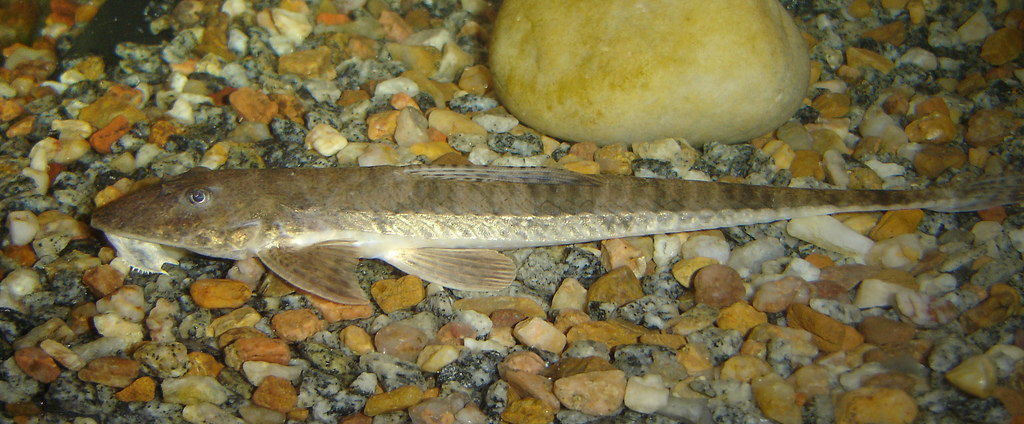
Лорикария
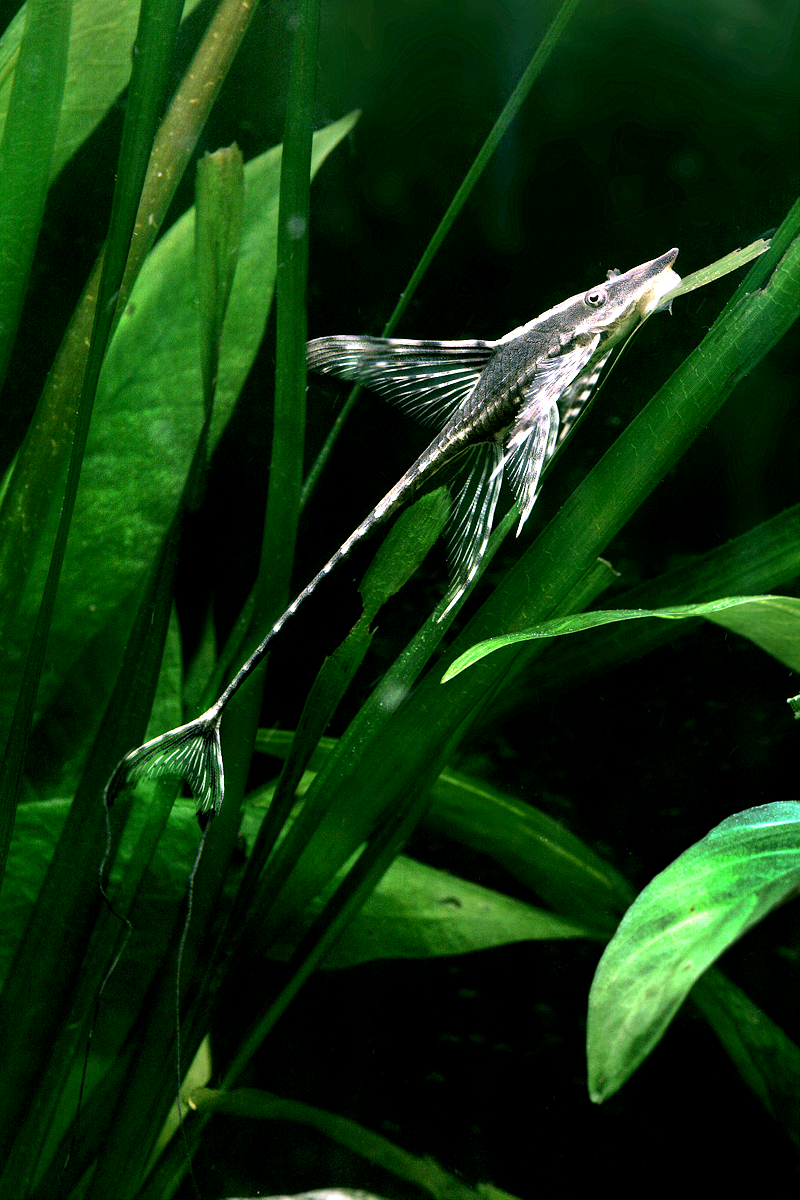
Стурисома
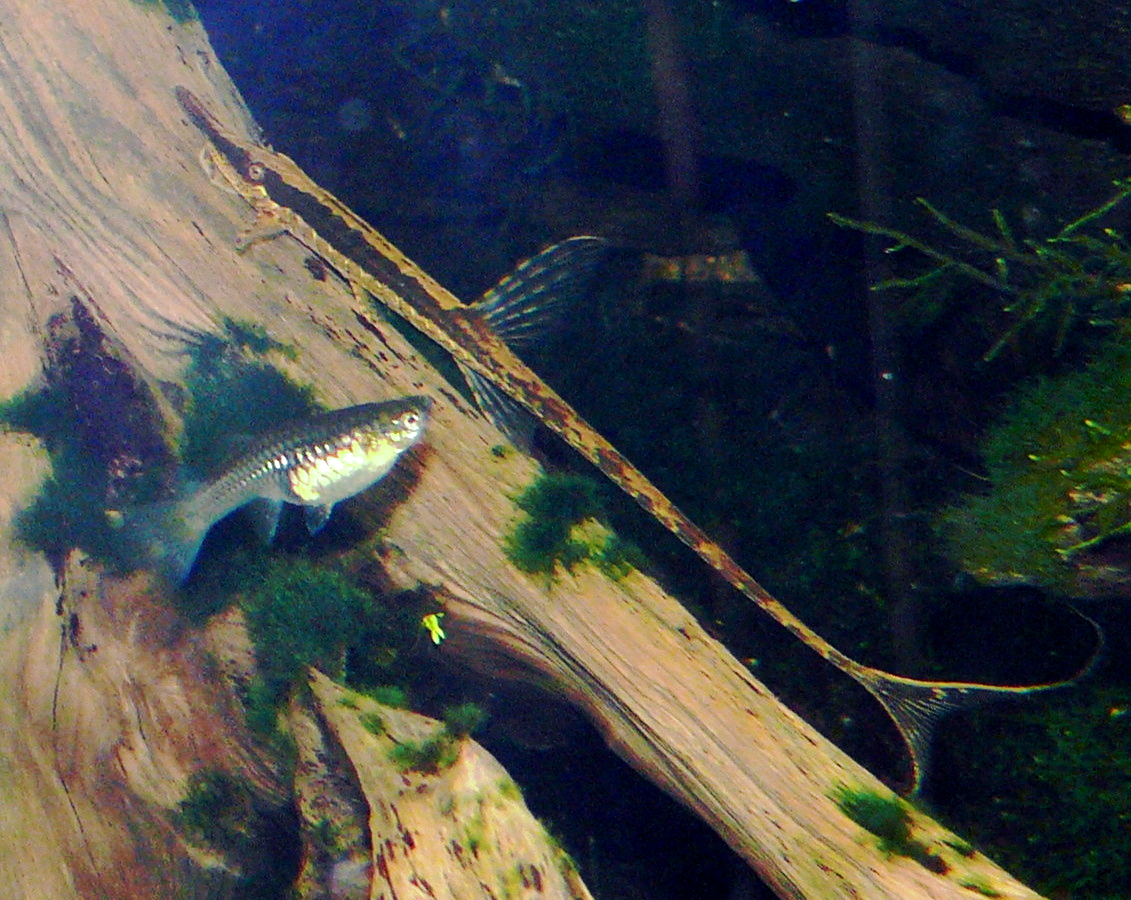
Фарловелла
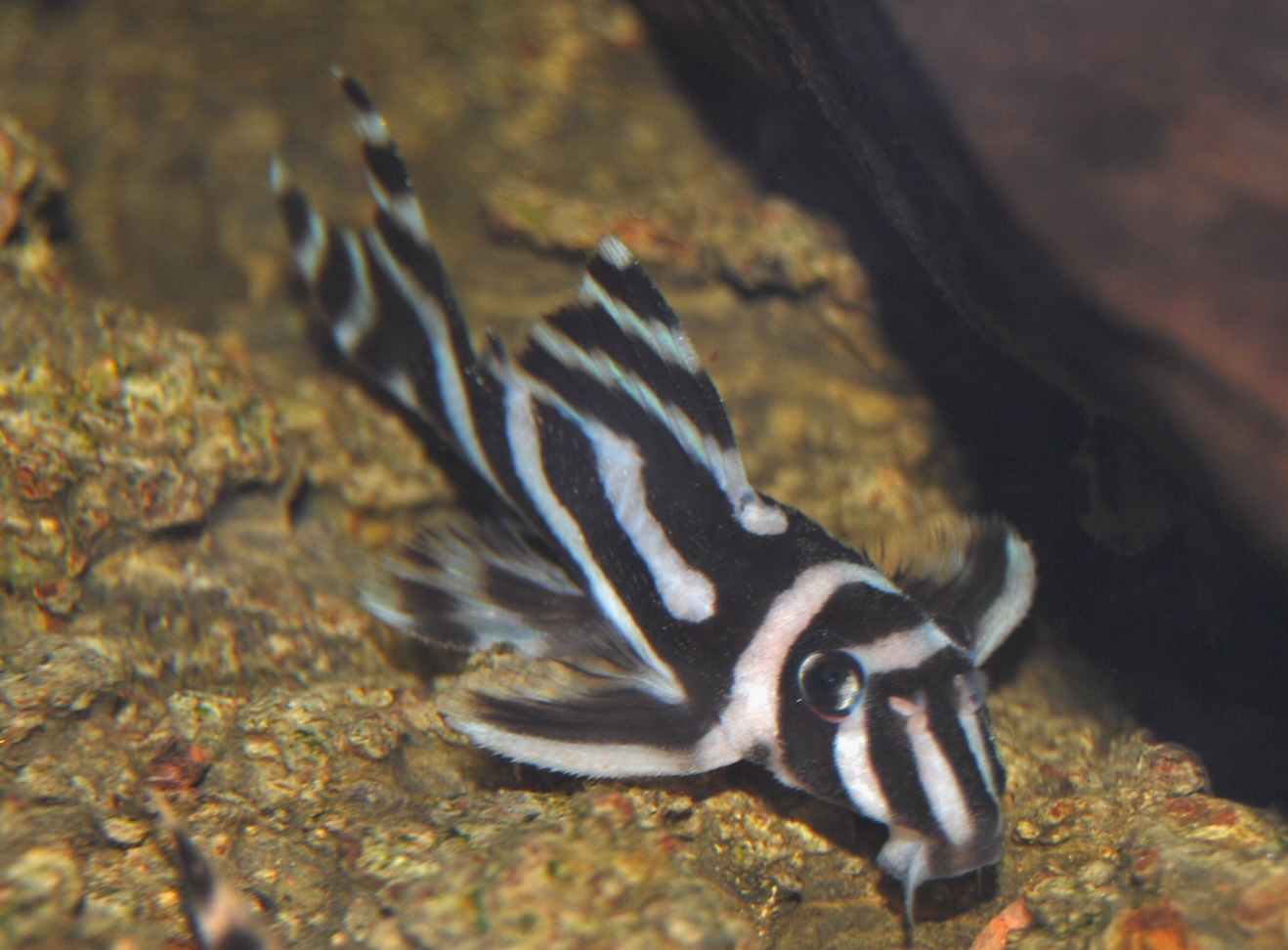
Гипанциструс зебра (Hypancistrus zebra)
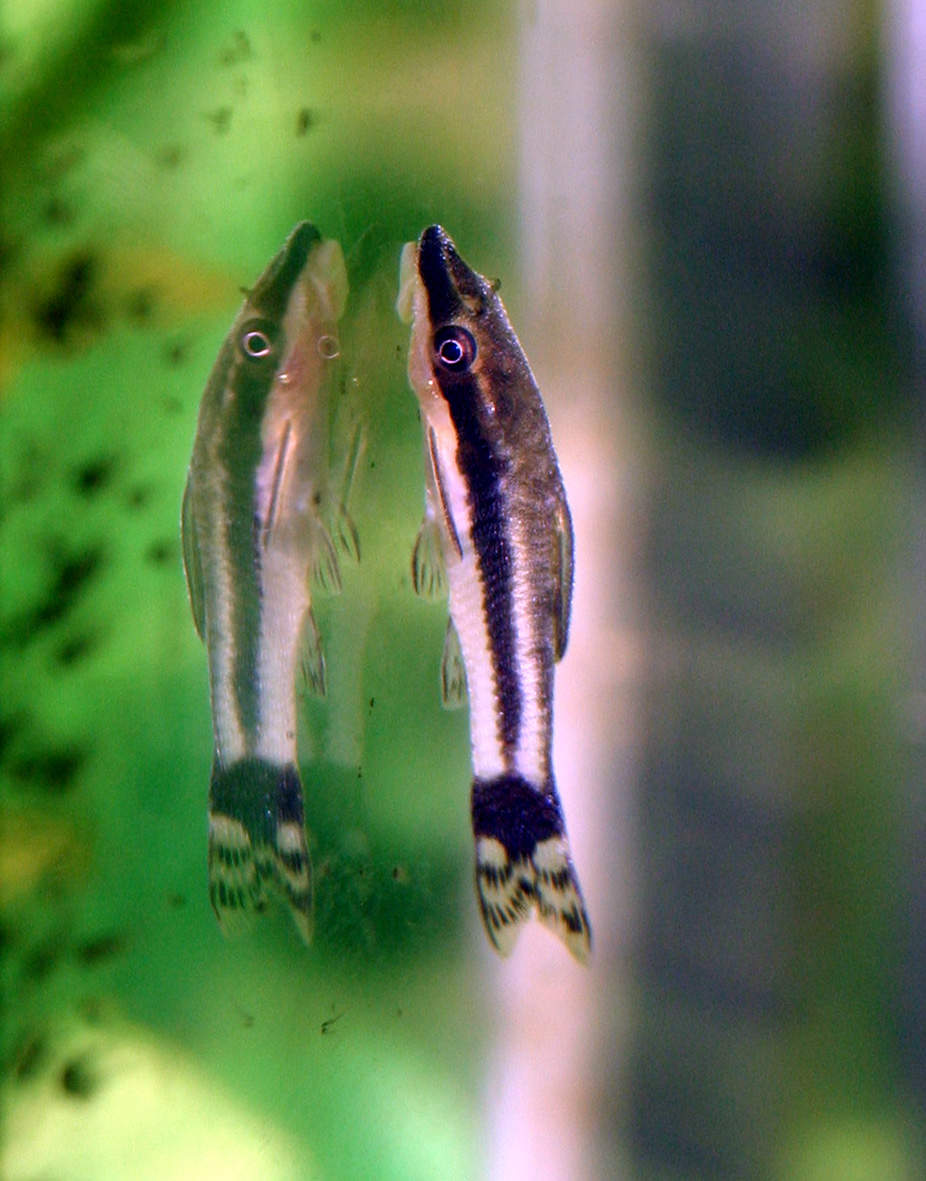
Отоцинклус
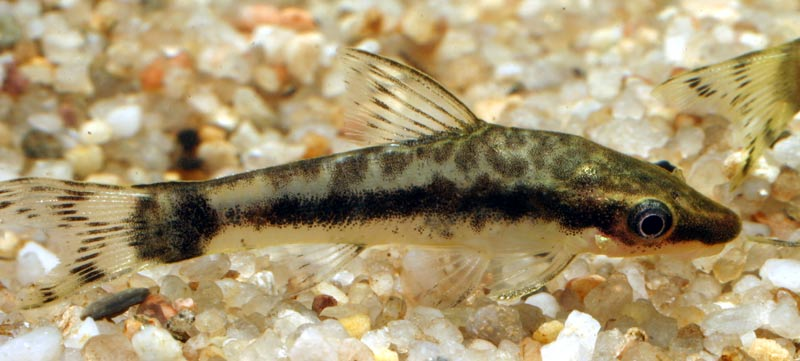
Отоцинклус
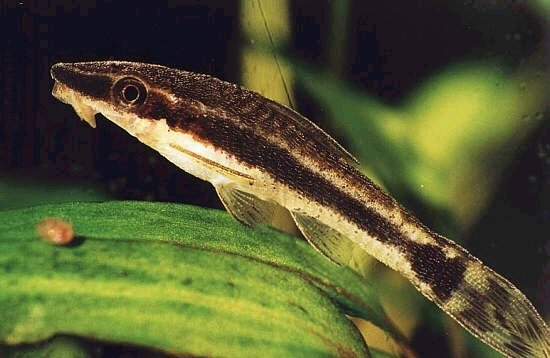
Отоцинклус
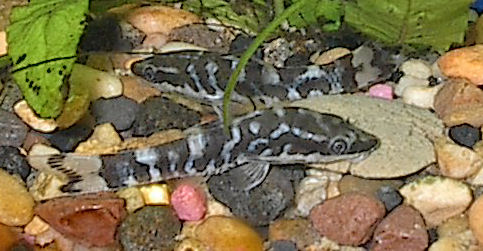
Отоцинклус
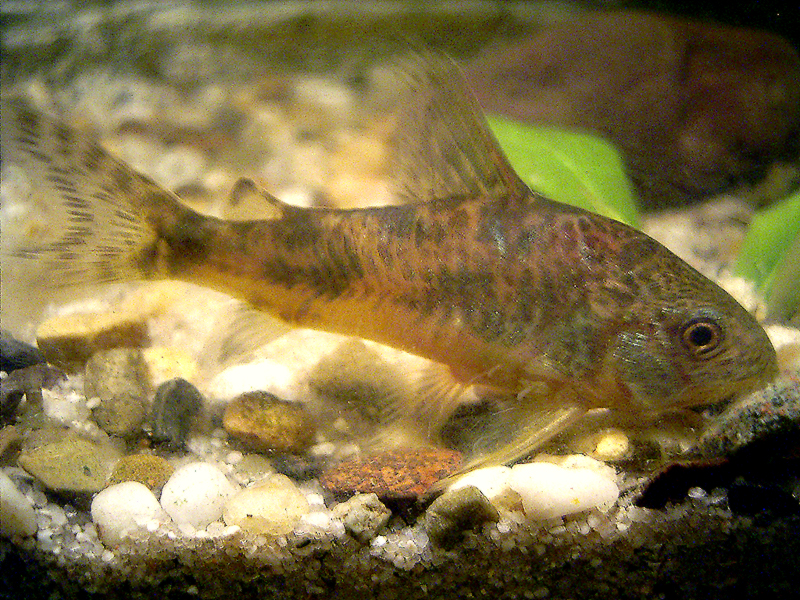
Крапчатый сомик (Corydoras paleatus)
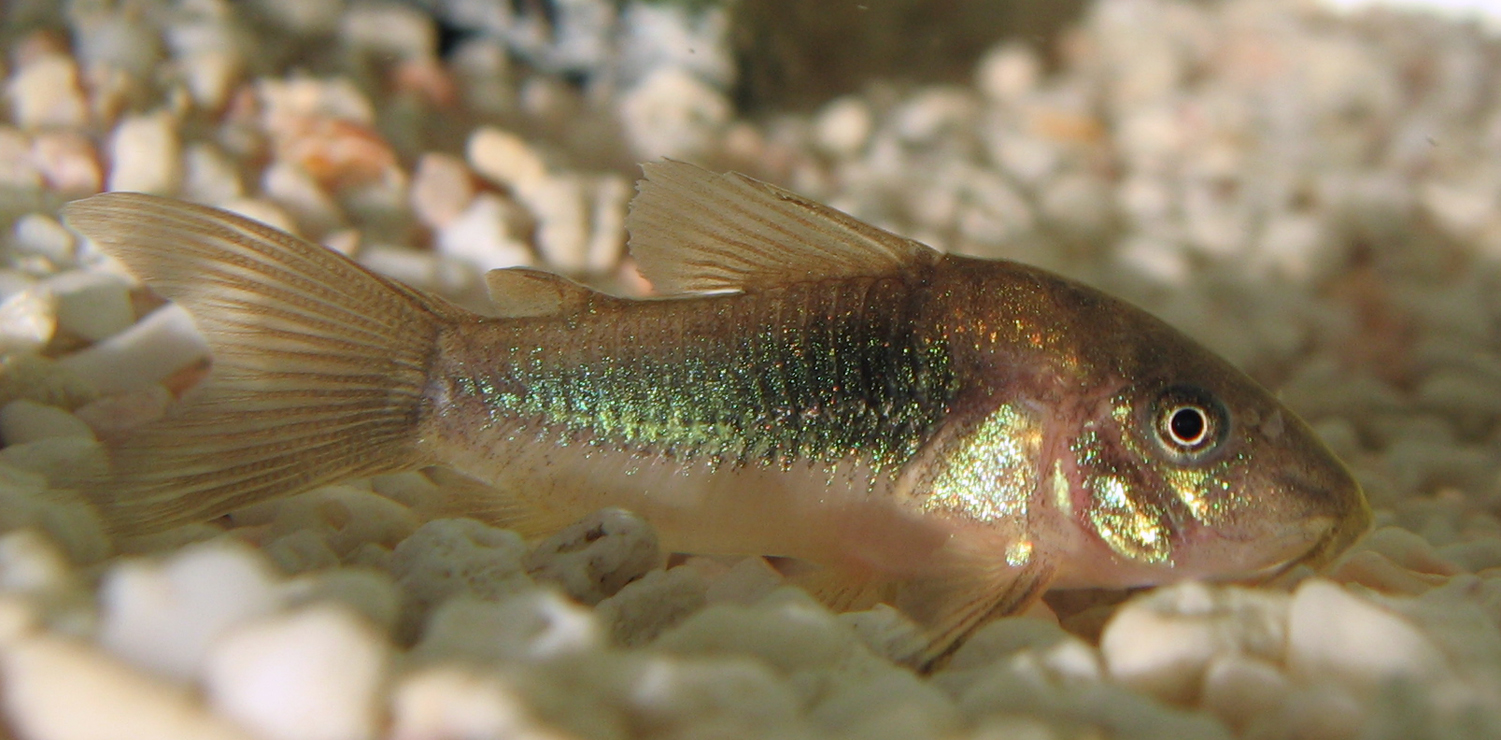
Сомик золотой (Corydoras aeneus)
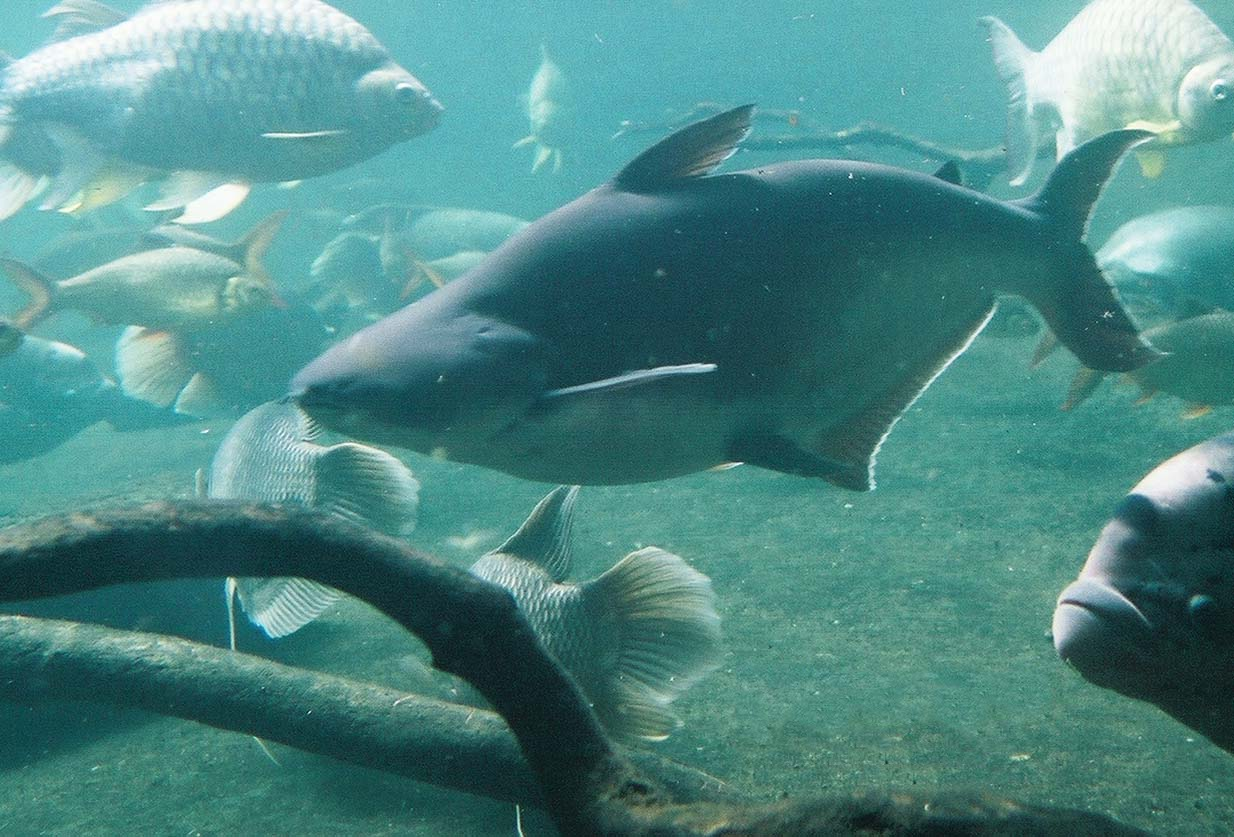
Акулий сом (Pangasius hypophthalmus)
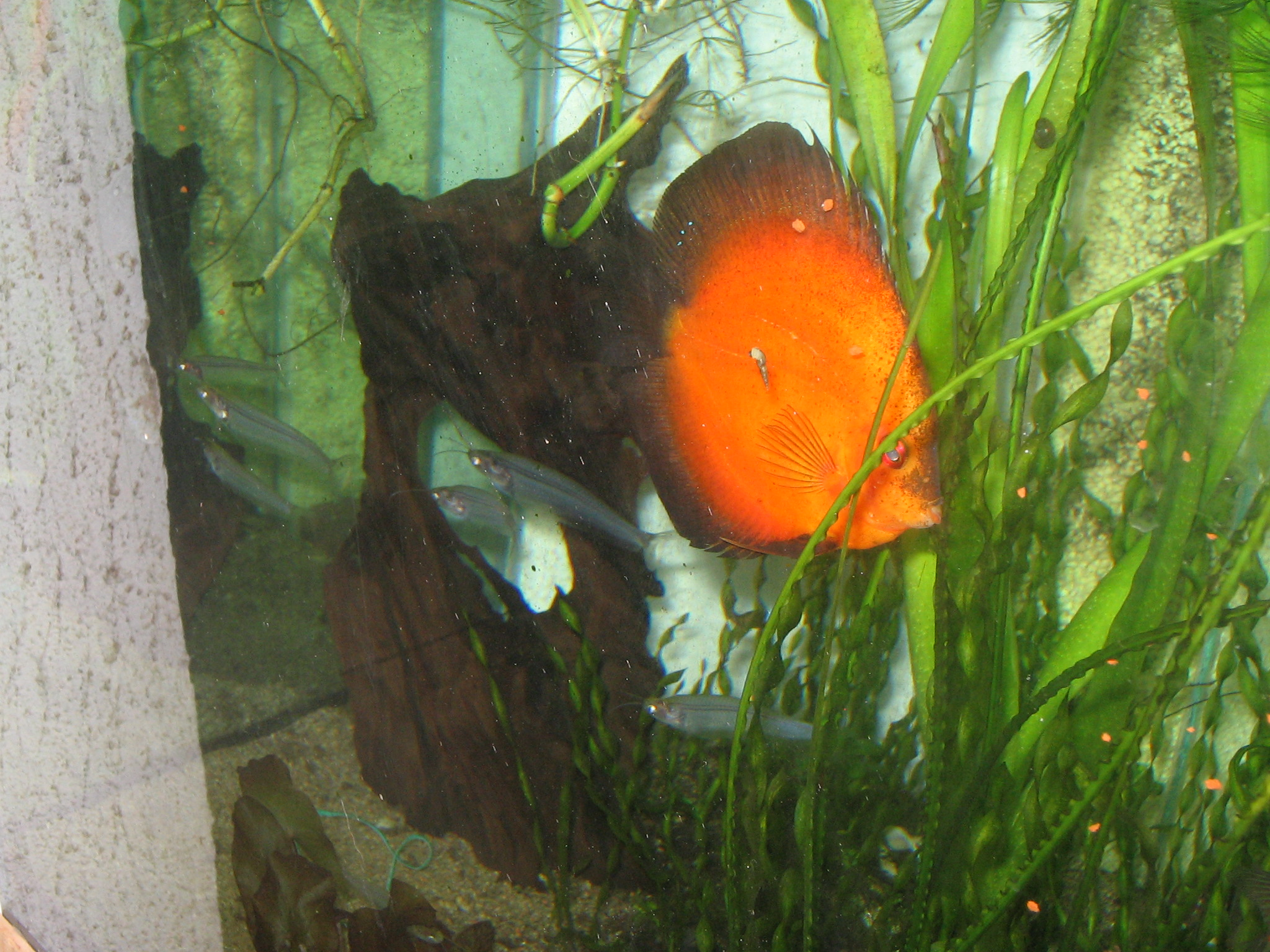
Стеклянный сомик (Kryptopterus bicirrhis)
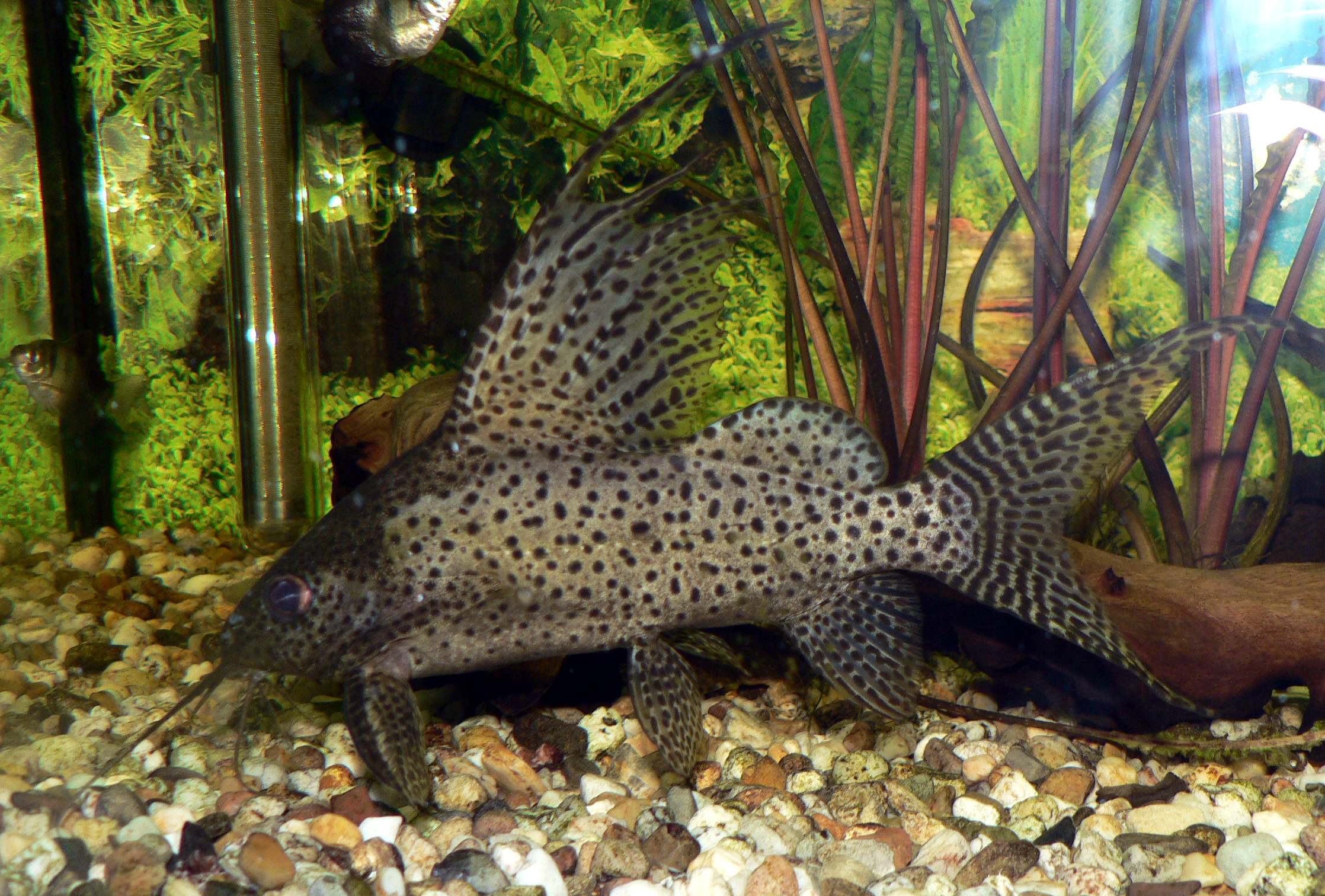
Синодонты (Synodontis)

## Лабиринтовые

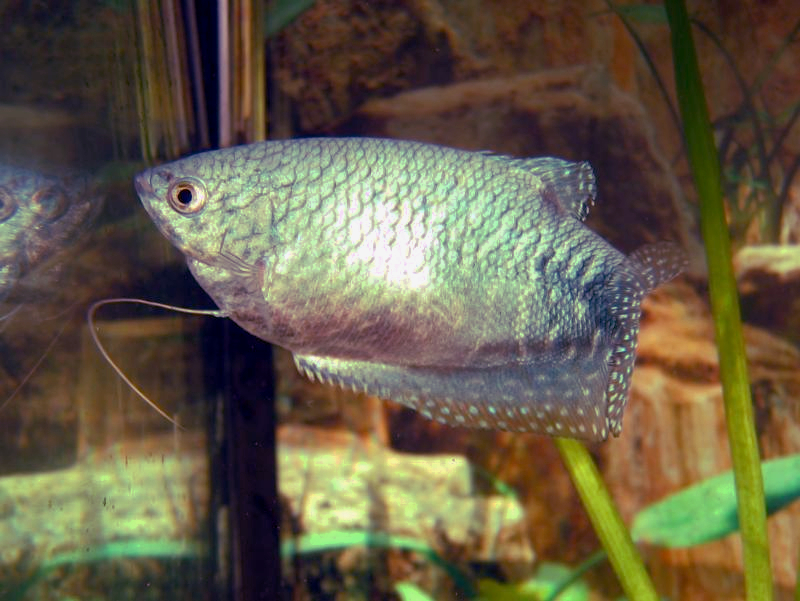
Пятнистый гурами (Trichogaster trichopterus)
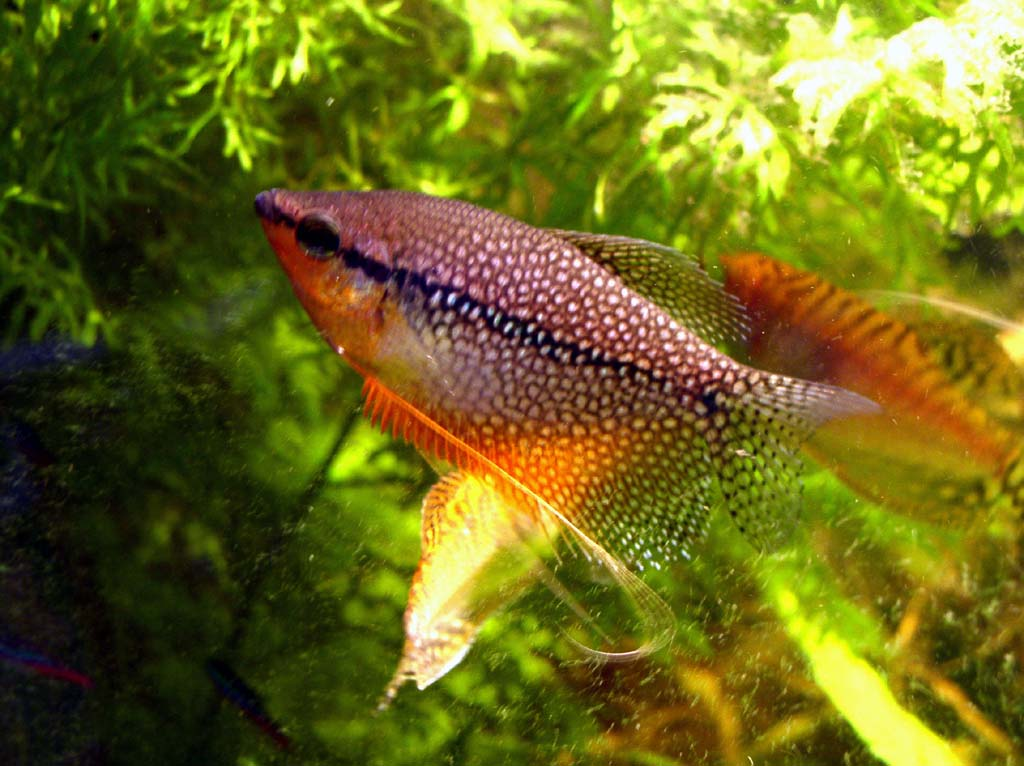
Жемчужный гурами (Trichogaster leerii)
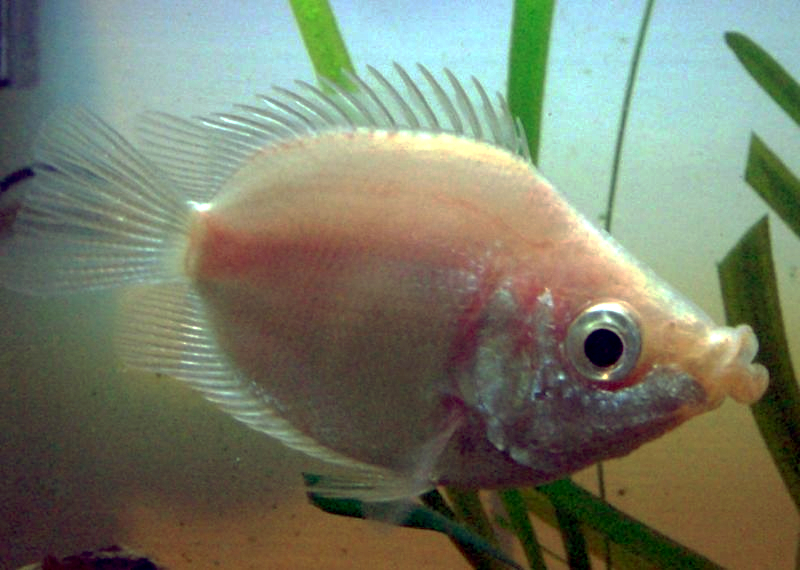
Целующийся гурами (Helostoma temminkii)
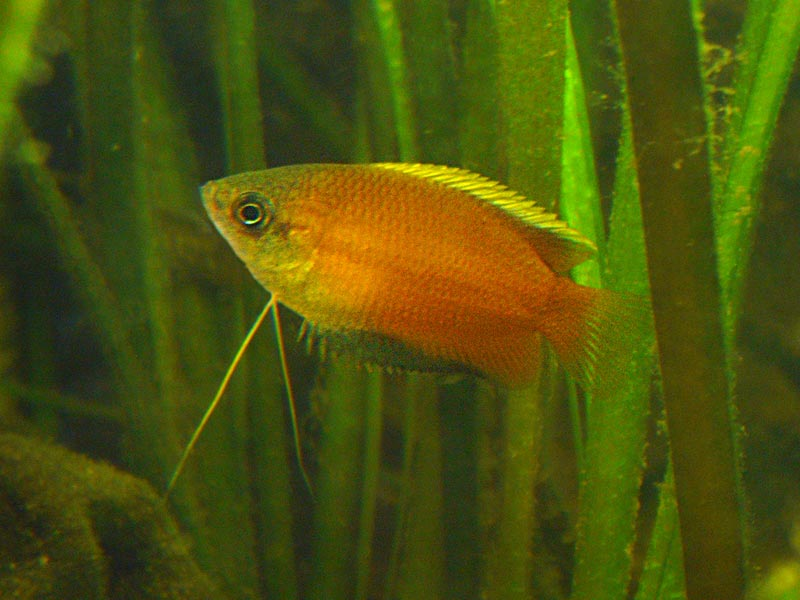
Медовый гурами (Trichogaster chuna)
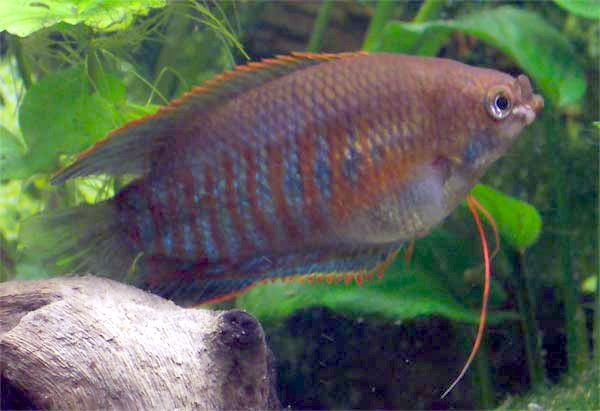
Лябиоза (Trichogaster labiosus)
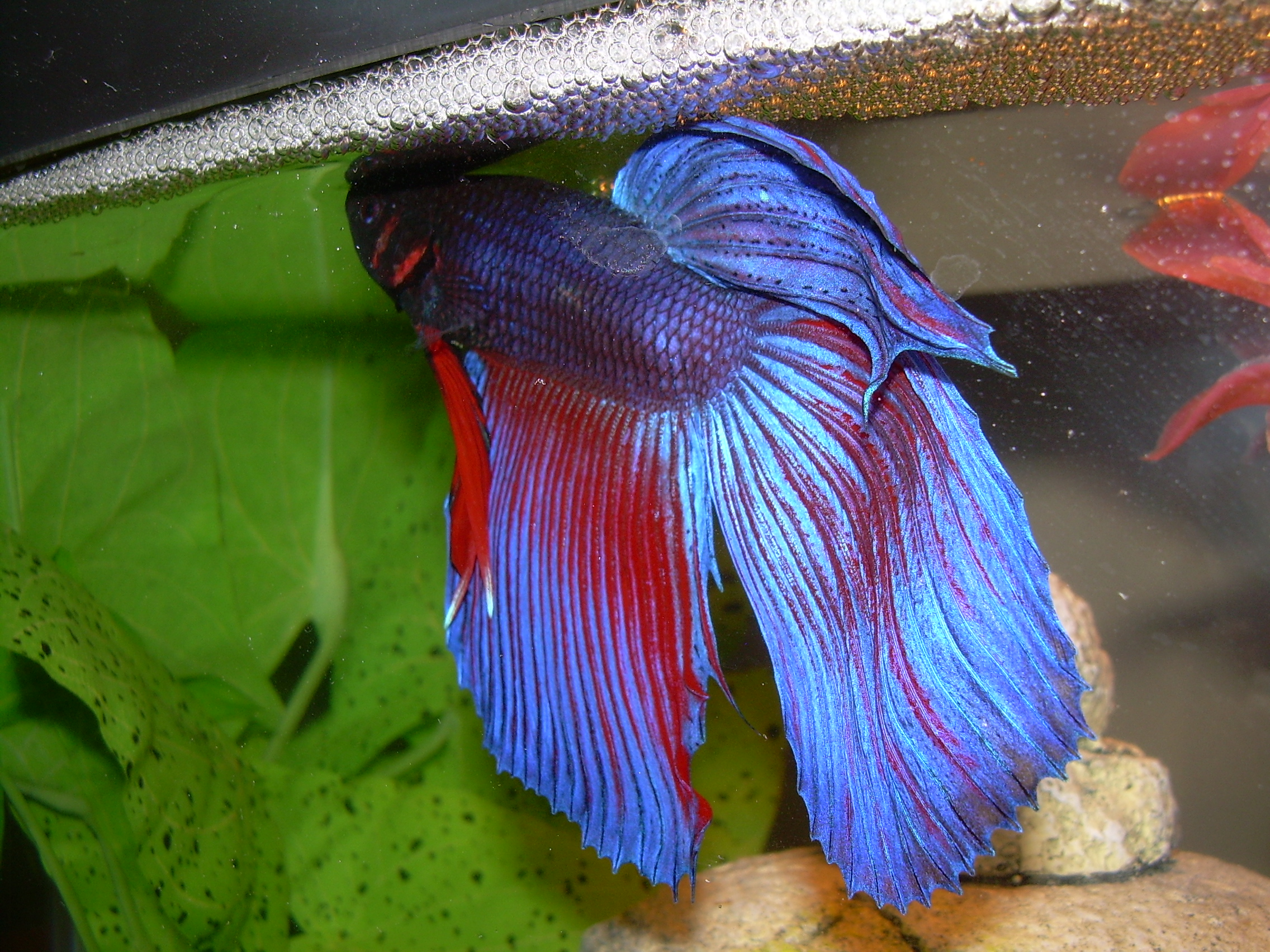
Петушок, бойцовая рыбка (Betta splendens)
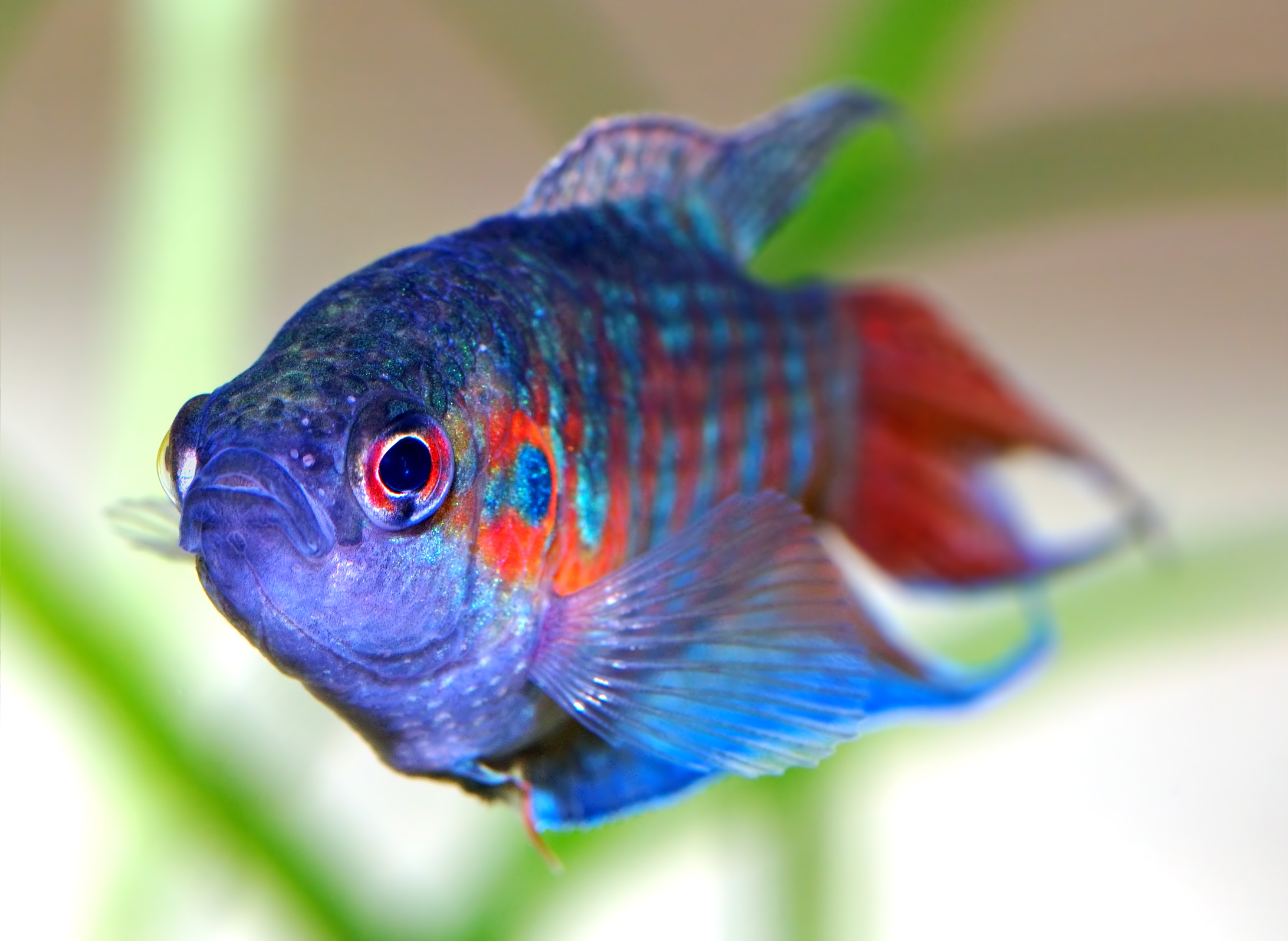
Макропод (Macropodus opercularis)
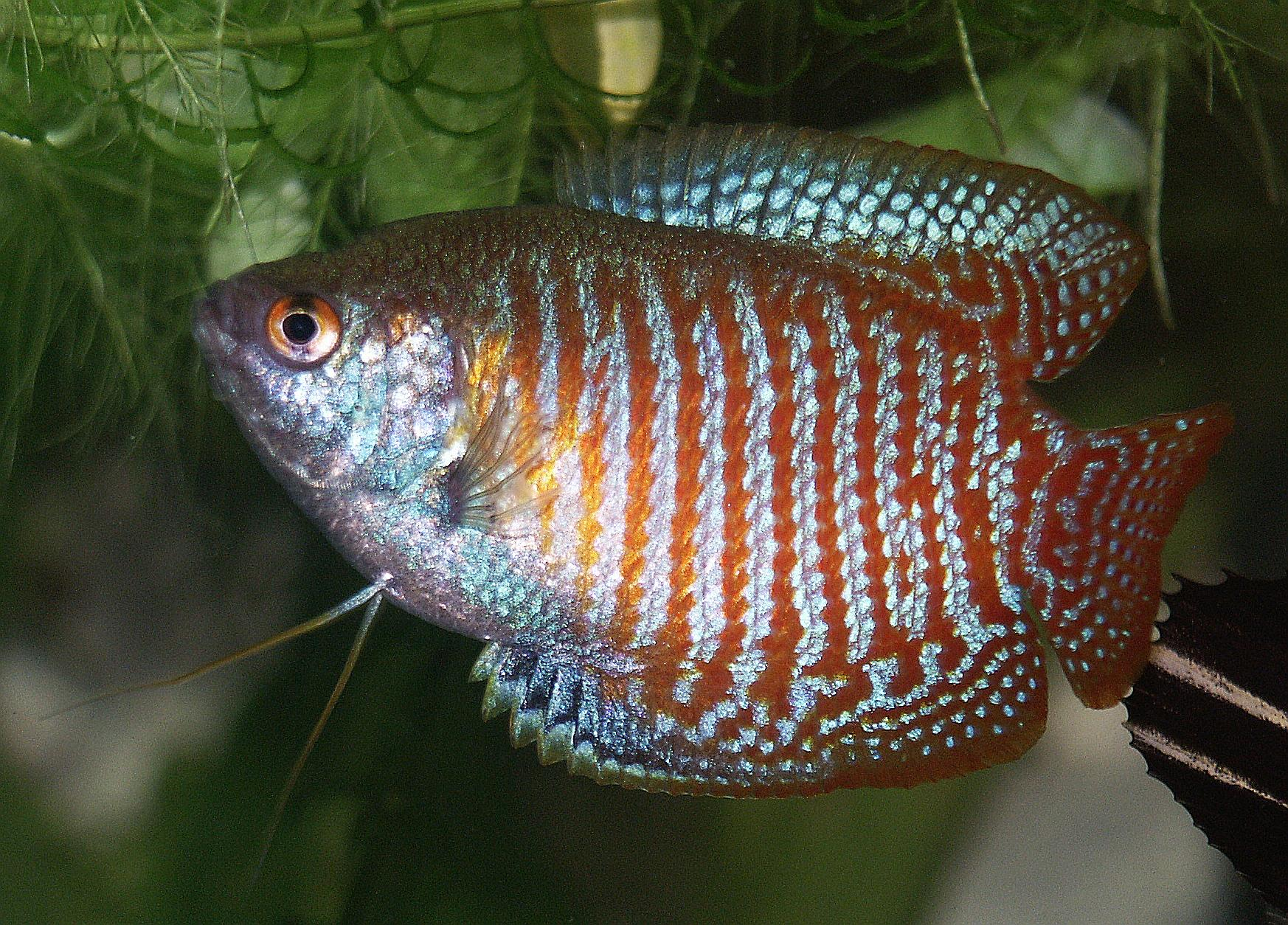
Лялиус (Trichogaster lalius)
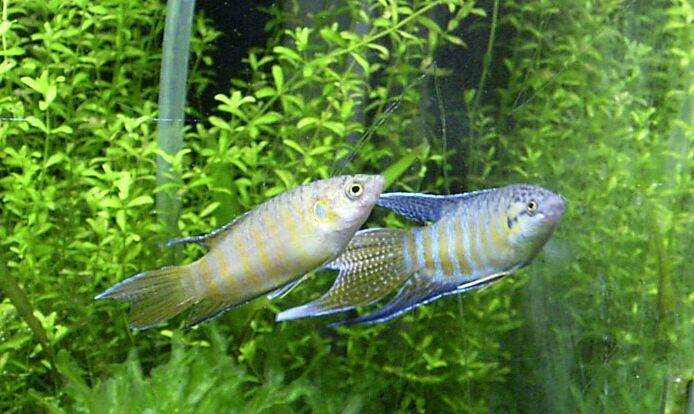
Макроподы
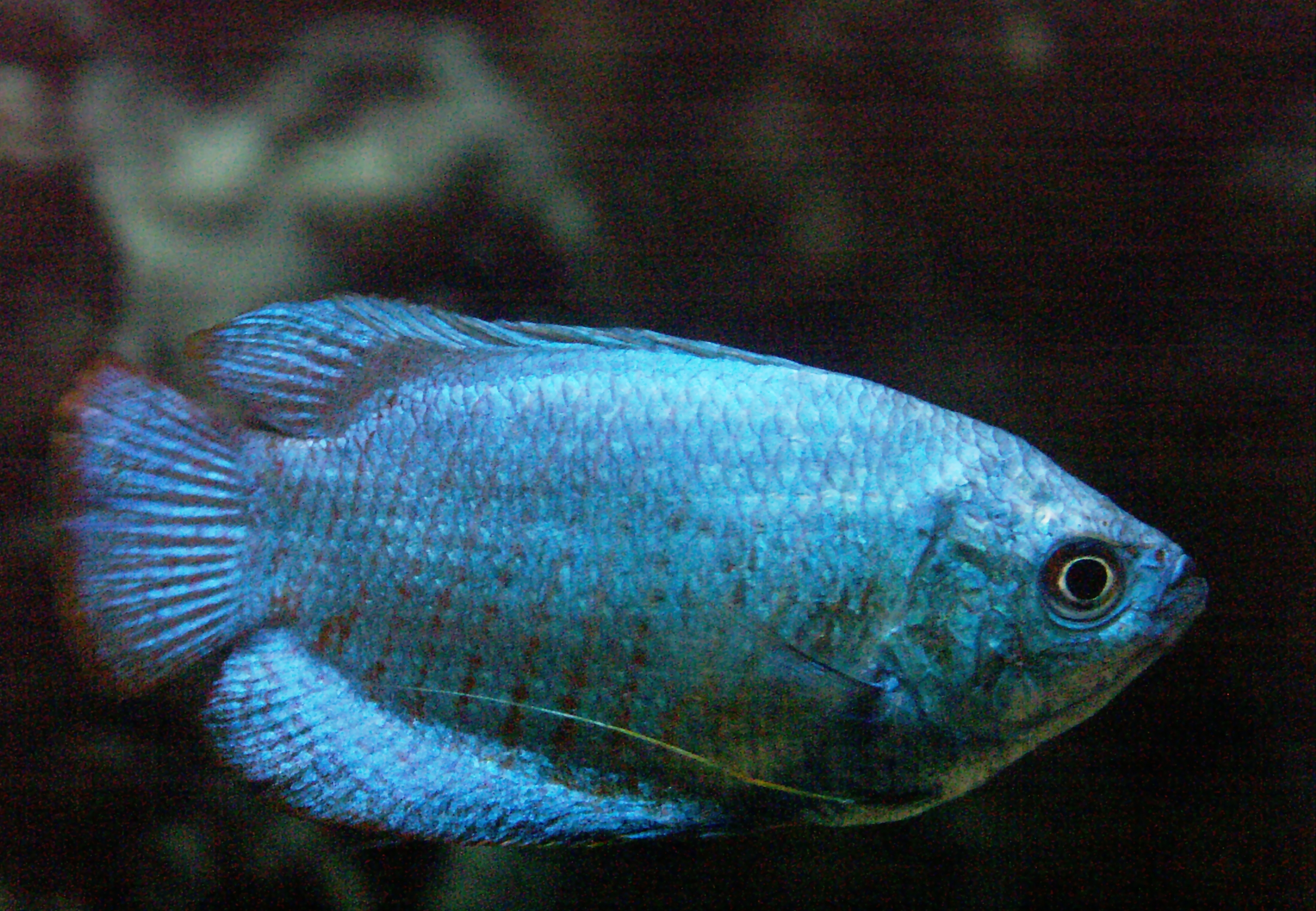
Лялиус (Trichogaster lalius)
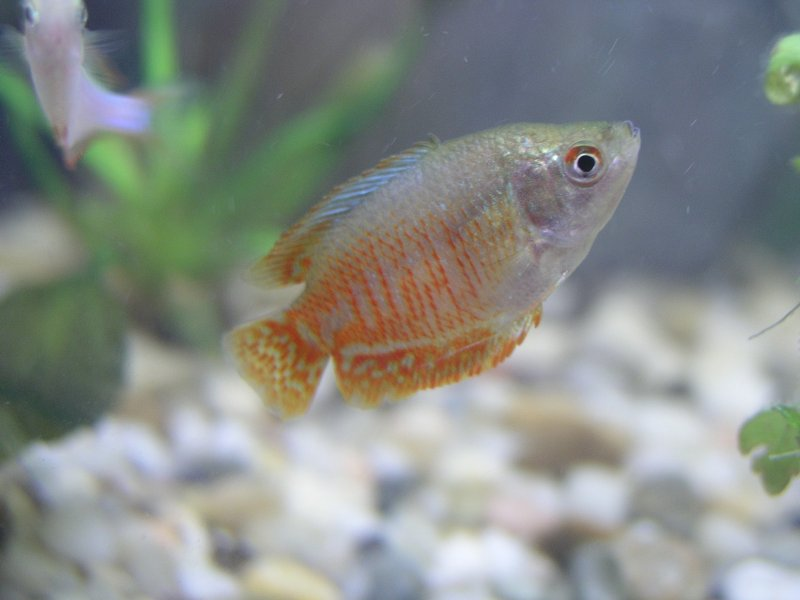
Лялиус (Trichogaster lalius)
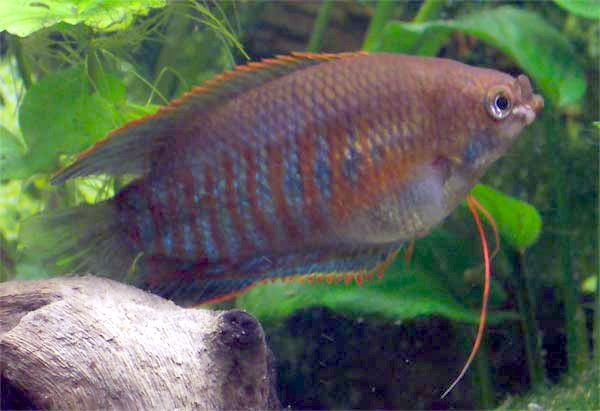
Colisa labiosa

## Галерея

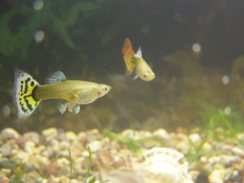
Гуппи
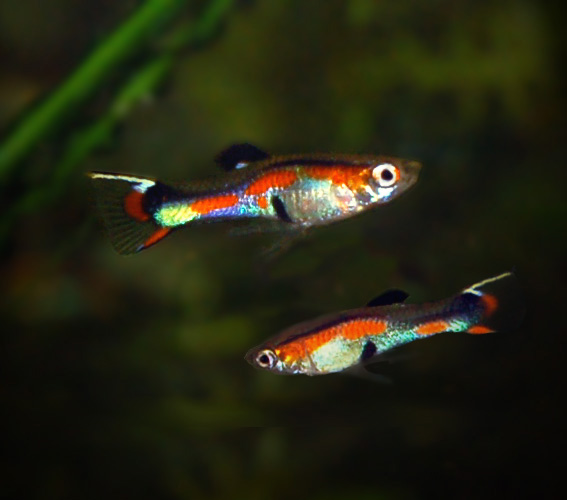
Гуппи Эндлера
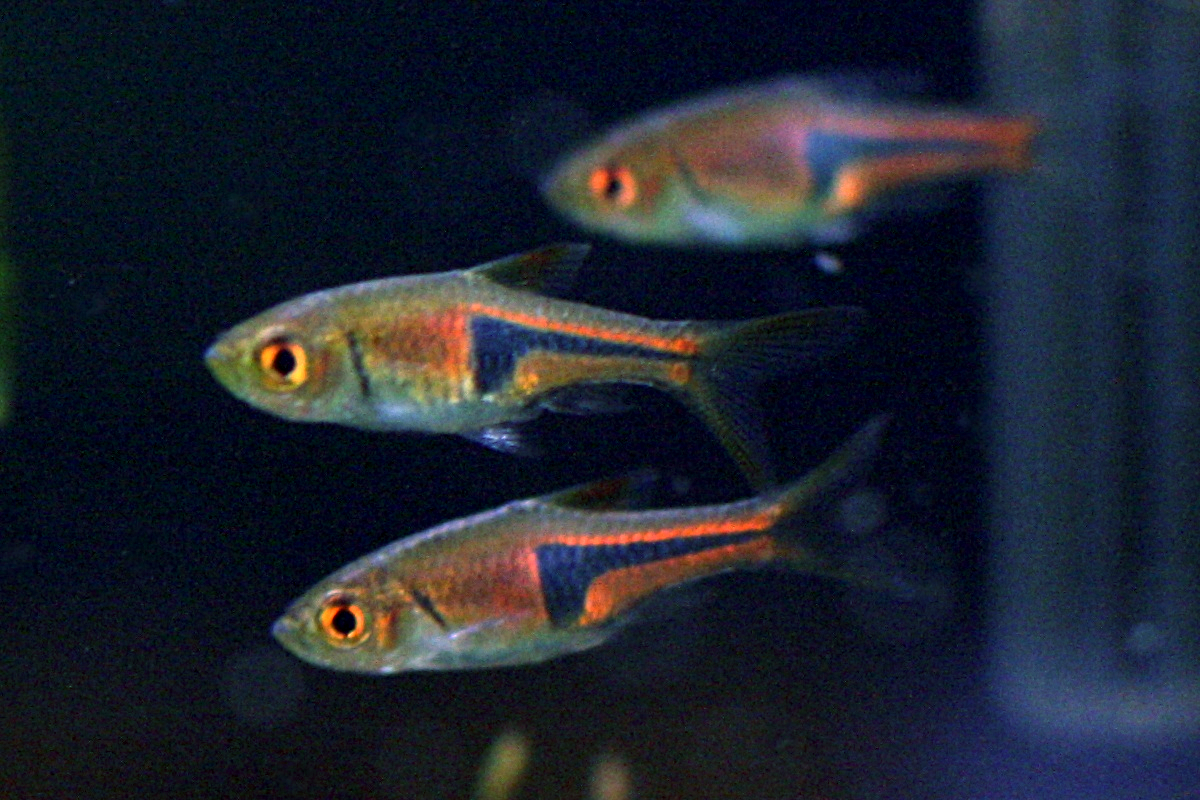
Расборы
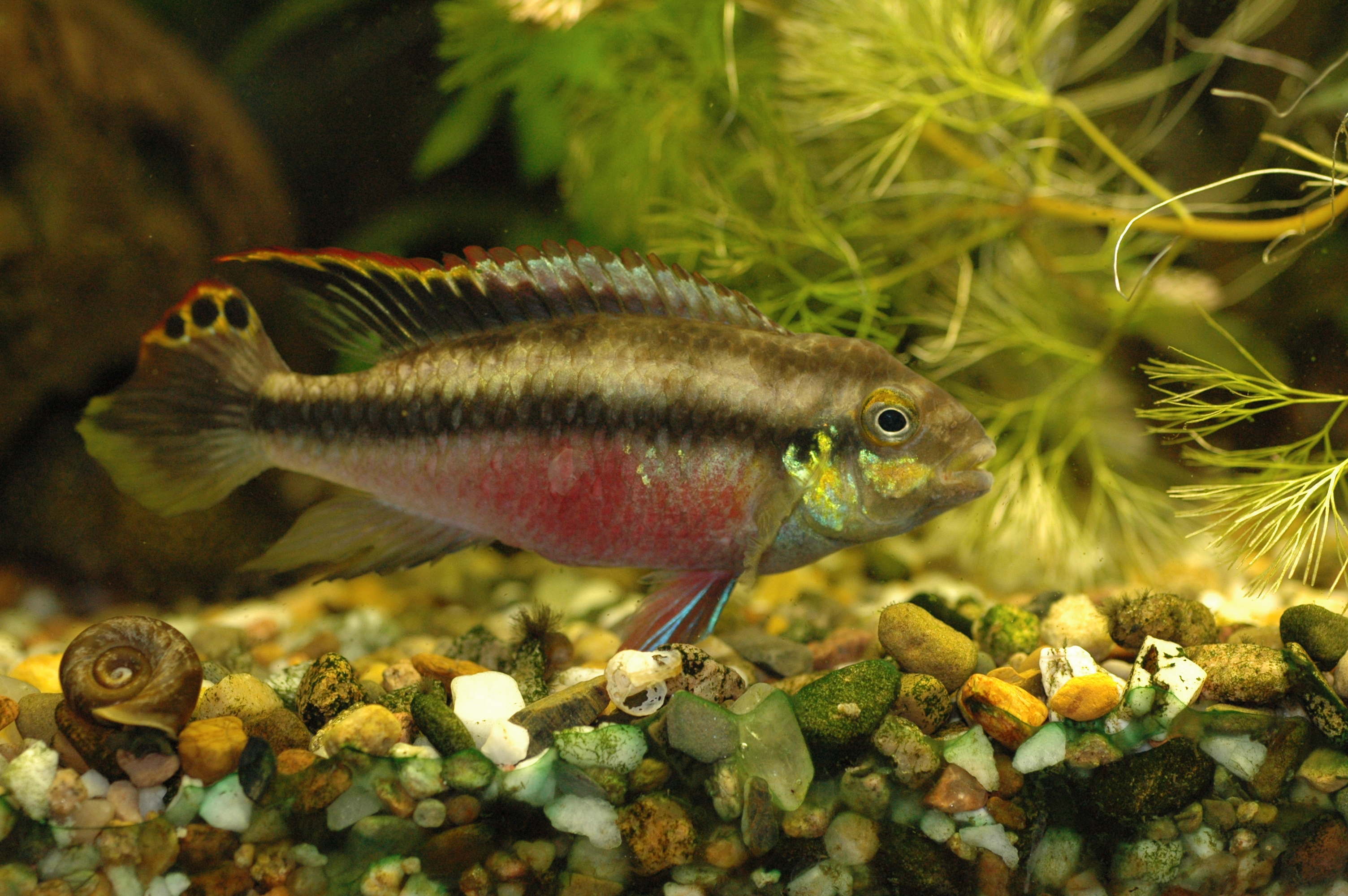
Пельвикахромис Пульхера
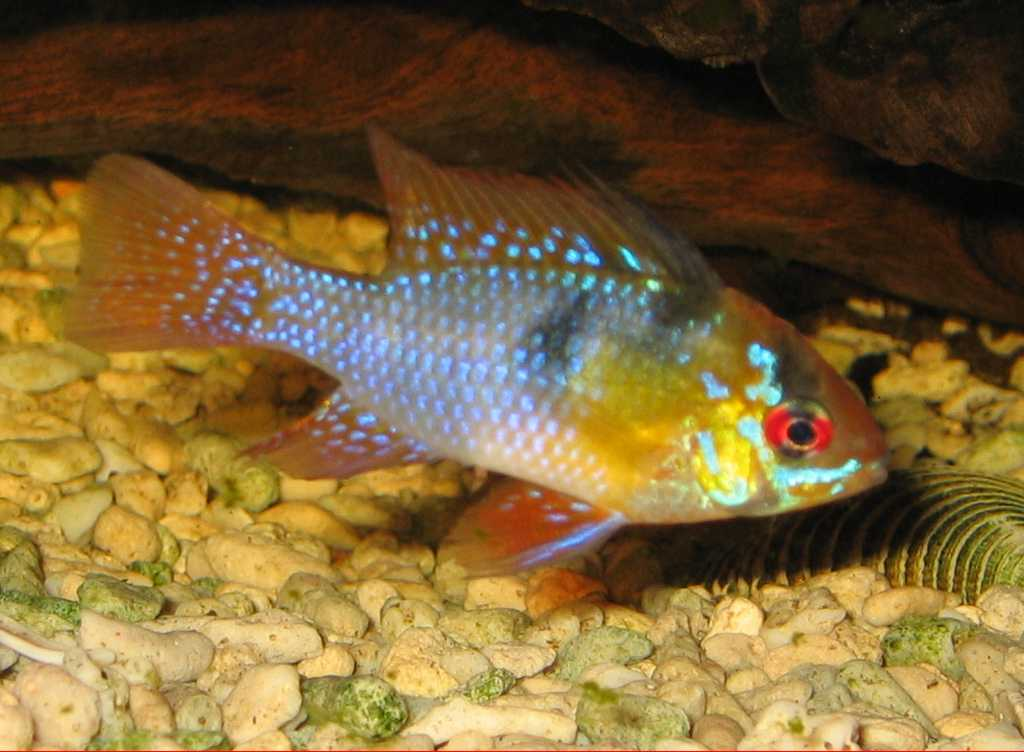
Ram cichlid
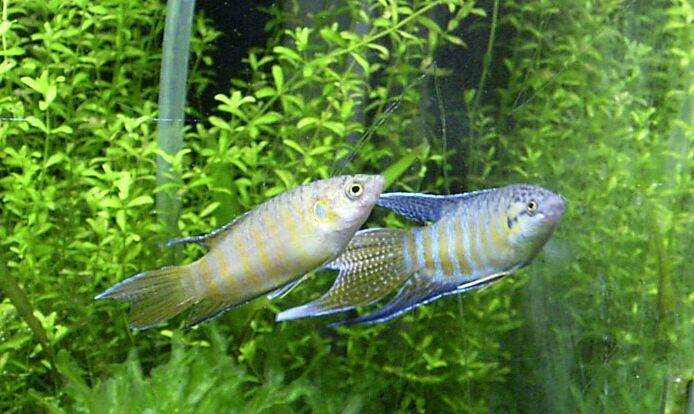
Макроподы
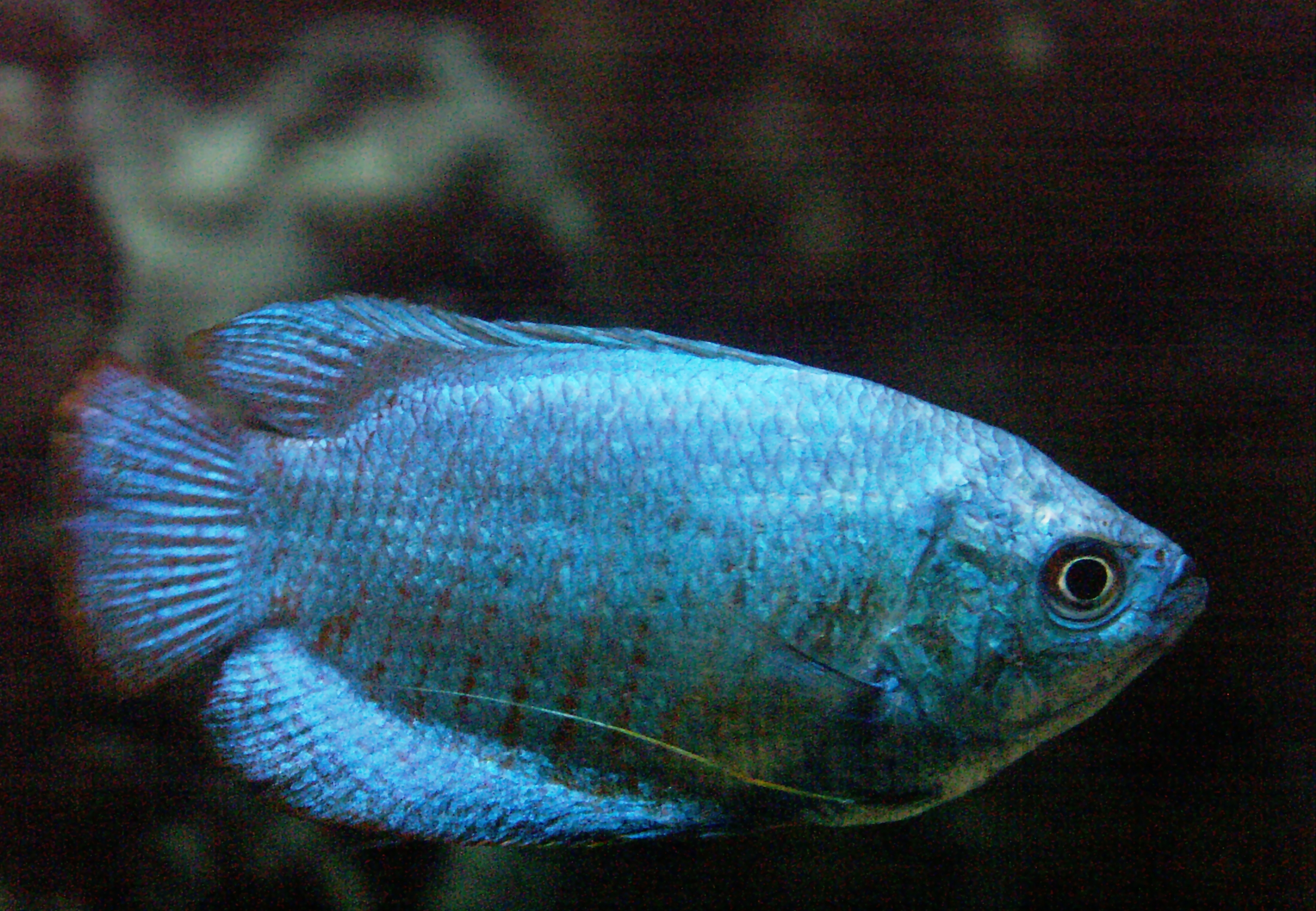
Dwarf gourami
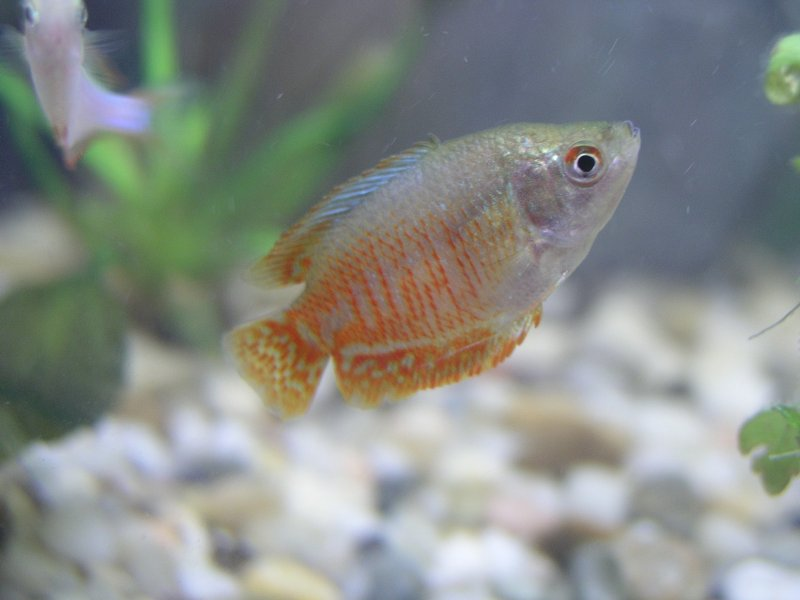
Dwarf gourami
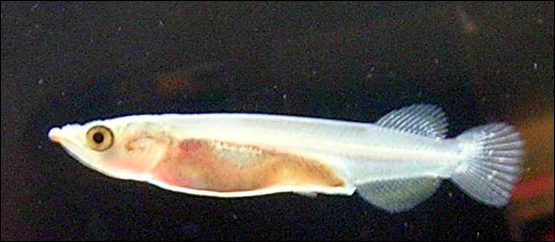
Halfbeak
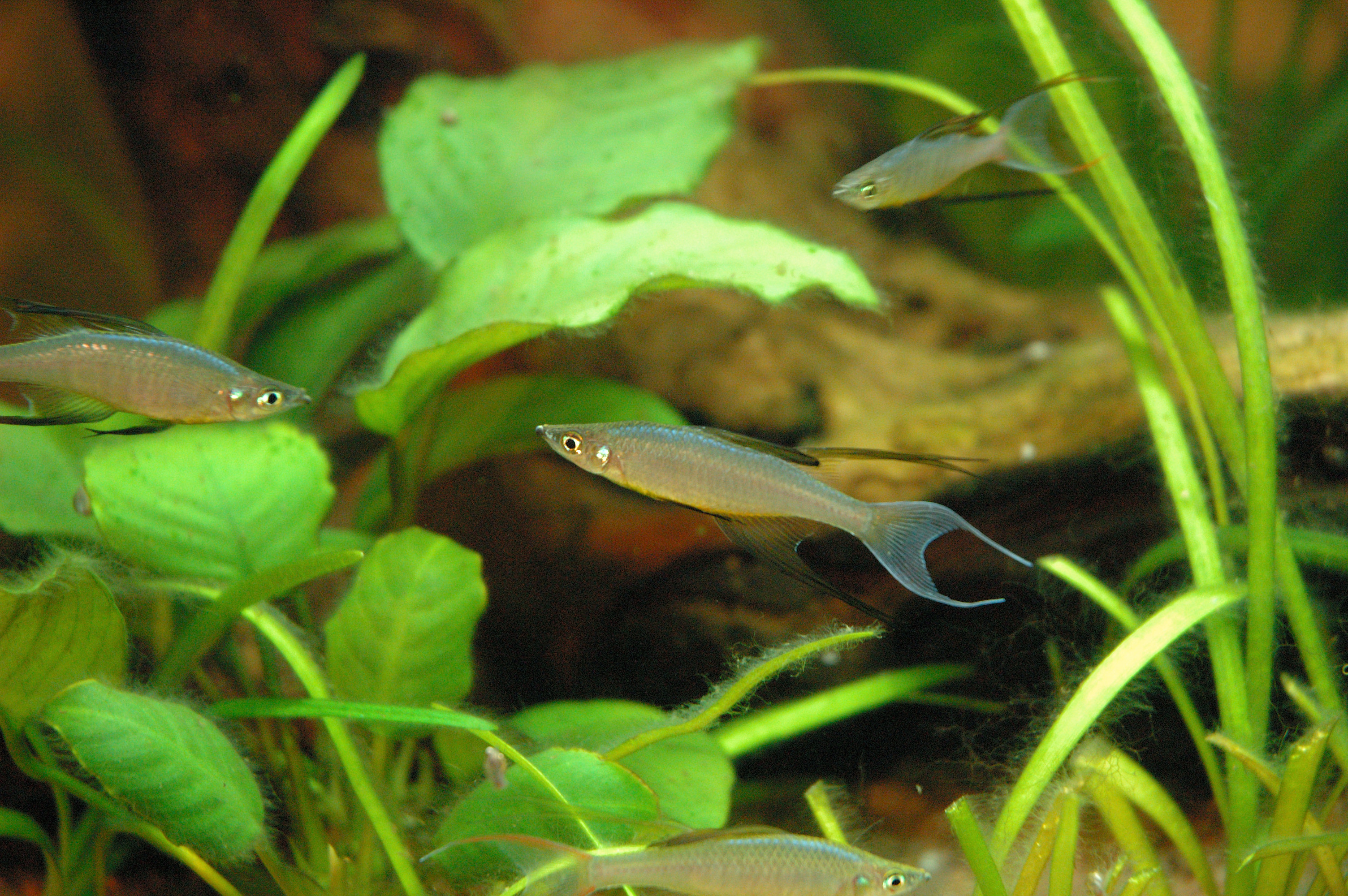
Prachtregenbogenfisch
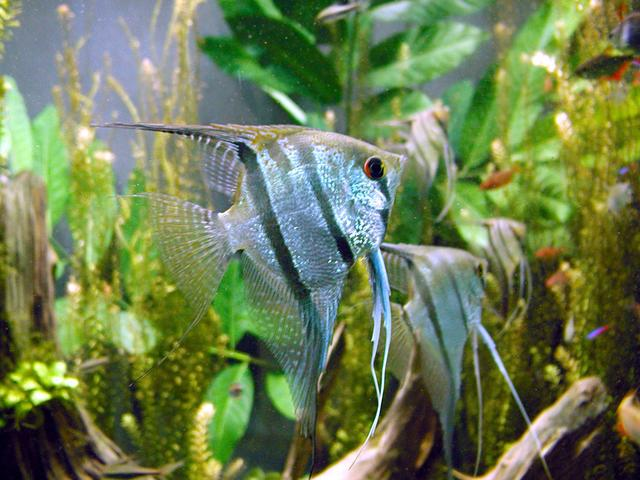
Скалярии
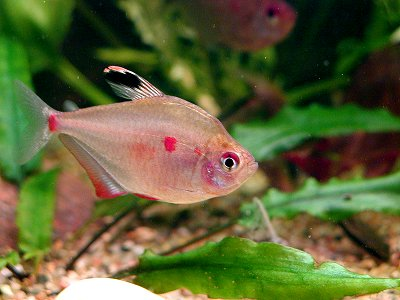
Рубростигма
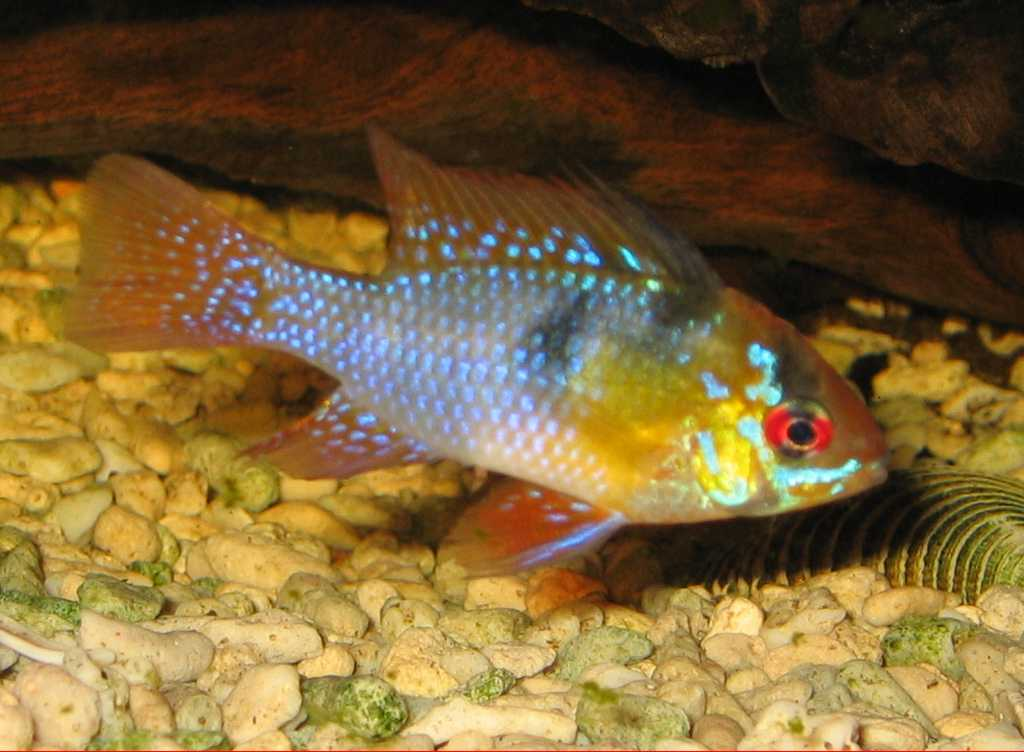
Schmetterlingsbuntbarsch
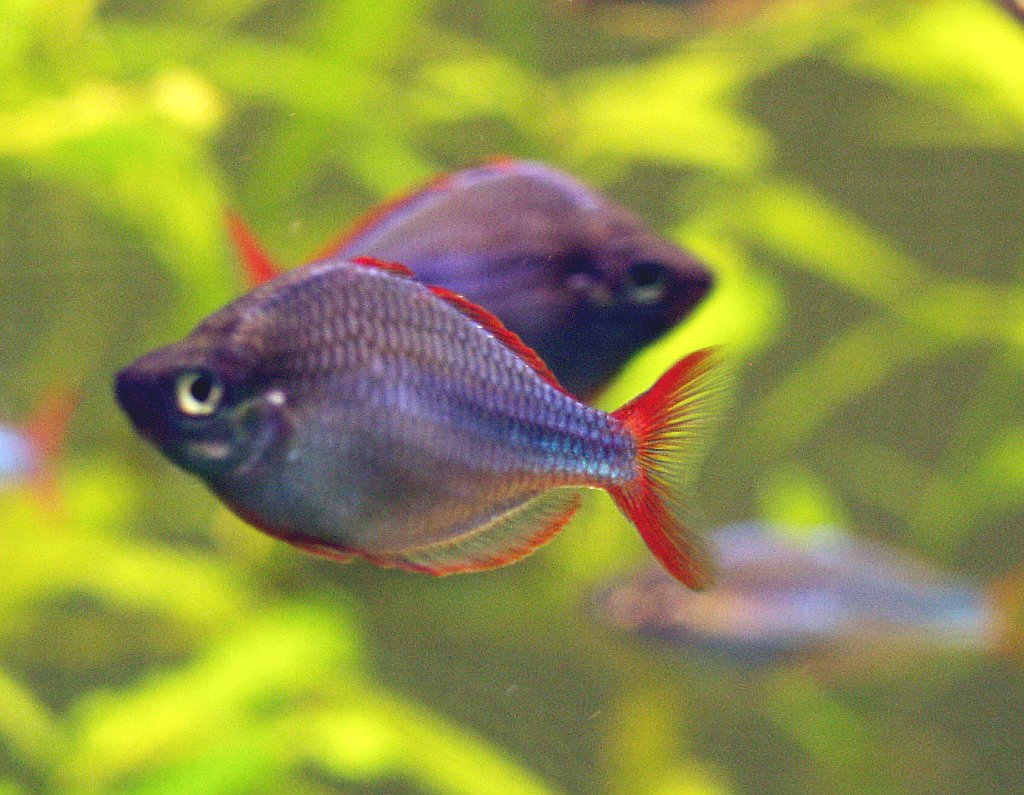
Diamant-Regenbogenfisch
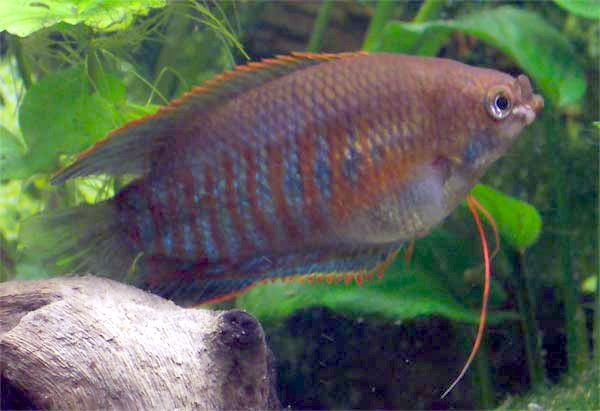
Colisa labiosa
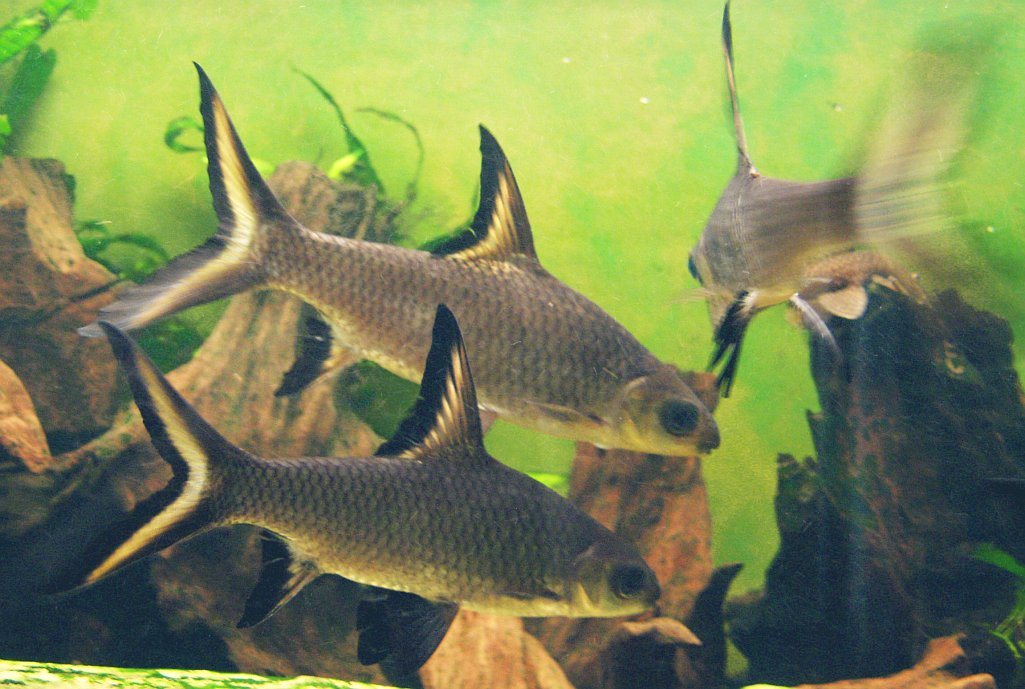
Акулий балу (лат. Balantiocheilos melanopterus)
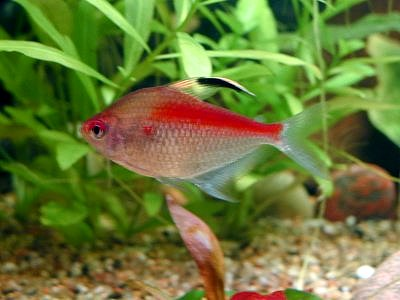
Kirschflecksalmler
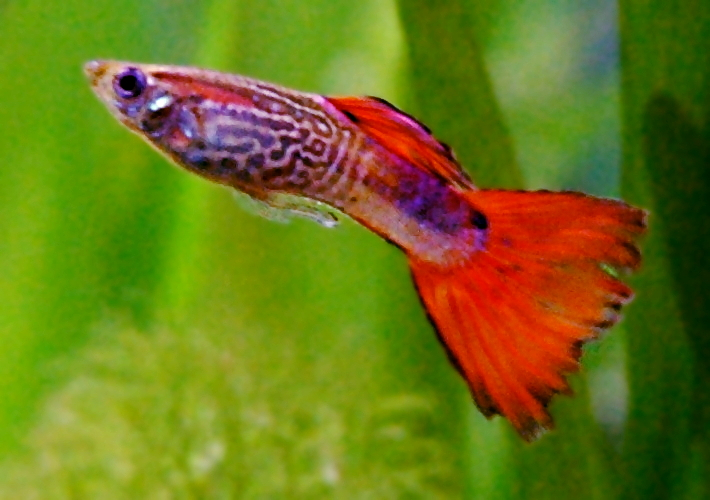
Гуппи
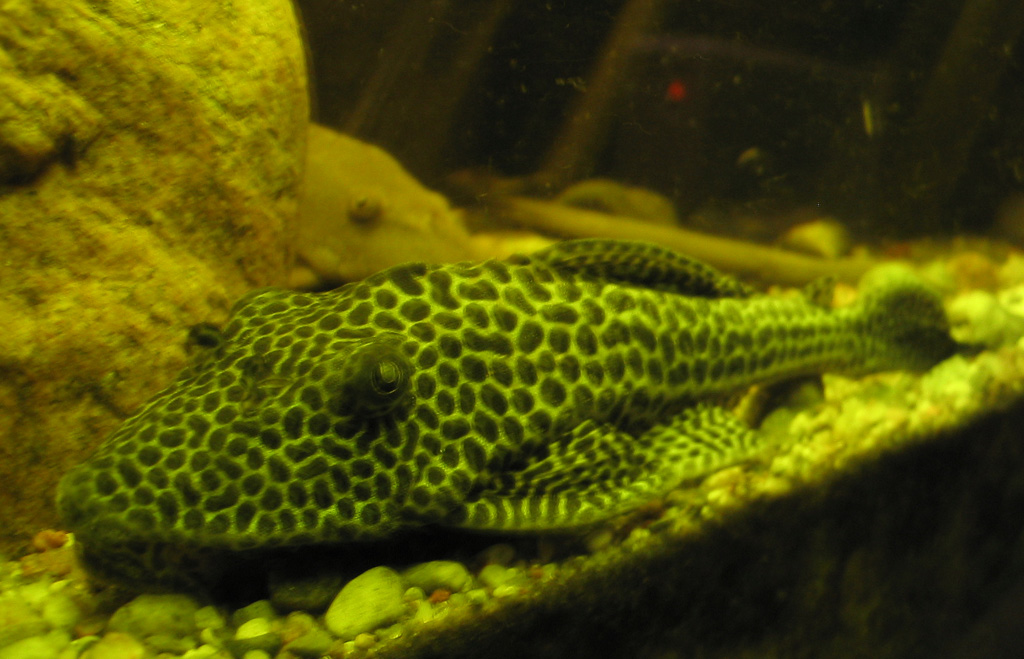
Harnischwels
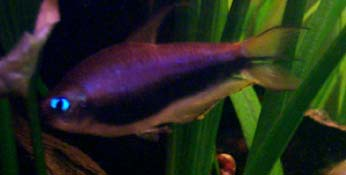
Kaisertetra
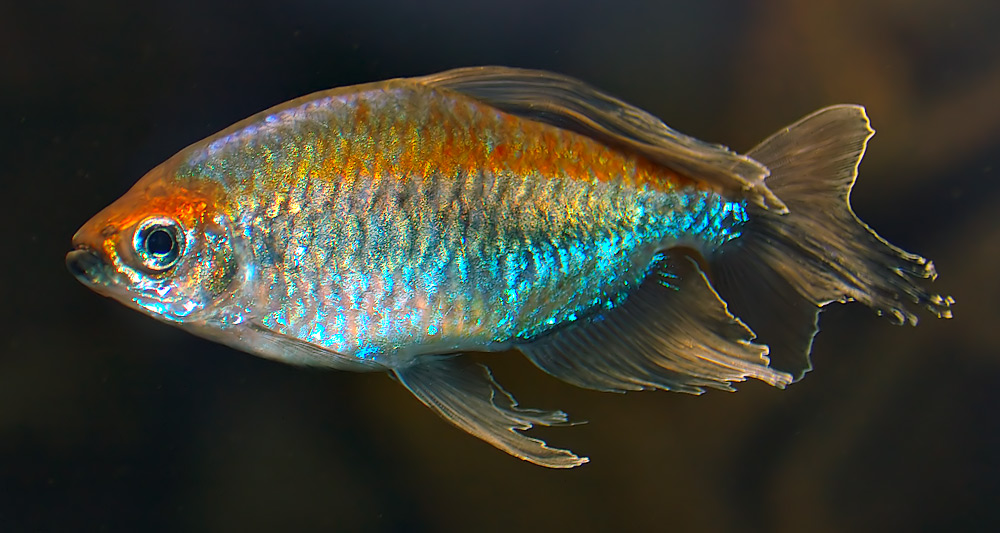
Kongosalmler Phenacogrammus interruptus